# DRAMATIC BASEBALL
『DRAMATIC BASEBALL』（ドラマチックベースボール）は、2020年から日本テレビやその系列各局、および日テレジータス・BS日テレ・日テレNEWS24で放送されている、読売ジャイアンツと千葉ロッテマリーンズ主催ゲームのプロ野球中継タイトル。
本項では、日本テレビ系列で放送されているプロ野球中継（地上波・日テレジータス・BS日テレで行われている主に巨人戦の中継）について説明する。2012年度から2014年度まで系列の衛星チャンネルである日テレプラスで放送されていた別タイトルの中継に関しては「日テレプラス プロ野球中継 HAWKS Perfect Live」（2012年のみ）及び「日テレプラス プロ野球中継 楽天イーグルス HEAT! LIVE」（2013年から2014年まで）を参照。

## 概要
日本テレビにおけるプロ野球中継は、開局翌日（1953年8月29日）に後楽園球場で行われた巨人対大阪タイガース（のちの阪神）のナイターを『スイートナイター』のタイトルで放送したのが始まりである。以来、基本的に巨人の主催試合 のみで、その約9割を同局の制作により独占的に中継している。なお、後に日本テレビは巨人主管試合において読売新聞社、系列スポーツ紙スポーツ報知（報知新聞社） とともに「主催」にクレジットされている。
この他、ビジターゲームでも阪神タイガース戦（読売テレビ制作）、広島東洋カープ戦（広島テレビ制作）を年間10試合前後を放送する他、不定期でパリーグの主催試合も中継する。
系列局でも日本テレビと同じタイトルを使用しているが、一部系列局では日本テレビとは異なるタイトルを使用している局もある（詳しくは#系列局の放送を参照）。
2002年度からは、地上波全国放送に限り、リアルタイム字幕放送を実施している（2005年度からはほぼ全試合に拡大）。また、日テレジータスの一部の中継を除きハイビジョン制作を行っており、地上デジタル放送とBS日テレでは5.1chサラウンド放送、およびデータ放送を実施している（一部地方球場開催分と、地方局のローカル中継を除く）。
2007年から、地上波全国放送は「リーグ開幕戦（開幕戦が前年度Bクラスによりビジターで開幕するときは、東京ドームで行われる主管試合の開幕カード）」や週末に開催するデーゲームなど20試合前後 に絞っており、多くの試合はBS・CS、インターネット放送の「ジャイアンツライブストリーム」・「Hulu」に重きを置いているが、2014年からは地上波でデーゲーム中継があっても、全国ネットとはしないで、関東ローカル とする試合もある。
2010年度からは日テレジータスのハイビジョン放送開始に伴い画面比が16:9の「ワイドサイズ」に統一され、地上アナログ放送や日テレジータスの標準画質放送では全試合レターボックス化された。ハイビジョン放送自体は2004年シーズンから行われていた。なお、放送対象地域内に本拠地の球場を持つ球団がある系列局では、巨人のホームゲームに代えて、地元球団のホームゲームの中継に差し替えたり二元中継にしたりすることが多い（「系列局等の放送」も参照のこと）。ネットワークセールス枠の通常番組を差し替えるには、日本テレビ（番組編成によっては読売テレビまたは中京テレビも）や各番組のスポンサーとの調整を要するため、ローカル中継については、巨人戦全国ネットの差し替えとデーゲームを中心とする局と、広島テレビの様に恒常的にゴールデンタイムのネットワークセールス番組の差し替えを行う局とに対応が分かれる。ただし、2015年より金曜19時台がローカルセールスに移行したため、金曜の通常番組を差し替えるケースが増えている（主に札幌テレビと広島テレビに多い）。差し替え中継が早く終了した場合は途中飛び乗りで巨人戦全国ネットの中継を放送する場合がある（但し、リアルタイム字幕放送・連動データ放送・副音声放送は非対応の場合がある）。
毎年8月中旬から下旬頃に行われる巨人のホームゲームでは、8月28日が日本テレビの開局記念日であることを祝して「開局記念ナイター」というサブタイトルを冠して開催している（同日か、その直前のホームゲームがそれに充てられる。2009年は行われなかった）。
なお、2000年までは『24時間テレビ 「愛は地球を救う」』の放送日と重なった場合は『24時間テレビナイター』として行われ、実況アナウンサーや解説者は『24時間テレビ』のオリジナルTシャツを着用して中継に臨んでいた（日曜の場合は『24時間テレビ』が早く終了する。同番組の当該項目も参照のこと）。BS日テレや日テレジータスでも放送されないが、2007年度と2011年度は対ヤクルト戦が、2021年度は対DeNA戦が、BS日テレで何れも放送された。
また、国政選挙（衆議院・参議院）の投開票日と重なった場合は『選挙&ナイター』として、L字型画面の外側に各政党・政治団体の獲得議席数や当選者の情報を表示している。ただし、出口調査の速報を伝えるために20時に一旦中継を中断するのみに留まることもある。
なお、CS放送では、日テレジータスの巨人主管試合中継とは別に、2012年公式戦より、日テレプラス ドラマ・アニメ・スポーツにて福岡ソフトバンクホークス主管試合をJ SPORTSから移管する形で全試合放送し、日テレ系CSでは2つのチャンネルでプロ野球中継が行われることになった。2013年から2014年までは東北楽天ゴールデンイーグルス主管試合の放送をしていた。2018年シーズンからは日テレNEWS24により千葉ロッテマリーンズ主催全試合を中継することになった。

## 放送時間
2023年8月現在。なお、以下は全て日本時間である。
| 時間帯     | 放送局                      | 放送時間 | 中継の延長                                                                 | 備考 |
| ---------- | --------------------------- | --- | -------------------------------------------------------------------------- | --- |
| ナイター   | 地上波 （日本テレビ系列局） | 19:00 - 21:00 | 原則なし（開幕戦・クライマックスシリーズ・日本選手権シリーズの中継を除く） | 日本テレビ以外の局では平日の全国ニュース終了後の18:15から中継を開始する局がある。 2022年度より火・水・木の20:54ミニ番組が廃止され、20時台番組が21:00まで拡大（および直前番組との接続はステブレレスに変更）されたため、火・水・木が21:00終了に変更されたが、一部地域では19:54のミニ番組枠を行使するため20:54に終了する。 |
| ナイター   | BS日テレ                    | 18:00 - 20:54 | 最大126分（2020年度から）                                                  | 地方球場での巨人主管試合開催で雨天中止となった場合は通常番組を放送、 地上波でナイターを放送する日は2011年度から一部を除き「トップ&リレー」を開催（詳細後述）。18:30の試合開始日は放送時間が30分、19:00の試合開始日は放送時間が1時間、それぞれ繰り下がる。 2014年度からは、20:53を過ぎて試合が続いている場合、最大23:00まで142chで中継する。2018年は同条件で、ロッテ主催も放送する日があった（ロッテ球団製作 日テレNEWS24と同内容）               |
| ナイター   | BS日テレ                    | 18:00 - 19:00 | 無し                                                                       | トップ中継。該当試合が地上波全国ネットの場合。 |
| ナイター   | BS日テレ                    | 20:52 - 21:00 | 最大128分                                                                  | リレー中継。該当試合が地上波全国ネットの場合。 |
| ナイター   | 日テレジータス              | 17:30 - 21:45 （巨人ビジターゲーム）17:45 - 21:45 （再放送）23:00 - 翌3:00 または 翌1:30 - 5:30 （週末のロードレース世界選手権中継放送時など） | 試合終了まで                                                               | 後者は撮って出し放送。また地方の屋外球場での巨人主管試合が雨天中止となった場合は後述にある過去の巨人戦名勝負を取り上げた番組を編成する。18:30の試合開始時は30分、19:00の試合開始日は1時間、それぞれ生放送・リピート放送共、放送時間が繰り下がる。なお、2012年と2013年の『日本シリーズ』（東京ドーム）は、リピート放送を行わなかった。 2023年の東京ドーム巨人主催試合開催時は、EPG上は17:30 - 17:45まで、「プレゲームショー」を内包する形となる。 |
| ナイター   | 日テレNEWS24                | ロッテ主催試合開催日の18:00 - 22:15 | 試合終了まで                                                               | 2018年より 編成の都合上生放送できない試合日がある。その場合、翌日未明1時30分から5時30分を基本として録画中継する。生放送はスカチャンで迂回放送する |
| デーゲーム | 地上波 （日本テレビ系列局） | 14:55 - 16:50 （月曜 - 金曜）15:00 - 17:00 （土曜日）14:15 - 15:55 15:15 - 16:55 （日曜日）                                                    | 原則としてなし                                                             | 局によっては試合開始時間に合わせて15:00前から中継開始。 日曜日にシーズン開幕3戦目の全国ネット中継や関東ローカルまたは一部地域ネットで放送される試合に限り最大30分の延長オプションを設定する場合がある。 月曜 - 金曜に『news every.』の17時台のネットを行っている局に限り継続放送を行うことがある。 全国ネット中継は2014年以降は、原則として開幕第2戦・第3戦・阪神対巨人（読売テレビ制作）・クライマックスシリーズのみとなっている。              |
| デーゲーム | BS日テレ                    | 13:00 - 15:54 14:00 - 16:54 | 最大126分（2020年度から）                                                  | 2020年度からは15:53または16:53を過ぎて試合が続いている場合、最大18:00（13時開始）または19:00（14時開始）まで142chで中継する。 |
| デーゲーム | 日テレジータス              | 12:30 - 16:45 13:30 - 17:45 19:00 - 23:00 | 試合終了まで                                                               | 後者は撮って出し放送 |
| デーゲーム | 日テレNEWS24                | ロッテ主催試合開催日の試合開始15分前より4時間15分枠で放送                                                                                      | 試合終了まで                                                               | 2018年より 編成の都合上生放送できない試合日がある。その場合、翌日未明1時30分から5時30分を基本として録画中継する。生放送はスカチャンで迂回放送する |

備考
- 共通

地上波・BS日テレ・日テレジータスで流される映像や音声は基本的に同じであるが、それぞれ別系統で出力されているため、いずれかのみで独自映像や音声を放送することが可能となっている。
例として、地上波やBS日テレでは途中で放送終了する時間を迎えてその旨を告知していても、試合終了まで放送を継続する日テレジータスでは実況による告知やテロップの表示はない。このときは球場内の映像や音声のみが流れ、その時間が長い場合は「ただいま、球場音声のみでお送りしています。」といったテロップが表示されることもある。ただし、系列局が制作しているビジターゲームについては例外もある。
巨人主管試合の映像はTBSテレビ・J SPORTSにも提供されている。東京ドームコンコースに設置されているモニターにも使用されている（スコアカウンターは表示されていないが、画面転換時に番組ロゴが表示されている。また、一部モニターの上部には日テレジータスの広告が設置されている）。
試合が早く終了した場合は、特設スタジオに試合を終えたばかりの選手1人又は2人を迎えて、進行アナや実況席にいる解説者などとトークを展開する。それでも時間が余った時は、地上波・BS日テレでは過去の名場面やホームランセレクションなどを定刻まで放送し、日テレジータスではここから「GIANTS in 東京ドーム」を放送する。
- 地上波

1973年度までは、基本的な中継時間は20:00 - 21:26（→21:25。21:15や21:00の時期もある）だったが1974年から19:30〜20:55（→20:54）、1980年からは19:00〜20:54と変更されていった。
1984年頃から最大30分放送時間を延長して放送していた。1994年頃まで21時台・22時台にテレビ朝日系列・TBS系列・フジテレビ系列の番組を放送していたクロスネット局などは20:54で終了していた。その際、実況アナウンサーが『この試合の模様は一部の地域を除いて放送時間を延長してお送り致します』とコメントしていた。『NNNきょうの出来事』はネット局すべてが同時ネットとなるため、延長されなかった地域は『NNNきょうの出来事』開始まで『巨人戦ハイライト』を放送していた。
1990 - 1992年度は、土曜に限り通常よりも30分早い18時30分から中継していた（一部地域を除く）。これは、当時の当該番組枠がローカルセールス枠の『三井不動産アニメワールド』であったためである。なお放送は通常の『三井不動産アニメワールド』終了時刻である18:58で一旦中継を中断し、ステーションブレイクを挟んで、19:00から再開していた。
長年にわたり、21時24分まで5分単位 で延長のオプションを設けて放送していた（2002年度 - 2004年度の3年間については、2002年度より主催試合のうち、土曜日ナイターの一部放映権を委譲した、原則試合終了までの中継を行うNHKに歩調を合わせるため、2002年度は平日のみ、2003年度は全曜日とも、2004年度は土日のみさらに21時54分まで対応していた）。1981年までは月曜と金曜のナイトゲームが番組編成の都合で生中継できなかったため、その場合は『11PMナイター』として録画中継された。
NHK BS1、総合テレビで巨人戦を放送する場合は、地上波・BS日テレでの放送を行わない（例外はポストシーズン中継）。かつてBShiで野球中継を行なっていた時代は、地上波日本テレビとBShiの並行放送もあった。
通常、日本テレビでは巨人主催ゲームの系列局への裏送りを衛星波向け中継の同時放送を除いて行わない。2016年4月14日以降の熊本地震により4月16日にも日本テレビと一部系列局ではNNN報道特別番組をローカルセールス枠扱いで放送したため、日本テレビと広島テレビの2局ネットで放送予定だった同日の「巨人 vs 広島」デーゲームは、地上波出演者（解説：山本浩二・江川卓、実況：佐藤義朗）による中継を広島テレビに裏送りで放送した（当初予定されていたリアルタイム字幕放送と連動データ放送は実施せず。試合速報は広島テレビの通常データ放送で別途実施した）。
- BS日テレ

2008年度までは地上波中継のないときに限り放送していたが、2009年度からは地上波放送の有無にかかわらず放送される。
日テレジータスと同様にほとんどのホームゲームを放送しているが、日によってはNHK（BS1か総合テレビの場合あり）で放送されることがあり、この日は放送されない。対阪神戦（読売テレビ制作）・対広島戦（広島テレビ制作）は2016年までは放送はなかったが（前者はNHK BS1で放送。後者は日本テレビ・広島テレビが対巨人戦の週末デーゲームの放送権を獲得できなかった年に広島県ローカル・日テレジータスと同時ネットで放送された実例あり）、2017年以降はBS日テレでも放送される。
2011年より、平日ナイターが地上波で放送される場合、BS日テレではトップ&リレー中継になる。開幕戦は地上波で試合開始から試合終了まで放送するため、BS日テレでは放送されない。週末・祝日のデーゲームで開催する場合は、BS日テレ・地上波の並列放送となる一部試合もある。
2012年11月3日の巨人が日本一を決めた「コナミ 日本シリーズ第6戦」は、BSでは生放送を実施しなかったが、同日22時から23時54分までダイジェストを放送した。
2014年度からの平日ナイター、2020年からの週末祝日デーゲームで、延長時はマルチチャンネル編成となり、前者は20:53以降、後者は15:53以降（13時開始）、16:53以降（14時開始）は142ch（SD画質）での放送となる。
2021年度は新型コロナウイルス感染拡大防止などの観点から、首都圏開催のナイトゲームの試合開始時刻が繰り上がった事により、142チャンネルでは、17:00からマルチ編成実施の上、17:45（試合開始）から放送する。また、2021年の中継では、本編中継の最後に、当日の好プレーのシーンなどを流す「DAZN presents TODAY'S DRAMATIC PLAY」を放送する。
- 日テレジータス

巨人主催全試合を完全生中継しており、2009年からは同日録画も行っている。
読売テレビが対阪神戦、広島テレビが対広島戦の放映権を獲得した場合は地上波同時放送（完全生中継）となる（かつてはトップ&リレー中継だった）。
延長時間の単位は、地上波やBS日テレと異なり30分単位となっている。ただし、中継自体の延長は5分単位であり、終了時刻によってはフィラー（穴埋め）コーナーとして「GIANTS in 東京ドーム」が数回分放送される（1回につき10分。かつては、その日の試合をダイジェストにまとめ上げたVTRを流していた）。なお、2011年以降は試合の終了時間によっては、「GIANTS in 東京ドーム」を流す前に中継テーマソングをフルコーラスで流し、曲の尺に合わせて編集したその日のハイライト、他球場の結果を表示する。2015年から2019年まで、東京ドーム巨人主催試合日のみ、試合の終了時間によっては、「先出し!ポストゲームショー」を放送。
- 日テレNEWS24

他のスポーツ中継や報道特番等の都合上、生放送できない一部開催日の試合は、生中継をスカチャンに迂回し（日テレNEWS24が視聴可能な契約で視聴可能）、日テレNEWS24では翌日未明に録画放送する。

## 制作局と担当球団
| 放送対象地域 | 放送局              | 担当球団                                | 担当曜日 |
| ------------ | ------------------- | --------------------------------------- | --- |
| 関東広域圏   | 日本テレビ（NTV）   | 読売ジャイアンツ 千葉ロッテマリーンズ   | 全曜日 |
| 北海道       | 札幌テレビ（STV）   | 北海道日本ハムファイターズ              | 全曜日 |
| 宮城県       | ミヤギテレビ（MMT） | 東北楽天ゴールデンイーグルス            | 全曜日 |
| 中京広域圏   | 中京テレビ（CTV）   | 中日ドラゴンズ（ビジターゲームのみ）    | 日本テレビ系列での中継日 |
| 近畿広域圏   | 読売テレビ（ytv）   | 阪神タイガース オリックス・バファローズ | 月曜日 - 火曜日・木曜日 - 土曜日（火曜日は一時期放映権を手放していたが、2010年度から再開）水曜日・日曜日はビジターゲームのみ |
| 広島県       | 広島テレビ（HTV）   | 広島東洋カープ                          | 全曜日（土曜日・日曜日のみデーゲーム）                                                                                       |
| 福岡県       | 福岡放送（FBS）     | 福岡ソフトバンクホークス                | 全曜日 |

## 系列局の放送

### 地上波
下記におけるトップ&リレー中継はBS日テレ・日テレジータスと同内容を放送している。かつてはトップ&リレー中継の時間中はネット局が自社仕様のスコア表示を使用していたこともあったが、のちにトップ&リレー中継も日本テレビ仕様のスコア表示を使用するようになった（時期不明）。日本テレビ以外の局が通常番組編成の日にローカル中継を行った場合、ネットスポンサーは原則として野球中継に組み込まれるが、番組の内容やスポンサーの意向によっては振替放送に組み込まれることがある。いずれの場合も事前に番組スポンサー・広告代理店との調整や、日本テレビ（番組によっては読売テレビ・中京テレビも）の許可を受ける必要がある。差し替え対象となった番組は別日に振替放送される。

#### 日本テレビ
東京ドームでの巨人主催試合を、平日ナイターは全国ネットで、週末デーゲーム（但し、他競技の中継を優先する等、編成の都合で放送されない試合がある）は関東地方の球団およびオリックス戦を関東ローカルで、オリックス以外の地方球団は地元局との2局ネット（稀に個別の番販購入によりネット局が増加する場合もある）で各々放送する。
ビジターゲームでは、読売テレビ制作の対阪神戦を全国ネット（年度によってはナイター〈水曜・日曜を除く〉または土曜デーゲームのどちらか）で、広島テレビ制作の対広島戦の週末デーゲームを広島テレビとの2局ネット（年度によっては個別の番販購入によりネット局が増加する場合もある）で各々放送する（何れも年度によっては放送が無い場合がある）。
2004年までは、巨人戦のほぼ全てを地上波全国ネットで生中継していたが、2005年と2006年は優勝の可能性が消滅した後の消化試合の生中継をBS日テレ・日テレジータスで放送し、地上波では2005年のみ録画中継を当日深夜に全国ネットで放送した。
その後はゴールデンタイムのレギュラー番組を優先する編成方針から、2007年と2008年には一部試合が、2009年以後は、ほぼ全ての試合がBS日テレ・日テレジータスに移行したため、それ以降の巨人戦の地上波全国ネット中継は東京ドーム主催試合の一部（主管開幕カードは必ず含まれる。東日本大震災の特例で4月12日開幕が宇部ユーピーアールスタジアムでの主管となった2011年も該当）とビジターゲームの対阪神戦（読売テレビ制作）、クライマックスシリーズ（巨人が出場かつ東京ドームで開催する試合のみ）と日本シリーズのみに限られており、巨人主催試合の全国ネット中継は年7試合前後となっている。
2023年9月9日の巨人対中日、23日の巨人対広島のデーゲーム２試合を15:00 - 17:00に中継を行った後、17:00 - 17:30にニュース番組とプロ野球中継のマルチ中継を行った。前者をメインチャンネルで、後者をサブチャンネルで放送した。

#### 読売中京FSホールディングス

##### 読売テレビ
2006年以降は巨人戦ナイターを阪神戦（ホーム・ビジター問わず）に差し替えたり、日本テレビ系列で通常番組が編成する日に関西ローカルで放送する場合は、平日は夕方のローカル報道番組『かんさい情報ネットten.』内で数分間中継を挿入している。
2017年までは巨人戦の差し替えを除き、関西ローカルでの差し替え中継は他の系列局と比べて非常に少なく、深夜の録画中継が中心だったが（かつては『トラトラナイター』というタイトルが付いていた）、2018年以降は通常番組を被せる形での差し替え中継を実施している。
かつては後述する広島テレビと同様に、『ニューススクランブル』を17時台に前倒した上で、18時16分から先行中継を開始していた。また、松井秀喜が巨人に在籍した時期には松井が打席に立っている間のみ一旦巨人戦の中継に切り替えたことがあった。
2020年以降の中継では、副音声向けの放送を、「ytvあすリートチャンネル」からのインターネット向け動画配信と連動させている。「あすリートチャンネル」では、中継対象カードの試合開始から試合終了まで、副音声動画のライブ配信を独自に実施。野球関連のYouTuberとして名高い「トクサン」（徳田正憲）や、「トクサンTV」（野球に特化したYouTubeチャンネル）を徳田などと共同で立ち上げた「アニキ」（元・読売テレビプロデューサーの平山勝雄）を、副音声放送と共通のゲストとして随時迎えている。
2021年9月11日には2018年4月28日以来となるビジターゲームの対広島戦を自社制作で放送。この試合は平日朝のローカル情報番組『朝生ワイド す・またん!』とのコラボ企画を実施したが、主音声では「す・またん」出演者（解説：掛布雅之、進行：立田恭三・虎谷温子、ゲスト：森たけし・野村明大、現地リポーター：大野晃佳）が読売テレビのスタジオから、副音声では通常の実況・解説（解説：川藤幸三・実況：平松翔馬）でマツダスタジアムから各々出演するという特殊な中継体制となった（広島テレビとJ SPORTSでは解説：山本浩二・石原慶幸、実況：森拓磨、リポート：澤村優輝）。
後述の通り、2020年以降に阪神対巨人戦を地上波全国ネット・BS日テレ（ナイター開催はトップ&リレー中継、デーゲーム開催は完全生中継）・日テレジータスで放送する際、ナイター開催・デーゲーム開催で放送体制が異なる日がある。この場合、2020年8月6日以降のナイター開催では解説者は地上波と衛星波で同じとなる一方、実況アナウンサーのみ地上波全国ネットが始まる19時を境に入れ替える形式（地上波中継開始以降は地上波同時放送となるため、実質上はトップ中継となる）となる一方で、2021年6月19日以降のデーゲーム開催ではメイン映像・スコア表示等は地上波と衛星波で共有するが、実況・解説は地上波と衛星波で各々異なる形態となる（この場合、衛星波向けの中継には両チームのベンチリポーターは出演せず、実況アナウンサーが選手の談話を紹介する）。
ビジターゲームは、対広島戦は2011年まで、広島テレビで巨人戦差し替えがあっても読売テレビでは放送されない年が多かった（火曜日・土曜日はテレビ大阪、それ以外はサンテレビが放送する場合が多いため） が、2012年は5月に1試合実施（新潟で開催・広島テレビでは2試合放送したが、関西地区では1試合はテレビ大阪で放送）だが、実況・解説・一部映像を自社で差し替えて中継した。2013年も同様に自社の実況差し替えを2試合実施したが、2014年は実施しなかった（逆に阪神主催では広島テレビが1試合ネット受け、1試合自社実況差し替えを実施）。オリックス・バファローズ戦に関しては系列局に対して技術協力しているが、2015年は久々に自社での録画中継を実施した（ミヤギテレビは別実況で生放送）。
2012年以降は、対巨人戦・対広島戦や交流戦を含めたビジターゲームの中継も行うことがあり、日本テレビでの放送が途絶えているヤクルト・DeNA主催の阪神戦も個別契約で自社乗り込みにより放送する。2018年6月16日（土曜日）には交流戦の対楽天戦を放送したが、球団制作映像を利用せず、自社で中継車と制作要員を派遣して独自映像を制作した。
オリックス主催試合についても、年度により1〜2試合程度深夜に録画中継を行うことがあるが、対阪神の交流戦については両本拠地で4試合または6試合開催だった時期に阪神主催分を放送したのみだった（オリックス主催では合併前の近鉄・阪急→オリックスとの関係から朝日放送テレビ・関西テレビ・サンテレビでの放送が多い）。
一時期は甲子園球場で開催されるオープン戦の巨人戦も毎年1試合中継していた。
1968年から1970年には、中国放送発TBS系列または、広島テレビ（当時はクロスネット局だった）発フジテレビ系列との並列中継という形で広島主催の対巨人戦を制作したことがあった。
2022年のセントラル・リーグクライマックスシリーズでは、阪神がレギュラーシーズン3位・DeNAが2位で進出したファーストステージ（横浜スタジアムでのデーゲームで全試合14:00から開始）が10月10日（日曜日）の第2戦で決着せず、翌11日（月曜日・スポーツの日）に第3戦が発生した。読売テレビでは第3戦の地上波向けテレビ放送権を保有する一方で、平日の当該時間帯に『ミヤネ屋』（大阪市内の本社スタジオで制作している全国ネット向けの生放送番組）をレギュラーで編成していることから、地上デジタル放送への移行後初めてレギュラー番組とプロ野球中継のマルチ編成を実施。13:55 ‐ 17:53の時間帯に、自社制作による生放送のレギュラー番組（15:50までは『ミヤネ屋』→以降は関西ローカル番組の『かんさい情報ネットten.』）をメインチャンネル、ファーストステージ第3戦の関西ローカル向け中継（実況：平松、解説：赤星憲広、スペシャルゲスト：福留孝介）をサブチャンネルで放送した。ちなみに、第3戦が17:53以降も続いていればサブチャンネルでの中継を延長することを予定していた が、実際には17:19に試合が終了。さらに、阪神はこの試合での勝利によってファーストステージを突破している。
2023年のセントラル・リーグクライマックスシリーズでは、阪神がリーグ優勝チーム・広島がレギュラーシーズン2位（DeNAとのファーストステージを突破した）チームとして臨んでいたファイナルステージから、第3戦（阪神甲子園球場での阪神対広島ナイトゲーム）を、18:15から広島テレビ放送と同時ネットで近畿地方・広島県向けに生中継。両局とも、基本の中継枠を21:00までに設定していながら、「本来は『金曜ロードショー』（全国ネット番組）の同時ネットを予定していた21:00以降も、同番組を後日の放送に振り替えたうえで、中継を22:54まで延長する」という異例の措置を講じていた（詳細後述）。なお、阪神はこの試合の勝利によるクライマックスシリーズの突破を経て、オリックス・バファローズとの日本シリーズを制覇している。
2024年のセントラル・リーグクライマックスシリーズでは、阪神がレギュラーシーズン2位・DeNAが3位で進出したファーストステージから第2戦（甲子園球場の阪神対DeNAデーゲーム）を関西ローカル向けに中継。この試合は10月13日（日曜日）の14:01に始まったが、読売テレビでは『そこまで言って委員会NP』（自社制作によるレギュラーの収録番組）の放送を優先する関係で、前述した2022年のファーストステージ第3戦と同様のマルチ編成を実施。『そこまで言って委員会』を放送中の13:30 - 15:00にはサブチャンネル、15:00 - 17:30にはメインチャンネル、17:30以降は『笑点』（日本テレビ制作の全国ネット番組）をメインチャンネルで放送しながら試合終了（17:36）の直後までサブチャンネルで中継を放送した。

##### 中京テレビ
ナイターの地上波全国ネット放送が対中日戦に限り、平日のローカルニュース番組『キャッチ!』を短縮して18時18分から「トップナイター」として先行放送を行う。その場合、川又米利が解説者だった時代は川又が解説を務めることが多かった。また、かつては対広島のビジターゲーム（オープン戦を含む）で広島テレビと共同制作で放送することがあり、その際には解説者やベンチリポートのアナウンサーを派遣していた。
2014年はネット受けしなかったものの、デーゲーム1試合で広島テレビへベンチリポート派遣を実施した。
2016年7月18日の同カードは広島テレビとは別に独自に実況・解説を用意して中日応援実況を行った（解説：立浪和義・井上一樹、実況：吉田太一）が、スコア表示については広島テレビ仕様をそのままを使用した（過去のJ SPORTS向けと同様、広島テレビの自社向け企画・告知のみ消去した映像を使用し、独自に右上のアイキャッチを挿入）。これ以降も広島テレビの中継時には年1回程度同様の自社実況差し替えを実施することがあったが、2020年は日程の関係で実例がなく、2021年は開幕カード2試合（3月26・28日）がプロデューサー・ベンチリポートのアナウンサー、解説者（立浪和義・岩瀬仁紀）を派遣の上での同時ネットとなり、広島テレビはこれに配慮してプレゼント企画を両地域の視聴者に対応したものとして、オープニングも「完全カープ主義」のオープニングキャッチを省略する対応を取った（3月28日は広島テレビが13:00から、中京テレビが15:00からのため飛び乗り以降両地域に対応）。
かつては、日本ハム対中日（後楽園球場→東京ドーム。東京ケーブルネットワーク協力）や春季キャンプ地で開催のビジター扱いのオープン戦や、ナゴヤ球場で開催されたパ・リーグの試合（主に近鉄主催ゲーム）を自社製作した事があった（後者は読売テレビ主管となる場合もあった）。また、地上波の全国中継が削減されて以後（2007年以後）、BS日テレ製作（実質裏送り）の中継をトップナイターとして放送した試合がある（19時まで。それ以後はネット協定のため中継せず）。
日曜日の巨人戦がBS日テレ等で中継される場合、『スポーツスタジアム☆魂』の放送開始を前倒しして、同番組に内包して中継することが稀にあるが、出演者はBSと同一であった。2016年5月8日の同カードでは独自に実況・解説を用意して中日応援実況を行った（解説：井上、実況：吉田）。
2021年4月20日（火曜日）には対DeNA戦（横浜スタジアム）で久々にビジターの地元系列局での放送時以外のビジターゲーム独自中継（全国ネット中継の『巨人対阪神』の差し替え中継）を実施した（解説:立浪和義、岩瀬仁紀、実況：濱田隼平、リポーター：岡田健太郎）が、現地からではなく名古屋からのオフチューブ中継 となった。映像についてはDeNA球団・TBSアクト制作の映像をメインに使用し、番組名・テーマ曲・ハイライトの回数表示のCGは日本テレビと同一とした。スコア表示は日本テレビ系列準拠のデザインを用意したが、恒常的に制作・中継を行っている札幌テレビ・ミヤギテレビ・読売テレビ・広島テレビ・福岡放送とは異なり、全体的に動画が簡略化され、対戦表示に先発・2番手など投手の順番や投手・打者の左右の区別がない点（左右については6月30日に追加）、ランニングスコアに次の回の打者3人の名前と顔写真が出ない点、フォントや文字サイズが異なる点など完全に基本仕様が統一できなかった特徴がみられた。なお、同年6月30日の同カード（神宮球場）も名古屋からのオフチューブで放送した（解説：立浪和義・岩瀬仁紀、実況：濱田隼平。全国ネットの『巨人対広島』の差し替え中継）。

##### 福岡放送
ナイターでは巨人戦差し替え・通常番組差し替え共実施する他、『めんたいワイド』の18時台の放送を休止して18時15分より生中継を行っており、一部デーゲームは長崎国際テレビ・熊本県民テレビ・テレビ大分・テレビ宮崎・鹿児島読売テレビにも同時ネット（ネット局では延長なし）で放送される。交流戦では対巨人（日本テレビ制作のBS日テレおよび日テレジータス向け）・対広島（広島テレビ制作・福岡放送制作協力）・対阪神（読売テレビ制作・福岡放送制作協力）のビジターゲームを放送する場合がある。ローカル中継において、在福他局はベンチサイドレポーターをホークス側にしか置かないことが多いが、福岡放送では一部を除き、ビジターチームの地元テレビ局（ロッテなら日本テレビ）のアナウンサーをビジターチームのレポーターとして配置している。
広島テレビ制作の対広島戦や読売テレビ制作の対阪神戦ビジターゲームにも福岡放送から解説者、リポーターが派遣される。さらに、対日本ハムのビジターゲームでは札幌テレビから同時ネットする場合と、独自の解説・実況で放送する場合とがあるが、後者だと、北海道側が他系列局で放送の場合は日本ハム球団・GAORA制作（北海道内開催及び関東圏以外の地方開催。道内では札幌映像プロダクション・HTB映像・オーテックも協力）または日本ハム球団・GAORA・TCN制作（東京ドーム開催）の球団公式映像の配給を受ける。
2010年以後、巨人主管の交流戦において、BS日テレ・日テレジータス向けの中継（いずれも制作は日本テレビ）を受ける形でゴールデンタイムに福岡放送向けのみの中継をした試合もある。また2016年はソフトバンク主催の巨人戦1試合を、2017年はそれに加えて対オリックス戦2試合をBS日テレにも同時ネットした。
2018年6月15日（金曜日）の対広島戦は広島テレビ・BS日テレとの3局ネットで放送され（BS日テレではサブチャンネルでも対応）、この関係で日本テレビと広島テレビが制作協力でクレジットされた。ただし、オープニング映像は福岡放送と広島テレビとで個別に対応していた（広島テレビでは通常の自社制作時と同様18:15に『広テレ! 完全カープ主義 トップナイター』の、19:00に『完全カープ主義』のオープニングキャッチと『Fun! BASEBALL!!』のオープニングを流し、右上の注目内容の表示もBS日テレと同一だった）。
2022年5月26日のセパ交流戦対DeNA戦（巨人対オリックス戦の差し替え放送）ではFBS開局以来初めて横浜スタジアムからの中継を実施した。（但しTBSテレビとDeNA球団制作映像をメインに一部独自映像を挿入して放送）
2022年のクライマックスシリーズファイナルステージでは第1､2戦を放送したが（読売テレビが技術協力のクレジット有り）第2戦に関しては通常放送される秘密のケンミンSHOW極（読売テレビ制作）を差し替えた上特別に延長して放送した。（尚、第1戦は22時まで日本テレビ系列が特番を編成していた為かあらかじめ22時まで放映権が取得出来ていた模様）
開局から1978年までは、当時福岡を本拠地としていた西鉄ライオンズ→太平洋クラブライオンズ→クラウンライターライオンズ（後の埼玉西武ライオンズ）の主催ゲームを制作していた。ライオンズの埼玉県への移転後も福岡県で開催の巨人・阪神など主催ゲームの制作協力を行っていた。

##### 札幌テレビ
2007年度より、ナイターでも日本ハムのゲームをローカルで放送するようになった（キャッチフレーズとして、2015年までは「ぞっこん!ファイターズ」、2017年からは「GO!GO!ファイターズ」を採用）が、2013年度は巨人戦ナイトゲームの差し替えにとどまっていた他、コスト低減のため球団公式映像も併用していた。
また、対ソフトバンクのビジターゲームでは、福岡放送（福岡側で九州朝日放送・テレビ西日本など他系列局が放送する場合は福岡ソフトバンクホークス）から映像提供を受け、札幌からのオフチューブで実況を差し替えて放送する場合がある。
対楽天はミヤギテレビからのネット受け（解説者・レポーターが札幌テレビから派遣される）。
対埼玉西武ライオンズ・千葉ロッテマリーンズ・横浜DeNAベイスターズについては日本テレビの技術協力の上で、独自映像と球団製作映像（西武＝テレテック・ロッテ＝東京フィルム・メート→fmt・DeNA＝東通／TBSテレビ）併用の自社制作となる。ただし、対オリックス・バファローズのビジターゲーム（讀賣テレビ技術協力、オリックス球団・Express制作映像併用）に関しては2014年9月7日に初めて中継を行った。また、日本ハム主催の東京ドームでの中継は日本テレビの放送席を借りて放送する。
一方、交流戦のホームゲームにおける対巨人戦は2015年までの実績はローカル中継のみだが日本テレビから解説者・レポーターが派遣され、対阪神戦は札幌テレビ主管で読売テレビとの共同制作として放送。ビジターの対巨人戦については日本テレビで放送がある場合のみ中継されるが、デーゲームにおいては日本テレビの中継開始前よりBS日テレ・日テレジータス向けの映像を受ける形で試合開始より放送（必ずしも放送するとは限らない）。対広島戦は前述の通り、広島テレビと相互に出演者を派遣して放送することが多いが、2018年の広島主催は、前述の通り編成上の都合で北海道放送が別制作した。
2016年より行われている静岡草薙球場でのホームゲームを静岡第一テレビ技術協力で中継している（静岡第一テレビでは放送なし）。
かつて日曜デーゲームの中継が行われる場合、時差ネットで放送していた「誰だって波瀾爆笑」を月曜午前に振り替えて放送し、日本テレビにて巨人戦デーゲームが中継される場合は日本ハム戦終了後に飛び乗っていた。なお、2006年度まではデーゲームのみを中継し、ナイターでは巨人戦の中継内で同局のスタジオから独自に情報を伝えるコーナーを設けていた。
STVラジオでも『STVファイターズLIVE』で放送し（2016年までと2021年以降は原則ナイターのみ）、札幌テレビの放送時間内に試合が終わらない場合は、放送終了直前にデータ放送と併せて字幕スーパーと実況アナウンサーの口頭で案内をする。
2018年のビジターゲームは対巨人戦を除き全試合で自社乗り込みを実施。
日本ハムの北海道移転以前から巨人主催北海道シリーズの制作協力に参加し、実況アナウンサーの派遣、技術面での協力等を行っていた。特に、1980年代初期まではスコア表示の機材も札幌テレビが用意していた。また必ず1試合は実況を札幌テレビのアナウンサーが担当していた。
2022年から一部の試合をBS日テレにも同時ネットする形で全国に配信することになった（後述）。
2025年6月14日の日本ハム対広島戦は、広島テレビとの局間ネット（13:30 - 17:00。札幌テレビのみサブチャンネルで17：30まで放送）に加え、日本テレビでも同日深夜（翌15日2:30 - 4:30）に録画ダイジェスト（別制作は行わず、前述の2局での放送分を編集）で放送した（解説：白井一幸・野村謙二郎、実況：佐藤宏樹、リポーター：佐々木美波・澤村優輝）。なお、札幌テレビ・広島テレビでの生中継では札幌テレビ製作著作としてクレジットされた一方、日本テレビの録画中継では札幌テレビ製作協力・日本テレビ製作著作としてクレジットされていた。また、スタッフクレジットも両社でそれぞれ異なり、札幌テレビ側では中継を製作したスタッフが、日本テレビ側では録画中継用に編集を担当したスタッフがクレジットされていた。

#### 広島テレビ
1975年にテレビ新広島が開局するまでは、当時のネット編成に応じて曜日ごとに日テレ系（クロスネット末期は主に水・土曜）、フジテレビ系（クロスネット末期は主に火・木曜）にネットラインを切り替えていた。
1980年代から、巨人戦のナイトゲームを広島のゲーム（主にホームゲーム）に差し替えたり、日本テレビ系列で通常番組が編成されている日にローカルで放送する場合は、平日はローカル情報番組『テレビ派』を17時台のみに縮小し、18時15分放送開始となる。また放送枠内で試合が終了していない場合は後続の「広テレNews」も差し替えて中継を行う。2007年度より観客席カメラ以外の映像がハイビジョン化し、2009年度のマツダスタジアムへの本拠地移転後から完全ハイビジョン化した。ただし、呉市営二河野球場・広島県立びんご運動公園野球場・みよし運動公園野球場などの地方球場では16:9の「ワイドサイズ」であっても標準画質となっている時期があったが、2011年のデジタル化完全移行後の2012年より、地方戦（呉、尾道、三次、新潟〔2009年はテレビ新潟技術協力のクレジットがあったが、2012年は新潟放送（TBS系列）が勧進元だったためかクレジットなし〕）も順次HD化された。
逆に2018年以降は、平日に東京ドームで行われる対巨人戦ナイトゲームのうち、BS日テレ・日テレジータスで中継のあるカードについて『テレビ派』18時台の枠の差し替えのみを中継に充てたり、可能な場合は19時・20時台の番組も差し替えて中継する事例が見られるようになった（日本テレビ制作分をそのままネット受けし、実況差し替え等はないが、右上のアイキャッチは独自に差し替える場合あり）。
対巨人戦以外の試合はJ SPORTSの『J SPORTS STADIUM』へ配信する（地上波開始前・終了後も裏送りで放送）。稀に、J SPORTS側が独自又は広島テレビ解説者・アナウンサーから別出演者を立ててJ SPORTS向けの中継を二重製作する場合がある（星野仙一、新井貴浩が出演した試合が該当）。
2012年まで、広島が関与するオープン戦や交流戦のパ・リーグ主催試合はダイエー〜ソフトバンク主催のネット受けのみ実績があった。
2013年は日本ハム戦を札幌テレビとの間で広島主催と相互にネットする（広島テレビ制作中継には札幌テレビから西崎幸広と岡崎和久アナウンサーを派遣。札幌テレビ制作分は広島テレビから池谷公二郎と長野正実アナウンサーを派遣）予定だったが、広島主催は雨天中止となった復活開催分は広島テレビ・札幌テレビが放映権を返上し、J SPORTS単独で放送）。翌2014年6月21日の同カードで札幌テレビから西崎と神谷誠アナウンサーが派遣され、1年越しで相互ネットが実現した。2015年も相互ネットを実施した。
- 2018年は6月6日（水曜）の同カードは、広島県では広島テレビが放送したが、編成上の都合で北海道では北海道放送（TBS系列）が中国放送の技術協力で別制作した（中継車は中国放送が派遣して映像を別製作し、実況は札幌からのオフチューブで実施）。ビジター側でテレビ東京系や独立局以外の別系列の局が担当する例は、2000年代以降の広島主催では稀な例である。

2013年9月29日は、この年限りで引退する前田智徳の一軍登録にあわせてBS日テレの中継をそのまま放送した（ゴルフ中継の放送のため飛び降り、飛び乗りもあり）。
対巨人戦の中継では、2005年までは日本テレビ系列全国ネットで放送されることがあった。2006年以降の平日ナイターは広島テレビのみの放送となったが、2008年からは週末デーゲーム1試合が日本テレビ（2018年から2020年にかけては放送なし）でも放送されるようになり、2015年5月5日・2017年9月23日は山口放送・日本海テレビ、2016年4月3日は四国放送でも何れも同時ネットで放送された。但し、西日本放送・南海放送・高知放送では何れの試合も同時ネットあるいは深夜の録画中継のいずれの形式でも放送されなかった。ただし、BS日テレ（2017年以降）・日テレジータスでは地上波との同時ネットで放送したため、実質上は視聴ができた。
1980〜1990年代初期までは、年度により巨人戦以外でも開幕カード等のデーゲームを、日本テレビ系列全国ネットまたは日本テレビ・対戦相手地元局を含む一部系列局ネットで放送したことがあったが、巨人戦と異なり広島テレビ主管制作で、スコア表示・提供クレジットも広島テレビ仕様を使用していた。
2014・2015年はオリックス主催ゲームをほっともっとフィールド神戸・京セラドーム大阪に乗り込み自社制作を実施した（読売テレビが協力していたかクレジットがないため不明。球団制作映像をメインに使用し、一部独自映像を挿入）。ただし、広島主催の対阪神戦は、ナイター時は広島テレビがローカル中継を編成していても（巨人戦差し替えを含む）テレビ大阪やサンテレビが自社制作を行う場合が多い。一方デーゲームでは散発的に読売テレビが実況差し替えで中継することがある。逆に阪神主催では1980〜90年代のゴールデンタイムと、2013年からは自社乗り込みでの実況差し替えを実施することが多いが、副音声・連動データ放送も含めてネット受けで放送することもあり、この場合も広島テレビからも解説者とアナウンサーを派遣していた。
2018年から2020年にかけて、対阪神戦ビジターゲームの放送を1試合も行わなかった。
- 2018年8月16日（京セラドーム大阪）では、読売テレビがゴールデンタイム全国ネットの特別番組『世界の年収400マン 年収400万円で手に入る!世界の豪邸SP』を差し替えて生中継を行ったが、同日は副音声でFM802とのコラボレーション（大抜卓人と板東さえかが出演）や、テレビアニメ『僕のヒーローアカデミア』（土曜17:30 - 18:00枠で全国ネット放送）とのコラボレーションによるプレゼント企画を行うなど関西ローカルに特化した内容となったことや[46][47]、広島テレビ側のお盆期間中の出演者・スタッフの休暇確保のための製作体制の縮小（『テレビ派』のローカル枠大幅短縮や、『ZIP!』での広島県の天気予報のキャスター出演休止による自動音声化など）や9月の新社屋への移転準備も重なり、広島テレビではネット受け・独自の実況への差し替えのいずれの形式でも放送出来なかった[48]。

2021年4月15日には、2017年4月15日以来となる対阪神戦ビジターゲーム（地上波全国ネットで放送の『巨人対中日』の差し替え）の生中継を放送した。同日は読売テレビからのネット受けとなったが（字幕放送・QUOカード総額10万円プレゼント案内の連動データ放送は相互ネットとなる19:00以降のみ。4月28日の広島対DeNA戦内野席観戦チケットペア1組のプレゼントも広島テレビで独自に実施）、同局では他系列局への同時ネットの有無を問わず18時台にトップナイターの編成を行っていない（先述）ため、18:15 - 19:00については完全に読売テレビからの裏送りとなった。
- 他の在広局では、2015年から2017年にかけてのテレビ新広島（送り出し元は東海テレビ）の対中日戦トップナイターで同様の事例が見られる。同局では対中日戦ビジターゲーム中継については東海テレビからのネット受けで多くの試合を中継していたが、18時台の中継は東海テレビでトップナイターの編成を行っていないため映像の送出のみ受けた上で音声（広島からのオフチューブ）・テロップ送出はテレビ新広島から行っていた。2017年途中より、対中日戦ビジターゲームについてもほとんどの試合で全編広島からのオフチューブでの自社制作を行う方針に切り替わったため、トップナイター前後での二重制作は解消された。

2022年5月10日（火曜日）の対阪神戦ビジターゲームは、読売テレビが関西ローカルでの放送（解説：川藤幸三・赤星憲広、実況：平松翔馬）を予定しているが、同年は広島テレビにおいてホームゲームでの火曜ナイターの中継と、それに伴う通常番組（ヒューマングルメンタリー オモウマい店・踊る!さんま御殿!!）の後日振り替えが増加している ことによる差し替え回数の調整と、NHK BS1の並列放送（解説：今中慎二、実況：伊藤慶太）が予定されていることを考慮し、読売テレビからのネット受け、広島テレビのアナウンサー・解説者による実況への差し替えのいずれの形式でも放送を見送り、前記2番組を通常通り放送した。
2015年からは、ローカル放送時に限り『広テレ！完全カープ主義』のキャッチフレーズを掲げ、『完全カープ主義』のオープニングキャッチの後で全国中継と同じオープニングが流れ、中継内で『鯉党応援スタジアム』（2013 - 2017年）→『完全カープ主義 鯉党VOICE』（2018年）で視聴者からの応援メッセージ（観戦チケットなどの抽選プレゼントあり）を受け付け、画面にも表示していたが、ビジターの地元局への同時ネットがある場合はネット局に配慮して『完全カープ主義』のオープニングキャッチを省略し、応援メッセージ企画も実施しなかった（ビジター側系列局が別制作した場合を除く）。2019年からは応援メッセージ企画を休止しているが、電話受付による観戦チケットや物品などの抽選プレゼント企画は継続している。
- スポンサードゲームで当該企業の冠番組となった場合や、広島テレビ側で独自に冠提供を設定した場合は、特別なオープニングムービー[52] を使用するが、ビジターへの同時ネットと重なり、かつ飛び乗りとならない場合、ビジター側では通常のオープニングあるいは裏送りされた場内映像をバックとしたテロップ出し簡易タイトルをネット局側で送り出す他、中継映像も企業名関連のテロップや生CMなどを省いた形でネット局やJ SPORTSに裏送りする[53]。

同年9月13日には、久々にウエスタン・リーグ公式戦の録画中継を行った。広島2軍がファーム日本選手権に進出した場合、この試合も中継する予定が同番組中で告知されたが、優勝を逃したため実現しなかった。翌2017年も数試合ウエスタン・リーグの生中継を実施し、同年はファーム日本選手権に進出したため、J SPORTSからの映像提供により独自の実況（広島テレビのスタジオからオフチューブ。途中で顔出しあり）で生中継したが、スコア表示はJ SPORTSのものをそのまま使用した。なお、開催地の宮崎県では、宮崎放送（TBS系列）がJ SPORTS制作中継をそのまま放送した。
2016年6月11・12日には、対楽天戦で11日はミヤギテレビとの同時ネットを実施し、広島テレビが制作協力で参加、翌12日は同局の制作協力による自社制作（解説：野村謙二郎、実況：宮脇靖知）で放送し、主催ゲームと同様「鯉党応援スタジアム」も実施した。2017年には楽天主催の1試合を球団制作映像の利用とミヤギテレビ制作協力で放送（宮城県では東北放送で放送）。2018年6月10日（日曜）の広島主催での同カードは広島テレビ・J SPORTS（広島テレビではアルパークの冠スポンサー番組として放送。解説：池谷公二郎、野村謙二郎、実況：森拓磨、リポート：宮脇靖知）とミヤギテレビ（解説：笘篠賢治、実況：外賀幸一）が別制作で中継した。
2012年 - 2014年には年1回ほど、広島テレビで放送される広島主催ゲームのうち1試合を、開局50周年を記念して開始した「“平和へのひと筆”プロジェクト Piece for Peace HIROSHIMA」とのタイアップ企画を織り込んだ「Piece for Peace GAME」としてスポンサードしていた。この際には球場内でもイベントを実施する他、前座で特別番組を放送したり、中継内でも特別企画を盛り込んでいた。
放送権を持っているにも関わらず、当日に全国ネットのゴルフ中継が編成され、野球中継が細切れの2部編成となるケースがあった。地上波での中継が中断となっている間はJ SPORTSへの裏送りのみ配信となっていたが、2016年5月8日は公式動画配信サイト「広テレ！みんさいと」にて同時無料配信が行われるため、有料放送に加入していない視聴者や放送エリア外の視聴者も無料で中継を見ることができる。この試合以降、公式動画配信サイトでの並列中継の事例は無かったが、2020年11月7日の対阪神戦では石原慶幸（翌年から広島テレビ・日本テレビ野球解説者に転身し、2023年にコーチとして広島に復帰）の引退セレモニー枠を試合終了後から『広島テレビオンデマンド』で同時配信した。また、2023年にはクライマックスシリーズでの地上波中継を公式YouTube上で同時配信（IPサイマル放送）した。
関東圏で開催のビジターゲーム（主に対DeNA戦が中心だが、年度により対ロッテ戦も放送。2022年は初めて対西武戦も放送）でも、前述のオリックス戦同様に球団公式映像を利用する形で現地乗り込みまたは広島からのオフチューブでの自社制作を行っているが（乗り込み時はベンチリポートのアナウンサーも派遣。オフチューブ時はリポーターの有無が随時異なる）、対ヤクルト戦は2023年に開幕カードで初めて放送した（日テレ・テクニカル・リソーシズ〈NiTRo〉が制作協力）。
2018年以降、21:00以降にまたがる長時間特別番組を野球中継に差し替える際には、差し替えが原則として21:00までに限られるため、21:00（番組内容によっては少し早め）から飛び乗りで特別番組を放送した後、改めて土曜または日曜の午後に完全版を放送している。また、この場合はビジターの地元系列局とのネット（実況の別制作を含む）を行わないカード（ビジター側の他系列局及び独立局の別制作や、対巨人戦のBS日テレ・日テレジータスへのネットは実例あり）を選択している。
2025年の広島対阪神の開幕カードは3月28日（金曜日）と3月30日（日曜日）に読売テレビとの共同制作による局間ネット（巨人対ヤクルトの全国中継差し替え）で放送するが、28日については音声多重放送（ステレオ二重音声）として、広島テレビ（解説：野村謙二郎・黒田博樹、実況：小野宏樹、リポーター：澤村優輝）と、読売テレビ（解説：岡田彰布・赤星憲広、実況：平松翔馬、リポーター：諸國沙代子）の各局の実況を、両エリアで主音声と副音声を入れ替えて放送し、スコアテロップは広島テレビ・読売テレビ・広島テレビの実況を同時配信したJ SPORTSが各局で表示した。3月30日は両局共通の実況で放送した（解説：山本浩二・藪恵壹、実況：森拓磨、リポーター：澤村優輝・平松翔馬。『そこまで言って委員会NP』の時間帯は読売テレビではサブチャンネルで放送。広島テレビでは同番組を4月5日〈土曜〉13:30 - 15:00に振替。スコアテロップは広島テレビのものを使用し、右上の注目テロップと提供クレジットは各局で表示。また広島テレビのみ13:29 - 15:00は大阪デスティネーションキャンペーンおよびJR西日本の冠スポンサー番組として放送され、4月11日 - 13日の広島対巨人戦観戦チケットのプレゼント企画を実施）。また両日とも読売テレビのみ連動データ放送とリアルタイム字幕放送を独自に実施した。

#### ミヤギテレビ
ホームゲームの対日本ハム戦は札幌テレビから解説者・レポーターを派遣。ビジターゲームは各球団と公式映像制作会社および現地系列局の協力により独自の実況で放送することが多い。一部デーゲームは青森放送・テレビ岩手・秋田放送・山形放送・福島中央テレビにも同時ネット（ネット局では延長なし）で放送される。
楽天球団誕生以前は、宮城球場で開催された巨人・広島等の主催ゲームの制作協力に参加していた。
2012年5月9日水曜日には初めてナイトゲームでの差し替えを行った。
対広島戦は、2015年の広島主催分と2016年・2024年の楽天主催分は広島テレビとの相互ネットで（広島テレビでは、2016年は宮城県および東北ブロックで他局が放送する楽天主催試合でも別にミヤギテレビ協力で自社制作を実施）、2018年の広島主催は前述の通り別制作で放送した。2022年6月8日に中継した楽天主催分は、ミヤギテレビでの中継権確保時期が遅かったためか、広島テレビではゴールデンタイムの中継差し替えについての日本テレビやスポンサーとの調整、振り替え枠確保などの兼ね合いから放送を見送り、『有吉の壁』2時間スペシャルを通常通り放送した。

#### 過去のケース
- CBCテレビ（当時中部日本放送：TBS系列）・東海テレビ放送（フジテレビ系列） - 名古屋テレビ放送が開局するまで、日本テレビとも相互ネット関係があり、曜日により中日のホームゲームを日本テレビにネットする場合があった。
- 名古屋テレビ放送（テレビ朝日系列） - 中京テレビ開局後も、1973年4月の系列整理まで、曜日により日本テレビ系列の中継を放送していた[58]。
- 中国放送（TBS系列） - 1970年12月の広島ホームテレビ開局まで、広島テレビの編成から外れた日本テレビ・フジテレビの番組を放送していた関係上、1967年まで、広島テレビと分担する形で一部の曜日のナイターで日本テレビ系列向けを制作していた（末期は土曜日を担当）。年度によっては広島テレビがフジテレビ系向けの中継を制作した日に、中国放送のスタッフによる日本テレビ系向けの裏送りを行った例がある（実例：1963年6月20日。出典：同日の読売新聞岡山版・中国新聞、テレビ・ラジオ欄）。
- 広島ホームテレビ（テレビ朝日系列） - 1975年10月のテレビ新広島（フジテレビ系列）開局まで、火曜日と木曜日のゴールデンタイムが日本テレビ系列枠だったため、日本テレビ系列の巨人戦中継を同枠で放送していた（金曜にはフジテレビ系列の巨人ビジター戦中継を放送）。なお、開局直前の1970年には読売テレビが広島テレビ・関西テレビ・フジテレビとの並列で広島対巨人戦を制作し、日本テレビ系列で放送していた。
- テレビ西日本（フジテレビ系列） - 1964年10月のネットチェンジまで日本テレビ系列局だったため、西鉄ライオンズのホームゲームの制作担当だった。ネットチェンジ後も福岡放送開局まで、一部の西鉄主催試合を日本テレビ系に配信した[59]。
- 山口放送 2016年と2022年に宇部市野球場で開催されたソフトバンク対巨人のオープン戦[60] の球団制作中継を2016年はFOX SPORTS、2022年はスポーツライブ+とそれぞれ同内容で放送した。
- 群馬テレビ（『GTVプロ野球スタジアム』）
- テレビ神奈川（『TVKハイアップナイター』）
- 千葉テレビ放送（『CTCリレーナイター→CTCビッグエッグナイター』）
- テレビ埼玉（『TVSヒットナイター』）
  - 以上の関東地域の独立県域局はNNSへのオブザーバー会員（準会員）として放送取引関係があることから、巨人主管試合に限り、1970年代後半ごろから後リレー（20:52以後）の放送を実施。のちに18時台からのトップ中継も開始し、日本テレビとのリレー放送で巨人戦完全中継を行った。ただし、テレビ埼玉は開局初年度の1979年限りで撤退。それ以外も巨人戦の最大30分延長が定着したことからリレー中継の意義がなくなったことなどから、1990年代前半で終了したが、群馬テレビに限り、2008年まで18時から19時までトップ中継を行っていた。またテレビ神奈川も、1980年代の極一時期、巨人主管試合のダイジェスト放送『TVKミッドナイトナイター』（内容は日テレの中継と同じものなので実質局を変えた再放送）も行われていた。なお開始当初のスコアカウンターは（静岡第一テレビ「プレイボールナイター」を含め）各局で表示していた。
- 秋田放送 - 2006年9月12日にこまちスタジアムで行われた対中日戦を、18時30分から『ABSトップナイター』のタイトルでトップ中継。
- 福島中央テレビ - 2006年6月13日に福島県営あづま球場で行われた対オリックス戦を、18時30分から『FCTトップナイター』のタイトルでトップ中継。
- 静岡第一テレビ - 巨人のホームゲームが18時開始になった1980年代初期に『プレイボールナイター』のタイトルで裏送り中継が行われた。18時台前半のローカル枠を利用して18時02分頃から中継を開始し、番組の冒頭に同局の視聴者向けに向けての挨拶も行われた。映像は日本テレビ（巨人主催）や広島テレビ（広島対巨人戦）から提供されたが、日テレ制作時の字幕出しは静岡第一テレビ側で行われていた（広島対巨人戦については広島テレビ出しか静岡第一テレビ出しか不明。広島テレビでは自社のテロップを使用）。
なお、当時は18時20分以降にテレビ神奈川など関東県域独立局向けの「トップナイター」を放送していたため、18時22分ごろに独立局向けの挨拶が入っていたほか、静岡での番組終了時には、実況の音声を絞った上に静岡第一テレビ側で自社のアナウンサーが締めコメントを読み上げて終了するというスタイルを取っていた（巨人対広島戦での広島テレビも同様）。なお、広島テレビ制作広島対巨人戦の場合は実況アナウンサーが終了の挨拶を行っていた。
  - 2024年からはウエスタン・リーグ専門球団として参入したくふうハヤテベンチャーズ静岡の主催試合を不定期で自社制作・放送することがあり、日本テレビおよびフリーの解説者[61]と自局のアナウンサーによる実況としているが、スコア表示については日本テレビ系列のデザインではなく、機材メーカーの既製デザインを使用している。
- 長崎国際テレビ - 長崎ビッグNスタジアムで2007年7月3日に行われた対横浜戦と、2009年4月21日に行われた対ヤクルト戦のトップ中継を行った。
- 宮崎放送 - 宮崎で土曜日に巨人戦のオープン戦の第1戦が行われていた頃、一部年度で日本テレビ主導の制作で試合開始から終了まで中継し（一部時間帯は年度により全国ネット）、制作協力に参加したことあった。
- 西日本放送 - 1965年2月28日に高松市立中央球場で行われた「東映 vs 阪急」のオープン戦で自社制作のローカル放送を行った。解説者は置かず、三好義博（西日本放送アナウンサー）単独による実況だった[62]。

クロスネット局であるテレビ大分とテレビ宮崎では、『news zero』を日本テレビ系列からネット受けしており、ゴールデンタイムにおいてフジテレビ系列の番組をネットする曜日（詳しくは両放送局の記事を参照のこと）に日本テレビ系列で巨人戦の全国放送があり、放送時間が延長された場合は穴埋め番組として『巨人戦ハイライト』を放送する。日本シリーズ中継で同様の事例が発生した場合にも『日本シリーズハイライト』が放送される（直近では2023年11月1日の日本シリーズ第4戦で、テレビ宮崎向けに行使）。
- テレビ新潟 - 2025年6月8日（日曜日）12:55 - 15:00に「新潟 vs 巨人二軍」を自社制作で放送した。解説は高岸宏行（ティモンディ）岡田浩人（新潟野球ドットコム）が、実況は託見知行（テレビ新潟アナウンサー）が担当した。またベンチリポートは蛯原大河（テレビ新潟アナウンサー）が新潟側の、父親の蛯原哲（日本テレビアナウンサー）が巨人二軍側の担当という親子共演となった。

また、2005年に実施された「日曜薄暮開催」（17時開始）の日においてはフジテレビ系列の番組（サザエさんなど）との兼ね合いで19時00分から19時58分のみ（最大20時28分まで延長あり）で放送されたことがあった。
- クロスネット局が多かった頃の例
  - 1980年代前半ごろまで他系列の番組を放送する関係で、19時30分や20時から飛び乗りする局があったため、飛び乗り用のポイントを設けていたことがあった[63]。
  - 曜日によって21時から22時台に他系列の番組を放送する局（福井放送のような例）では延長放送がなく、代わりに『巨人戦ハイライト』が放送された（21時・22時台共に日テレ系の番組を放送する日は延長されていた）[63]。延長されない局があるときは、中継を延長する際の告知で「一部の地域を除いて」という注記が加えられていた[64]。
  - こうした事情から、放送終了時に表示される後続の番組情報の表示は、日本テレビではなく各系列局ごとに表示する形を取っている（日曜日は22時台後半・23時台前半がローカルセールス枠で別番組の場合もあるため、その対応という意味合いもある）。西日本放送など、一部ネット局では、後続の番組情報が一切表示されない局もある。

### 地上波以外

#### BS日テレ（巨人戦）
開局当初は巨人戦を地上波で優先し、中継を行っていなかった が、開局直後の2001年には西武対オリックス戦（スコア表示が入った球団制作映像に日本テレビが実況を差し替え）をBS単独放送で中継した。巨人戦でかつては試合を1時間にまとめたハイライトや、優勝の可能性が消滅した後の消化試合のみの生中継を放送していたが、地上波中継が減少した2007年度から放送を開始し、2009年からは中継本数が大幅に増加した。現在は東京ドーム（地方球場開催試合を含む）の平日ナイターのほぼ全てをカバーするほか、週末・祝日デーゲームを中心に地上波と並列放送も行う（地上波放送を行う日は平日ナイターはトップ&リレー中継、週末・祝日デーゲームは地上波並列放送である）。
多くのスポンサーがついており、他系列の巨人戦中継と比べても、同局の方が圧倒的に多く、公式ホームページにはスポンサーのバナー広告が19社程度掲載されている。また、中継している時間帯には、視聴率の統計でもBS・CS・独立局などを表す「その他」が地上波を上回ることがある。
これまで20:54以降に試合がもつれ込み、最大1時間の延長が生じた場合はそれ以後の番組を中継終了後に順延（その分放送日付上最終の番組である「日テレNEWS24」の同時放送を短縮）する措置をとっていたが、2013年9月30日から報道番組『深層NEWS』（22時から23時）を開始するのに伴い、「生番組で開始時間が遅れるのは好ましくない」として、野球中継実施日は2013年度の残り試合（クライマックスシリーズ・日本シリーズ含む）は21時台の定時放送を取りやめて、フィラー扱いで別番組を編成し（野球が延伸した場合はその分放送時間短縮）、22時から『深層NEWS』の放送を定時通りに開始する。2014年4月以後は新マスターを設置しマルチチャンネル編成を開始したため、「野球と定時番組の並列放送を行う」としており、2020年以降の平日ナイターでは、20:53から最大23:00まで、週末・祝日デーゲームでは、13時開始は15:53から最大18:00まで、14時開始は16:53から最大19:00まで、何れも142ch（SD画質）でマルチチャンネル放送を実施する。マルチチャンネル放送前には、イベントリレー機能を利用して141ch→142chの誘導案内を実施している、但し、2019年9月1日に開局したBS日テレ4Kではマルチチャンネル放送は実施しない。
巨人主催試合では2019年5月24日から8月29日までと2021年3月26日からの平日ナイター、2014年3月29日から2019年9月16日までと2021年3月27日からの週末・祝日デーゲームを地上波（平日ナイターは全国ネット、週末・祝日デーゲームは全国ネット・一部地域ネット・関東ローカルのどちらか）・BS日テレ（平日ナイターはトップ&リレー中継、週末・祝日デーゲームは並行中継）・日テレジータスで同時放送する場合は地上波と衛星波で実況・解説が別々としている。
地方開催の巨人主催試合やビジターゲームの対阪神戦・対広島戦（前者は2017年、後者は2008年と2017年）では、雨天中止となった場合には「プロ野球特別番組」またはレギュラー番組を放送する。「プロ野球特別番組」では前年度（主に前半戦）、または当該年度（主に後半戦）に行われた巨人戦の試合ダイジェストが放送されている。
2017年からは、ビジターゲームの対阪神戦（読売テレビ制作）・対広島戦（広島テレビ制作）も放送。対阪神戦は地上波での平日ナイターを関西ローカルで深夜に録画中継で放送または土曜・祝日デーゲームを地上波全国ネットによる生中継で放送する際は何れも完全生中継での放送となり（前者は読売テレビからの全編裏送りとなる）、2017年からは平日ナイターを地上波全国ネットによる生中継で放送する際は地上波とのトップ&リレー中継で放送する。対広島戦は平日ナイター（広島県ローカル）、週末・祝日デーゲーム（広島県ローカルまたは日本テレビとの2局ネットあるいは日本テレビ他一部地域ネット）共に地上波との同時ネットで放送する（阪神戦は全国ネットで地元球団の中継に差し替える局や広島戦は広島テレビ以外の系列局でも視聴可能となる）。
2021年6月19日（土曜）の阪神対巨人戦（読売テレビ制作）では、読売テレビが地上波向けと衛星波向け（BS日テレ・日テレジータス）での二重制作を初めて実施。メイン映像とスコア表示等は地上波と衛星波で共有した他、地上波と衛星波での制作クレジットも日本テレビはノンクレジット扱いで「制作著作 ytv」と表記された。なおこれ以降も阪神対巨人戦のデーゲームを全国ネットで放送する際は上述の制作形態で放送している。
- 地上波向け=13:59 - 17:00（14時台は関西ローカル、15時・16時台は全国ネット） 実況：尾山憲一、解説：金本知憲・高橋由伸、リポーター：大野晃佳・安藤翔（日本テレビ）。副音声、ゲスト・トクサン＆アニキ《トクサンTV》　解説・赤星憲広
- BS日テレ・日テレジータスへの裏送り＝14:00 - 16:54（16:54以降は142チャンネルで放送）、日テレジータス＝14:00 - 試合終了まで 実況：小澤昭博 、解説：岡田彰布、リポーター：なし。連動データ放送はBS日テレ側で独自に実施。

#### BS日テレ（パ・リーグ）
2016年からは福岡放送制作のソフトバンク主催試合を地上波福岡県ローカルとの同時ネットで放送しており、2016年からは交流戦の対巨人戦を、2017年からはセ・パ交流戦を含む対巨人戦以外の試合を放送している。この場合は日本テレビもプロデューサー・ディレクターを派遣するなど制作協力として関与し、巨人戦同様にサブチャンネル延長対応も行うが、後者については巨人が関与していないため、連動データ放送や野球観戦ポイントの加算プレゼント企画の対象外となっている（同様に日本ハム主催試合も連動データ放送は対巨人戦のみ実施）。なお交流戦を除くパ・リーグ公式戦の放送は2001年以来である。なお、日テレジータスでの放送は、スカパー!の別チャンネル・スポーツライブ+がソフトバンク球団との一括契約で放送しているため実施されていないが2021年のエキシビションマッチでのソフトバンク対巨人戦は特例で放送された（BS日テレでも第3戦を放送）。
2018年は一部ロッテ主催試合を、千葉ロッテマリーンズ制作で、日テレNEWS24と同時ネットで放送した（上述のソフトバンク主催試合とは異なり、日本テレビからアナウンサー・解説者等の派遣は行わない）。この場合でも、サブチャンネルでの延長対応は行ったが、野球観戦ポイントの加算や連動データ放送は行わないほか、スポンサーも巨人戦やパ・リーグの系列局制作分とは異なりパーティシペーションのスポットスポンサーか、番組宣伝のみであった。2023年・2025年には対巨人戦で球団制作中継をそのまま放送したが、巨人が関与しているため野球観戦ポイント加算付きのデータ放送をBS日テレで独自に実施し、スポンサーも巨人（主催及びビジターの広島・阪神戦）・日本ハム・ソフトバンク戦と同様の企業がついていた。一方後述の日テレジータスでは、並列生中継時に限り別に日本テレビが実況と解説を用意する形式となるが、2023年以降は並列放送を実施していない。
2022年は日本ハム主催試合（札幌テレビ制作）も5月20日の対西武戦（解説：平野謙、実況：岡崎和久、リポーター：佐藤宏樹）、5月28日の対巨人戦（解説：高橋由伸・森本稀哲、実況：神谷誠、リポーター：岡崎和久、安藤翔）、6月17日の対ロッテ戦、8月26日の対ソフトバンク戦（いずれも札幌ドーム、8月26日のソフトバンク戦において系列局の福岡放送はネット受け､自社での出演者差し替え共に実施せず）の放送に着手した（いずれも札幌テレビも地上波ローカルで放送 対巨人戦以外はスコア表示は札幌テレビのものを使用〈デザイン・フォントなどは日本テレビとほぼ同一だが、配球チャートがなく、球速表示に黄色の座布団がなくフォントが異なる。また5月20日はランニングスコアの番組名がローカル放送時の『GO!GO!ファイターズ』のままとなっていたが、6月17日はBS日テレに合わせて『DRAMATIC BASEBALL 2022』に変更していた〉。放送内容は札幌テレビの地上波中継と同一だが、一部裏送り時間帯もあり、また日本テレビからプロデューサーとディレクターが参加しているにもかかわらず、福岡放送（ソフトバンク主催）・広島テレビ（広島対巨人戦）と異なり、日本テレビの制作協力とプロデューサー・ディレクター名の日本テレビの肩書がクレジットされなかった（2024年以降は日本テレビからの派遣スタッフに『NTV』とクレジットされるようになった）。対巨人戦は日本テレビでも関東地区での地上波放送を行い（札幌テレビとBS日テレは14:00から放送。日本テレビは15:00飛び乗り）、解説者（高橋由伸）と巨人ベンチのリポーター（安藤翔）が日本テレビからも派遣された。技術面・配信担当・スタッフなどの制作体制については、札幌テレビと日本テレビの共同制作名義ながら日本テレビ主導となり（札幌テレビのクレジット通常の『STV』ロゴではなく『札幌テレビ』のゴシック体表記）、制作協力にも通常の日本テレビ制作中継と同様に日テレアックスオンとオフィスて・らがクレジットされた。スコア表示も日本テレビ側が担当したため、配球チャートと球種が表示され、球速表示も日本テレビと同様の座布団付きとなり、ランニングスコアの番組名も『DRAMATIC BASEBALL 2022』となった。なお。放送権の異なるCS放送は、いずれの試合も別途GAORAで自社と球団の共同制作中継が放送される。
2023年もソフトバンク（福岡放送制作）・ロッテ（球団制作・対巨人のみ1試合）・日本ハム（札幌テレビ制作）の主催試合を放送したが、札幌テレビ制作分では、翌2024年も含めてイメージソングに『Cross』（亀梨和也）ではなく、札幌テレビのローカル放送と同様に『Mela!』（緑黄色社会）を21時台以降の裏送り時間帯も含めてそのまま使用した（2024年に放送した日本ハム対巨人戦を含む）。また同局制作分ではプレゼント企画の応募をBS日テレの視聴者も対象としていた。2025年も札幌テレビ制作分に限り『The truth』（亀梨和也）ではなく、『ビターバカンス』（Mrs. GREEN APPLE）がそのまま使用されている。
楽天主催試合（ミヤギテレビ制作）については2024年までの時点で放送実績がない。
パ・リーグの場合は球団公式映像を利用した異なる系列による制作が比較的容易なため、編成によっては地上波で日本テレビ系列局によるローカル放送があっても、他系列および独立系（BS-TBSやBS12トゥエルビ）のBS放送が放映権を獲得して独自に制作・放送することがある（特にデーゲームやビジターゲームの場合）。

#### 日テレジータス
NNN24（のちの日テレNEWS24）において、巨人戦を「トップ&リレー中継」したのが始まり。トップは19時まで、リレーは21時22分から放送していた（当時の地上波中継は30分の延長オプションがあったため）。1997年から2000年9月まではホームゲームのみではあったがCS★日テレ（日本テレビ地上波の同時放送）でも放送されており、実質NNN24とCS★日テレのリレーナイターともなっていた。
2003年には東京ドーム本拠地最終年の日本ハム主催試合を巨人の遠征時に放送していたが、東京ケーブルネットワーク制作の映像を使用し、日本テレビのアナウンサーと解説者やフリーの解説者による実況に差し替えていた。また、巨人主催試合と異なり、最大延長は22:00までだった。
日テレジータス開局後は、日テレジータスで巨人の主催全試合および巨人主催のクライマックスシリーズを試合開始から終了までノーカットで生中継している。さらに、2009年度からは試合終了後に撮って出しのアンコール放送も行われている（詳しくは「放送時間」を参照のこと）。また、日本シリーズも基本的に日本テレビ系列全国放送の試合で同時放送を行う（この場合、試合の延長に備えて、翌朝3-5時（2009年は5-7時）に放送休止枠=カラーバーを設けていたが、2014年度以後は休止枠は設定せず、3-5時については過去試合のダイジェスト・「ジャイアンツタイムマシーン」を基本枠としながら、野球が延長した場合別のフィラーを放送することで終日放送を維持する。これは巨人主管だけでなく、日本テレビ系列局で放送可能な阪神・広島とのビジターの試合であっても同じである）。
オープン戦も巨人主催試合のほぼ全試合を生中継しているが、西暦偶数年の東京マラソン中継などで録画となる場合もある。2014年の東京マラソン開催日は対戦相手が楽天ということもあり、日テレプラスで生中継、日テレジータスでは録画中継となった。2019年度からはDAZNへのインターネット配信も担当する事になった。
この他にも日本テレビ系列が放映権を持つ、阪神（読売テレビ制作、1試合は全国ネット、他の試合は関西ローカルで放送）・広島（広島テレビ制作。2005年度から開始。2008年からは年度によっては週末デーゲーム1試合を日本テレビでも同時ネット、他の試合は広島県ローカルで放送）対巨人戦も完全生中継で放送する。何れも地上波同時放送だが、阪神戦については地上波全国ネットで放送する場合、2020年8月6日以降のナイター開催では地上波が始まる19時を境に実況アナウンサーを入れ替える方式を採り（実質上は「トップ中継」扱いとなる）、2021年6月19日以降のデーゲーム開催では巨人主催試合と同様に地上波向けとは別制作で放送する。但し、日テレジータスがプロレス・格闘技などの他競技の中継を優先する場合は、他チャンネルへの振り替えを行う場合がある。
札幌ドームの対日本ハム戦については、地上波中継の担当局にかかわらず他カードと同様にGAORAで同社制作の中継が放送される（パ・リーグ各球団は有料BS・CS放送での放映権契約をカードを問わず一括しているため）。
巨人主催試合を地上波（平日ナイターは全国ネット、デーゲームは全国ネット・一部地域ネット・関東ローカルのどちらか）・日テレジータスで放送する際は、ナイターは2019年5月24日から8月29日まで と2021年3月26日から、デーゲームは2014年3月29日から2019年9月16日までと2021年3月27日からは何れも地上波とは別の実況アナウンサー・解説者を配置する。解説者についても、現在は試合開始から出演するが、地上波で巨人戦全試合を中継していた時代は、地上波全国ネットでの放送開始まで解説者は出演せず、実況アナウンサーのみで進行していた。地方局のトップ中継がある場合も同様の対応だったが、対中日戦でかつ中京テレビでもトップ中継が行われる場合は、川又米利（当時中京テレビ解説者）が出演することがあった（その場合、地上波全国ネットでも解説を担当する場合と、全国ネット開始後に別の解説者と交代する場合の両方のパターンがあった）。
主に地上波放送がない時間帯にCM枠があるが、それ以外のイニング間はCM枠がなく、クイズなどのG+独自企画もしくは球場の様子などの映像を流す。
権利上の都合により、地上波・BSで流される他球場の途中経過や企画もので用いられるVTRは日テレジータスでは流されない（音声のみ、詳しくは前述）。この点は、映像全体や一部に静止画を被せて差し替えるが一般的な他局とは異なり、球場内の中継映像を流したままで「権利の都合により映像をお見せすることができません」という断りを表示している（系列局の制作時も同様）。メジャーリーグ試合映像については2006年度から使用できることになった。
広島主催ゲーム（広島テレビ制作）については対巨人戦以外はJ SPORTSの『J SPORTS STADIUM』で放送される（主に「J SPORTS 1」で放送。地上波の開始前、終了後も同一の出演者が担当する）。得点表示などは、2009年度はテレビ新広島（フジテレビ系列）/TSSプロダクション仕様が使用されたが、2010年からは再度広島テレビと同じ日テレ系仕様となったが、2016年途中からはJ SPORTS仕様に差し替えている。この場合は、16:9の「ワイドサイズ」（4:3で配信している事業者ではレターボックスサイズ）で放送される。
また、2012年から日テレプラスでもプロ野球中継が実施されており、セ・パ交流戦において、日テレプラスが放送を担当するチームが主催・主管する巨人軍との対戦については日テレジータス（系列局または日テレ制作）と日テレプラス（球団制作）で同カードを別内容で放送する。（2012年のソフトバンク戦は、日テレジータスは東京からのオフチューブで日本テレビの解説者・アナウンサーと徳光和夫等のゲスト出演で放送。2013年の楽天戦は前日に地上波ミヤギテレビのローカル放送があったためか解説者・アナウンサーを現地に派遣し、ベンチリポートも日本テレビ・ミヤギテレビから配置した。ミヤギテレビ技術協力で一部独自映像を挿入しスコア表示もミヤギテレビ出しの日本テレビ仕様を使った。日テレジータスはAFCチャンピオンズリーグを優先したため2戦目のみの放送だった）。2014年度の楽天戦は第1戦・第2戦とも日テレジータスと日テレプラスでそれぞれ別内容で放送、第1戦は日テレジータスはミヤギテレビ制作のミヤギテレビ・テレビ岩手・山形放送との3局ネットによる生中継を同時放送し、解説者（山村宏樹・山崎武司）・実況（伊藤拓）・リポーター（加藤智也・河村亮）を配置（BS放送ではテレビ朝日制作によりBS朝日で放送）。第2戦は地上波はテレビ朝日系列全国放送（テレビ朝日制作著作、東日本放送制作協力）のため日テレジータス・日本テレビの独自製作（解説：吉村禎章、実況：平川健太郎）・リポーター（伊藤拓・蛯原哲）で放送。2013年からは、一部の試合の中継をNOTTVへ配信している。
日テレNEWS24がロッテ主催試合の放送権を獲得した2018年からは、前述の日テレプラスでの放送と同様にセ・パ交流戦の対巨人戦で、生中継となる6月15・17日は日テレNEWS24（球団制作）と日テレジータス（日本テレビ制作）で別内容で放送し、録画中継となる16日（日テレNEWS24では生中継）はロッテ球団制作中継をそのまま放送した。また、8月21日のロッテ対西武戦は東京ドームでの開催だったことから、日テレNEWS24と日テレジータスが同内容で並列放送した。なお、2021年6月11日～13日の「日本生命セ・パ交流戦 千葉ロッテマリーンズVS読売ジャイアンツ」戦は、日テレジータスでも、特別生中継として、事実上のサイマル放送を行った。2018年の両局生中継時と同様、日テレジータス側は別途日本テレビのアナウンサーと解説者が実況を担当し、名目上日本テレビを製作著作としたことから、千葉ロッテマリーンズは「製作協力」扱いとなった（BS12トゥエルビでのビジター応援副音声に相当する実況を、別チャンネルで行ったような形態となった）。ただし、スコア表示は球団制作映像のものをそのまま使用した（前述のエキシビションマッチのソフトバンク対巨人戦もこれとほぼ同様の対応であったが実況は福岡放送のアナウンサーがすべて担当した）。また、2022年4月10日開催の対オリックス・バファローズ戦において、投手の佐々木朗希が完全試合を達成したことを受けて、同月25日に日テレジータスにて1994年5月18日開催の対広島東洋カープ戦で投手の槙原寛己が完全試合を達成した巨人戦中継と共に再放送を行う予定。
BS日テレで前述の通り、一部の地上波全国放送、ないしはブロックネットが行われる試合では、地上波とCSの出演者を一部差し換えて（映像は同内容）放送する試合も存在する。
スポーツ専門チャンネルという特性を生かして、一軍の公式戦以外にも以下に挙げた特殊な生中継も行っている。
- ジャイアンツ プレ&ポストゲームショー（プレゲーム=原則試合開始1時間前〜45分前、ポストゲーム=基本試合開始4時間後〜4時間半後）
東京ドーム主管試合限定。プレゲームでは事前練習の録画、スタメンの発表、試合の見どころ紹介、ポストゲームは試合のダイジェストを放送。なおポストゲームショーは試合が所定時間より早く終了した場合、前倒しの形で「先出し!!ポストゲーム」を放送する[24]。ただし、野球中継の後にロードレース世界選手権の中継を行う時は、「ポストゲームショー」が休止される場合もある[83]。2020年から、「プレゲームショー」のみとなり、旧来の「先出しポストショー」の時間帯は、「GIANTS in 東京ドーム」（試合の終了時間によっては「過去のホームランセレクション」を挟む場合あり）を放送する。
- イースタン・リーグ中継
ジャイアンツ球場などで開催されるホームゲームを生中継（一部はNEARLIVE方式による撮って出し、または2019年以後は原則全試合を放送するものの、1軍の試合中継の日程と重複する関係上、ネット向け配信サービス「hulu」「GIANTS TV」向けのみ生放送し、ジータスでは後日改めて初回放送する試合もあり、実況担当の配置も1軍戦と同じ解説者との2人体制の時と、アナウンサーのみの1人体制の時とがある。また試合のスコアフォントは1軍戦のフォーマットに沿うが、後者は一部簡略化された微妙に異なるデザインとなることもあった）。東京ドームで夏季（概ね8月中旬）に行われる試合についても、1軍の試合に一部準じた体で生放送されているが、中継製作は東京ケーブルネットワークとの共同で行われる。
- 巨人軍キャンプ中継（毎年2月・毎日 13時30分 - 16時00分）
サンマリンスタジアム宮崎・沖縄セルラースタジアム那覇で行われるキャンプの様子を、午後の部を中心に生中継。紅白戦や練習試合も随時中継する。2011年以降はキャンプ期間中の当日深夜や翌日の早朝にも再放送が行われる[84]。基本的な番組構成は巨人練習中「直生」に準ずる。
- 巨人練習中「直生」
東京ドームで行われるホームゲームに限り、試合前の練習風景を生中継。

#### 日テレプラス
2012年は、福岡ソフトバンクホークス主管公式戦の全試合（72試合+クライマックスシリーズ）を試合開始から終了まで放映。ホークス戦についてはホークス球団製作 による『日テレプラス プロ野球中継 HAWKS Perfect Live 2012』（にっテレプラス プロやきゅうちゅうけい ホークス パーフェクト ライブ 2012）として送る。なお2012年3月現在、ハイビジョン放送はIP放送のひかりTVならびに一部のケーブルテレビのみであり、スカパー!HD、スカパー!e2ともハイビジョン放送を実施していなかったため、スカパー!HDはレターボックス16:9による額縁放送、スカパー!e2は16:9フルサイズのSD放送となった。そのため、スカパー!HDの加入者向けに、スカチャンHDでのハイビジョン同時生中継も行われた（「プロ野球セットHD」、「スカパー!よくばりパックHD」、「スカパー!光パックHD」を含む日テレプラスが視聴可能な契約で視聴可能。日テレプラスの放送をウォーターマークが乗った状態でそのまま放送。）。また、パ・リーグTV、プロ野球24向けにも同内容が配信された。
2013年は東北楽天ゴールデンイーグルス主管公式戦の全試合を試合終了まで放映。この時は楽天野球団製作により『日テレプラス プロ野球中継 楽天イーグルス HEAT! LIVE　2013』（にっテレプラス プロやきゅうちゅうけい らくてん イーグルス ヒート ライブ 2013）として送る。しかし、2014年度の楽天公式戦中継を最後に日テレプラスでの放送は3年で終了となった。

#### 日テレNEWS24
- 2018年シーズンから千葉ロッテマリーンズの主催全試合を中継することになった。TBSニュースバードが放送した前年までと同様球団による制作で、球団側がキャスティングしたロッテOBを中心とした本数契約解説者とフリーアナウンサーが担当する。スコア表示は中継担当局のフォーマットに準拠した2017年までと異なり、千葉マリンスタジアムのスコアボードとデザインを揃えた黒を基調とした独自のものを使用した。（技術面は引き続き東京フィルム・メート→フジ・メディア・テクノロジーが担当。東京ドーム開催時は東京ケーブルネットワーク・TCPも協力し、スコア表示は巨人のオープン戦に準じたTCPの汎用テロップを使用）。2021年には再度デザインを変更し、2020年からの日本テレビのデザインをベースに、独自のアレンジを加えたもの（カウントを右下表示の横組み3行にして、最下段に球数と球速を表示するなど）となった）。対巨人戦で日テレジータスが日本テレビの独自実況で放送する時も、スコア表示はそのまま使用している。
- 2020年のロッテの春季キャンプ中継は、球団が制作主体となる試合中継と異なり、日本テレビが制作主体となるが[88]、出演者は球団制作中継同様に、外部所属のフリーアナウンサーとロッテOBを中心としたフリーの解説者を起用している。
- 2023年11月10日には日本代表（侍ジャパン）対巨人の練習試合を日テレNEWS24が生放送で、日テレジータスが録画放送で中継したが（解説：清水隆行、実況：上重聡）、映像とスコアテロップをJ SPORTSの録画中継（解説：多村仁志、実況：熊谷龍一）と共用したため、J SPORTSが製作協力、日本テレビとNPBエンタープライズが製作著作という形態となった。

#### 日本国外放送
韓国では、2006年に李承燁が巨人へ移籍してから球団の人気が上昇傾向で、他の日本のプロ野球球団よりも認知度が高い。そのため、在籍した2010年までの間、SBSの衛星波「SBSスポーツチャンネル」で毎日、地上波では不定期で巨人戦を中継していた。
実況などはSBS側で差し替えているが、日本テレビ（もしくは地方局）の制作映像をそのまま使うため、日本側の実況者の顔が映ることもある。このことは、日テレの『スポーツうるぐす』や『スッキリ!!』でも取り上げられた。なお、SBSではホーム・ビジター問わず全ての巨人戦が中継の対象となったため、他系列局制作の映像も使われていた。
また、2004年度のみアメリカ合衆国・ハワイの『KIKU-TV』でも放送されていた。
2012年には、台湾のケーブルテレビ局『東森電視』の総合チャンネル『超級テレビ』で6月9日から9月23日までの14試合を生中継することとなった。
2013年はアメリカの『ONE World Sports』によって北米地域での巨人主催72試合の放送を行う（試合から1週間以内の録画放送）。
陽岱鋼入団の2017年から台湾のスポーツ衛星放送「緯來體育台」にて、巨人主催試合が生中継されることになっている、2017年に締結された契約は5年間。
2019年5月からは日本テレビがディレクTVを利用した在米日本人向け専門チャンネルとして『NIPPON TV Channel』を開設。現地の生活時間に合わせる都合上、日本との同時生中継では無くて時差放送ではあるが、2年振りに北米地域で巨人主催ゲームの視聴が出来るようになった。

## 放映権を持っていない球団
- 東京ヤクルトスワローズ
後楽園球場を本拠地としていた時代は、後楽園と日本テレビが包括提携をしており、主催球団に関わらず後楽園開催の試合については日テレに優先的に放映権を与えていたため巨人戦とともに国鉄主催試合も放送していた（但し、後楽園以外の他球場で国鉄主催となった試合については他系列で放送したものがある）。

1964年に本拠地の球場を神宮球場に変更し、球団名を国鉄からサンケイに変更したときに放映権を失うと同時に、フジテレビが独占的に所有することとなる。ただし、その後も、巨人が優勝マジック1となった1965年10月14日に、急遽対巨人戦の中継を編成した例があるなど（実際は雨天中止）、特に10月以後に放送を要する重要な試合（優勝決定戦など）で、かつ他局が中継できない場合や、ヤクルトが幹事球団となるオールスターゲームなどで散発的にフジテレビから放映権を譲渡されたことがあった。また、1978年の日本シリーズ第2戦のみ、ヤクルト球団に後楽園球場の使用を認めた見返りとして、例外的に放送した。その後はしばらく途絶えていたが、2013年3月31日の開幕第3戦（対阪神）は読売テレビがフジテレビ・ヤクルト球団から放映権を個別購入する形で関西ローカルで放送。2023年には広島テレビ（対広島）・中京テレビ（対中日）でも放送され、前者では日テレ・テクニカル・リソーシズが、後者はフジ・メディア・テクノロジーが制作協力としてクレジットされた。
- 横浜DeNAベイスターズ
前身の大洋ホエールズ時代には川崎本拠地時代で、かつ1974年までは優先放映権を持っていたTBSから権利を購入する形で土曜の試合を中心に散発的に中継していたが、1975年にNETテレビへ優先権が移動した際に自然と失った（ただし、1985年にtvk制作のデーゲーム中継を広島テレビが例外的に放送した事があり、この時は広島テレビから解説者を派遣していた。
参考として、読売新聞縮刷版より、1971年5月22日（土曜）の対巨人戦の放送予定が組まれていたことが確認できる。
2011年2月26日の横浜対巨人の試合は横浜主催試合であるが、巨人のキャンプ地・沖縄セルラースタジアムでの開催であったため、特例として日テレジータス（地上波・BS放送なし。地上波は「富士ゼロックス杯スーパーカップ」中継）で放映された。2012年2月25日もこのカードは組まれたが、地上波・衛星ともに放送されなかった。
2010年シーズンからスポーツニュース用の素材として、TBSがDeNA主催ゲームの中継映像を日テレに供給している（他局への供給はフジテレビに次ぐ）。それと引きかえに日テレも巨人主催ゲームの中継映像をTBSに供給している。2013年5月17日には札幌テレビが対日本ハム戦を北海道ローカルで、同6月23日と2014年4月26日・4月27日には、読売テレビが対阪神戦を近畿地方ローカルで、TBS・DeNA球団から個別購入の形により放送した。2015年6月21日の対広島戦も広島テレビが同様に中継予定だったが、雨天中止となり、代替日の9月28日に改めて中継した。広島テレビは2016年以降も対広島戦中継を年数試合継続している（2017年までと2020年は現地乗り込みで、2018・2019年はオフチューブで放送。2021年は東京ドームでの開催分も放送）。
- 中日ドラゴンズ
巨人の親会社の読売新聞社→読売新聞グループ本社（2002年7月以降）が、中日の親会社の中日新聞社と競合関係にあることや、放映権の獲得に原則として中日新聞社の株式の保有が原則となっているため（ただし、過去にCBC→東海テレビが日テレ系の放送を行っていた時代に、両局からのネット受けによる中日主催試合の中継はあった）。
過去に日米野球がナゴヤ球場・ナゴヤドームで開催され、中日・巨人連合・中日単独チーム・NPBオールスターのいずれかとMLB球団が対戦した際には、主催新聞社（読売新聞社・毎日新聞社）を問わず日本テレビと中京テレビ（または変則クロスネット時代の名古屋テレビ）の共同制作で中継された年度があった。

※フジテレビ系列とのクロスネット時代の広島テレビと札幌テレビは、ゴールデンタイムをフジテレビ系の編成としていた曜日に、フジテレビ・東海テレビからのネット受けでヤクルト・大洋・中日主催試合を放送していた。
以下は試合ごとの個別契約などでの放映権の取得は可能なため系列局が独自に放送することがあるが、2020年度に日本テレビ・BS日テレ・日本テレビ系CS各局で主催ゲームが放送された実績がない。また球団制作映像を利用する形で本拠地側が他系列局で、ビジター側が日本テレビ系列局の放送となる場合や、その逆の例もある。なお、中継する際に独自映像を局主導で制作するか、球団制作映像をメインに利用し、部分的に独自映像を挿入するかはその時々により異なる。
- 埼玉西武ライオンズ
BS日テレ（2001年4月9日に対オリックス戦を放送。映像とテロップは球団公式映像を使用し、実況は日本テレビが担当）や系列局の札幌テレビ、福岡放送が個別契約で放送したことがある。一方、日本テレビ（地上波）では1983年に対阪急・南海のデーゲーム各1試合をテレビ埼玉と並列で放送したことと、入団1年目（1999年）の松坂大輔投手の登板試合を巨人戦と二元中継で放送した以外は放映権を取得していない（但し福岡本拠地時代はTNC→KRY→FBSを通じて放映権があった）。また、阪神戦は2006年に読売テレビがテレビ朝日・西武球団から個別に放送権を購入の上、球団制作映像の利用と日本テレビの技術協力により巨人戦を差し替えて生中継したほか、2014年にも6月14・15日両日の試合とも生中継した（なお14日の試合は16時までは通常放送、16時から17時は「土曜はダメよ!」との並列による102でのマルチチャンネル放送とした）。
- オリックス・バファローズ
球団合併前は近鉄の放映権が昭和期からあり、昭和30年代には、読売テレビ発でのナイター中継[94] が組まれていたこともあったほか、その後も時折土曜・日曜午後にデーゲームがスポンサードネットされたこともあった（ナゴヤ球場開催分を含む）。オリックスも阪急時代には、読売テレビを通じての放映権[95] があり、さらに対巨人のオープン戦を放送したことがあった。オリックスへの売却後は公式戦の放映権も年度により購入していた。球団合併後も2005年の対巨人のオープン戦1試合、2006年の1試合、2007年の1試合、2015年5月13日の楽天戦を読売テレビにて録画中継で放送した[96]。2016年以降も年1〜2試合程度の録画中継を継続している。
2008年から2014年は読売テレビ自体での中継は行わず、ビジター側地元局向け中継への制作および技術協力が主であった。

## 全国中継のタイトルの変遷
| 年度               | タイトル                                               | 備考 |
| ------------------ | ------------------------------------------------------ | --- |
| 開局時             | スイートナイター                                       | |
| 不明 - 1991年      | 〇曜ナイター                                           | 1970年代 - 1984年頃まではアーチ状のタイトルロゴが流れていた。1987年から日本テレビ・読売テレビではCGでタイトルを表記するようになったが、広島テレビのローカル放送ではロゴの書体のみCGと同じにしただけで旧来の紙焼きテロップだった。 |
| 1992年 - 2001年    | 劇空間プロ野球（2000年・2001年は末尾に西暦が付された） | このタイトルに改題後、日本テレビ開局以来のオープニングテーマ曲『スポーツ行進曲』は使用されなくなった。1995年のタイトルロゴは、同時期に放送していた『ロバの耳そうじ』のそれと同じ書体だった。1994年、1996年に巨人が日本シリーズへ出場した際には『劇空間プロ野球 日本選手権試合』のタイトルロゴで放送した。2000年にスクウェア・エニックスから同名タイトルの野球ゲームソフトがPlayStation 2で発売された。 |
| 2002年・2003年     | THE BASEBALL 2002（2003） バトルボールパーク宣言       | コナミの野球ゲームソフト（#テレビゲームを参照）とのタイアップによるもの。 |
| 2004年・2005年     | 1球の緊張感 THE LIVE 2004（2005）                      | |
| 2006年 - 2010年    | 日本プロ野球                                           | サブタイトルは2009年までは『PRIDE&SPIRIT 日本プロ野球』（末尾に西暦が付された）だったが、2010年のみ『元気を日本に 日本プロ野球2010』（巨人のスローガン「GIANTS PRIDE」「元気を日本に」から取ったもの）を使用。 |
| 2011年 - 2014年    | Dramatic Game 1844                                     | 公認野球規則で定められている打者の立つバッターボックスから投手の立つマウンドまでの距離 が18.44mであることから取ったものであり、この18.44mの空間で描かれる激闘の数々を伝えていこうという趣旨が込められている。 |
| 2015年 - 2017年    | 次の瞬間、熱くなれ。THE BASEBALL                       | |
| 2018年・2019年     | Fun!BASEBALL!!                                         | |
| 2020年 -           | DRAMATIC BASEBALL                                      | |
| 日テレプラス放送分 |                                                        | |
| 2012年             | 日テレプラス プロ野球中継 HAWKS Perfect Live 2012      | ソフトバンク戦のみ |
| 2013年・2014年     | 日テレプラス プロ野球中継 楽天イーグルス HEAT! LIVE    | 楽天戦のみ |

## 主題歌
ハイライトやエンディングで使用されており、後者では放送の終了と同時に曲も終了するようになっている。
なお、読売テレビと札幌テレビではローカル放送において別のテーマソングを使用している（対戦相手のチームの地元局で同時ネットされる場合でもそのまま使用される）。
広島テレビでは、公式戦中継ではローカル放送でも全国放送と同じイメージソングを使用し、シーズン中の変更にも対応している。また『J SPORTS STADIUM“野球好き”』で同時放送する際には、2016年8月途中まで地上波での放送がない裏送り時間帯（主に試合終了後）でのハイライト・エンディングでもJ SPORTSのテーマソングに切り替えず、そのまま日本テレビ系列各年度のイメージソングが使用されていたが（送り出し方法が異なった2009年度を除く。2013年以降は裏送り時のオープニングのみJ SPORTSオリジナルのテーマ曲を使用）、DAZNへの映像配信を開始して以降は実況は同一ながらスコア表示とテーマソングをJ SPORTSのものに差し替えている。一方オープン戦では独自に既存の楽曲を選曲して使うことがある。

### 日本テレビ制作分
| 年度                                | 曲名                                  | アーティスト                             | 備考 |
| ----------------------------------- | ------------------------------------- | ---------------------------------------- | --- |
| 日曜ナイター                        |                                       |                                          | |
| - 1991年                            | スポーツ行進曲                        | 黛敏郎作曲                               | 日本テレビスポーツのテーマ |
| 劇空間プロ野球                      |                                       |                                          | |
| 1992年                              | BEGINNING                             | HOUND DOG                                | |
| 1993年                              | 果てしない夢を                        | ZYYG、REV、ZARD&WANDS featuring 長嶋茂雄 | |
| 1994年                              | STAY GOLD                             | ZIGGY                                    | |
| 1995年                              | 未来のために（上半期）                | DEEN                                     | |
| 1995年                              | 空を見なよ（下半期）                  | シャ乱Q                                  | |
| 1996年                              | はだかの王様 〜シブトクつよく〜       | SMAP                                     | |
| 1997年                              | 見えないもの                          | SMAP                                     | |
| 1998年                              | -花火-                                | TUBE                                     | |
| 1998年                              | All or Nothing                        | 宮本和知                                 | |
| 1999年                              | さよならじゃない                      | Something ELse                           | |
| 2000年                              | BLACK OR WHITE? version 3             | T.M.Revolution                           | 4・5月度、日本シリーズ第1戦で使用。                                                                                                |
| 2000年                              | LOVE 2000                             | hitomi                                   | 6・7月度、日本シリーズ第2戦で使用。                                                                                                |
| 2000年                              | パール                                | THE YELLOW MONKEY                        | 8・9月度、日本シリーズ第4戦で使用。                                                                                                |
| 2001年                              | CORAZON                               | DA PUMP                                  | 4・5月度 |
| 2001年                              | 初恋                                  | TUBE                                     | 6・7月度 |
| 2001年                              | たいせつなひと                        | 19                                       | 8・9月度 |
| THE BASEBALL バトルボールパーク宣言 |                                       |                                          | |
| 2002年                              | independent                           | 浜崎あゆみ                               | |
| 2003年                              | FULL JUMP                             | 愛内里菜                                 | |
| 1球の緊張感 THE LIVE                |                                       |                                          | |
| 2004年                              | real world                            | EXILE                                    | |
| 2004年                              | 花風                                  | aiko                                     | |
| 2005年                              | New World（上半期）                   | L'Arc〜en〜Ciel                          | |
| 2005年                              | yumekaze（下半期）                    | ORANGE RANGE                             | |
| PRIDE&SPIRIT 日本プロ野球           |                                       |                                          | |
| 2006年                              | With your smile（上半期）             | 倖田來未                                 | |
| 2006年                              | 太陽のテイクオフ（下半期）            | 渚のオールスターズ                       | |
| 2007年                              | SAMURAI                               | タッキー&翼                              | |
| 2008年                              | I'll Be Lovin' U Long Time            | マライア・キャリー                       | |
| 2009年                              | 情熱                                  | ONE☆DRAFT                                | |
| 元気を日本に 日本プロ野球           |                                       |                                          | |
| 2010年                              | スピリッツ                            | いきものがかり                           | |
| Dramatic Game 1844                  |                                       |                                          | |
| 2011年                              | DIAMOND                               | KAT-TUN                                  | |
| 2012年                              | SPIRIT                                | KAT-TUN                                  | |
| 2013年                              | DRAMATIC                              | KAT-TUN                                  | |
| 2014年                              | Believe In Myself                     | KAT-TUN                                  | |
| 次の瞬間、熱くなれ。THE BASEBALL    |                                       |                                          | |
| 2015年                              | 熱くなれ                              | KAT-TUN                                  | |
| 2016年                              | BRAND NEW STAGE                       | KAT-TUN                                  | |
| 2017年                              | Wonderful World                       | 亀梨和也                                 | |
| Fun!BASEBALL!!                      |                                       |                                          | |
| 2018年                              | FUNtastic                             | KAT-TUN                                  | |
| 2019年                              | 手をのばせ                            | 亀梨和也                                 | |
| DRAMATIC BASEBALL                   |                                       |                                          | |
| 2020年                              | to the NEXT                           | KAT-TUN                                  | |
| 2021年                              | Light and Blue（上半期）              | KAT-TUN                                  | |
| 2021年                              | We Just Go Hard feat. AK-69（下半期） | KAT-TUN                                  | 6月30日の「巨人 vs 広島」より使用 同日中継を差し替えた 「楽天 vs 日本ハム」（ミヤギテレビ） 「DeNA vs 中日」（中京テレビ）でも使用 |
| 2022年                              | Into The Light（上半期）              | KAT-TUN                                  | |
| 2022年                              | ゼロからイチへ（下半期）              | KAT-TUN                                  | |
| 2023年・ 2024年                     | Cross                                 | 亀梨和也                                 | 2023年途中まで演奏のみのバージョン（作曲：布袋寅泰）を使用                                                                         |
| 2025年                              | The truth                             | 亀梨和也                                 | |

### 読売テレビ制作分（関西ローカル）
読売テレビの関西ローカル中継では、関西地区と関係の深いアーティストの歌う楽曲が中心である。対戦相手のチームの地元局でも同時ネットされる場合があるが、この場合もそのまま同じテーマソングが使用される。
2009年・2012年以降は日本テレビ版と同じテーマソングを使用。
| 年度   | 曲名             | アーティスト                 | 備考                               |
| ------ | ---------------- | ---------------------------- | ---------------------------------- |
| 2004年 | sun glow         | センチライン                 |                                    |
| 2005年 | あの雲を探して   | TRIPLANE                     |                                    |
| 2006年 | monopoly         | TRIPLANE                     | ハイライトではオリジナル曲を使用。 |
| 2007年 | A Street Story   | RSP                          |                                    |
| 2008年 | 神様がくれたもの | スケルト・エイト・バンビーノ |                                    |
| 2010年 | NEXT LEVEL       | ET-KING                      |                                    |
| 2011年 | 太陽維新         | アンダーグラフ               |                                    |

### 札幌テレビ制作分（北海道ローカル）
札幌テレビの北海道ローカル中継では、北海道と関係の深いアーティストの歌う楽曲が中心である。他局と異なり、中継の終了時のみ使用されている。2011年以降は、ハイライト放送時に日本テレビと同じテーマソングを使用している。また、系列局およびBS日テレと同時ネットで放送する場合はエンディングも日本テレビと同じテーマソングとなることがある。
なお、2007年までは日本テレビ版と同じテーマソングが使用されていた。
| 年度            | 曲名                 | アーティスト       | 備考 |
| --------------- | -------------------- | ------------------ | --- |
| 2008年          | ヒネクレJumper       | Violent is Savanna | |
| 2009年・2010年  | がむしゃらファイター | MEN☆SOUL           | |
| 2011年          | Gloria〜賛歌〜       | 藤澤ノリマサ       | |
| 2012年          | イチバンボシ         | TRIPLANE           | |
| 2013年 - 不明   | ファイターズと共に   | TRIPLANE           | 日本ハム北海道移転10thSeasonプロジェクトテーマソング。 『GAORAプロ野球中継』の日本ハム戦でも使用。 |
| 2023年 - 2024年 | Mela!                | 緑黄色社会         | BS日テレへのネット時（裏送り時間帯を含む）も使用。 |
| 2025年          | ビターバカンス       | Mrs. GREEN APPLE   | BS日テレへのネット時（裏送り時間帯を含む）も、日本テレビ側で差し替えずそのまま使用。 逆に巨人主催日本ハム戦のBS日テレ・日テレジータス放送分の札幌テレビへのネット時は、 ハイライトやエンディングの楽曲を「The truth」から差し替えて使用。 元々は映画『聖☆おにいさん THE MOVIE〜ホーリーメンVS悪魔軍団〜』の主題歌。 |

### 千葉ロッテマリーンズ制作分
球団制作のため、球団側が選曲した楽曲を使用している。

## 出演者
●印は系列局解説者で日本テレビにも出演する解説者（系列局からの派遣扱いも含む）。

### 現在の解説

#### 日本テレビ
日テレ解説者の大半は巨人OBで占めており、ほぼ必ず1名は巨人OBが出演するが、まれに中継する試合のチームOBではない解説者のみの出演となるケースもある。全国中継を担当する解説者に阪神・中日・広島OBはいるが、阪神・中日・広島の絡む試合でも巨人OBのみの場合がある。
解説者は地上波がある場合は2名だが、地上波がない試合は1名（地上波がない試合でも2名で解説する日もある。）の場合が多く、2名以上の解説と同じく、まれに巨人OBではない解説者が出演する時もある。
下記系列局の解説者については、日本テレビには中継の解説への出演がない一方、副音声企画に出演した人物（松中信彦など）や、タレント・コメンテーターなどの扱いで日本テレビおよび読売テレビ制作のバラエティ番組や情報番組に出演歴がある人物（西崎幸広・藪恵壹・東尾修・山崎武司など）もいる。
地上波での中継がメインだった2000年代中盤までは、かつてのトップ中継（全国放送とは別のアナウンサー単独または日本テレビ・RFラジオ日本いずれかの解説者と2人で担当）の名残で、地上波全国放送の開始までの時間は解説者は出演しないという形式で放送していた。
レギュラー解説者（系列局を含めて非専属の本数契約者を含む）
- 江川卓（1988年 - ）
- 中畑清（1990年 - 1992年、1995年 - 2011年、2016年 - ）ラジオ日本他解説者。
- 山本浩二●（1994年 - 2000年、2006年 - ）広島テレビ解説者。
- 原辰徳（2004年 - 2005年、2017年 - 2018年、2024年 - ）
- 野村謙二郎●（2006年 - 2009年、2015年 - ）広島テレビ解説者。
- 赤星憲広●（2010年 - ）読売テレビ・ABCラジオ解説者[106]。
- 山本昌●（2016年 - ）東海テレビ・東海ラジオ・ニッポン放送他解説者。
- 高橋由伸（2019年 - ）ラジオ日本解説者。読売巨人軍球団特別顧問。
- 工藤公康（2022年 - ）TBSチャンネル・BS朝日他解説者。
- 鳥谷敬●（2022年 - ）読売テレビ・MBSテレビ・MBSラジオ・ABCテレビ・関西テレビ他解説者。
- 福留孝介●（2023年 - ）中京テレビ・東海テレビ・東海ラジオ・ABCテレビ他解説者。
- 能見篤史●（2023年 - ）読売テレビ・MBSテレビ・MBSラジオ他解説者。
- 内川聖一●（2023年 - ）福岡放送・TBSテレビ他解説者。

ゲスト解説者（年度により出演の有無は異なる）
- 松井秀喜（2014年 - [107]）ニューヨークヤンキースGM付特別アドバイザー。
  - アメリカ在住のため帰国時に不定期出演。
- 高橋尚成（2016年 - ）
  - アメリカ在住のため帰国時に不定期出演。2025年はMLB開幕シリーズにも出演。
  - 2018年日米野球、2019年メジャーリーグ中継では地上波で担当。2021年からは主にファームに出演。
- 黒田博樹●（2017年 - ）広島東洋カープ球団アドバイザー。
  - アメリカ在住のため帰国時に不定期出演。2025年はMLB開幕シリーズ第1戦に出演。
- 岩隈久志（2021年 - ）シアトルマリナーズ特任コーチ。
  - アメリカ在住のため帰国時に不定期出演。
- 上原浩治（2022年 - ）
  - アメリカ在住のため帰国時に不定期出演。2025年はMLB開幕シリーズにも出演。
  - NHK『サンデースポーツ』コメンテーター、TBS『サンデーモーニング』週刊御意見番。
- 五十嵐亮太（2021年 - ）フジテレビONE・BS朝日・TBSチャンネル・テレビ東京他解説者。
- 谷繁元信（2022年 - ）フジテレビONE・ニッポン放送・メ～テレ他解説者。
  - 2017年は日本シリーズで出演予定も終了により実現せず。2021年は『配球王サバイバルナイター』に出演。
- 川上憲伸（2023年 - ）CBCテレビ・CBCラジオ他解説者。
  - 2021年は『配球王サバイバルナイター』に出演。
- 辻発彦（2023年 - ）
  - 札幌テレビ制作分にも出演。
- 松井稼頭央（2025年）テレビ東京・BSテレ東解説者。シカゴ・カブス対阪神のMLB開幕シリーズプレシーズンゲームに出演。NPBでは巨人対ヤクルト開幕第2戦にゲスト出演。
- 岡島秀樹（2025年）ロサンゼルス・ドジャース対巨人のMLB開幕シリーズプレシーズンゲームに出演。
- 栗山英樹（2025年）MLB開幕シリーズ第1戦に出演。
- 和田毅（2025年 - ）MLB開幕シリーズ第2戦に出演。日本テレビ系列では福岡放送にも出演。

BS日テレ・日テレジータス（巨人主催試合）
年度によっては地上波にも出演。ファームも担当。
- 篠塚和典（2004年 - 2005年、2011年 - ）ラジオ日本解説者。
- 清水隆行（2010年、2016年 - ）フジテレビTWO・ラジオ日本解説者。
- 立浪和義 (2010年 - 2021年、2025年 - ) ※かつては地上波での解説者だった。
- 緒方耕一（2011年 - 2017年、2023年 - ）TBSチャンネル解説者。
- 宮本和知（2013年 - 2018年、2022年 - ）ニッポン放送解説者。読売ジャイアンツ女子チーム監督。
- 村田真一（2019年 - ）
- 斎藤雅樹（2020年 - ）フジテレビONE解説者。
- 林昌範（2021年 - ）
  - 主にキャンプやファームに出演。
- 荒木大輔●（2022年 - ）GAORA・BS朝日・NHKBS1のMLB中継解説者。
- 阿波野秀幸●（2022年、2024年 - ）
- 元木大介（2024年 - ）
- 小笠原道大（2025年 - ）札幌テレビにも出演。

#### 日テレNEWS24（ロッテ球団制作）
実制作はフジテレビ系列のフジ・メディア・テクノロジー（2023年10月・東京フイルム・メートが左記会社と統合）であり、日本テレビは制作に関与していない。
◎：2014年までのFOX時代から続投
○：2017年までのTBSニュースバード時代から続投
- 有藤通世
- 立川隆史（2007年◎ - ）チバテレビ解説者。
- 清水直行（2013年◎ - 2017年○、2022年 - ）チバテレビ解説者
- 薮田安彦（2014年◎ - ）チバテレビ・J SPORTSのMLB中継解説者。
- 里崎智也（2015年○ - ）フジテレビONE・チバテレビ・テレビ東京・ニッポン放送解説者。
- G.G.佐藤（2018年 - ）東日本放送・テレビ埼玉解説者。
- 初芝清（2020年 - ）チバテレビ解説者。
- 今江敏晃（2025年 - ）TBCテレビ・TBCラジオ・BS-TBS・フジテレビOＮE解説者。
- 西岡剛 (2025年 - )

#### 読売テレビ
- 川藤幸三（1987年 - 1989年、1992年 - 過去は●）
- 赤星憲広●（2010年 - ）ABCラジオ解説者。
- 藪恵壹（2014年 - ）MBSラジオ解説者。
  - 広島テレビ制作分（読売テレビも制作協力）の同時ネット（2025年3月30日）にも出演。
- 鳥谷敬●（2022年 - ）MBSテレビ・MBSラジオ・ABCテレビ・関西テレビ解説者。
- 能見篤史●（2023年 - ）MBSテレビ・MBSラジオ解説者。
- 岡田彰布（2009年●、2013年 - 2022年、2025年）

#### 中京テレビ
中日主催試合の放映権がないため、ビジターとなる試合に本数契約で出演。
- 山本昌●（2016年 - ）東海テレビ・東海ラジオ・ニッポン放送他解説者。
- 岩瀬仁紀（2020年 - ）CBCテレビ・CBCラジオ・東海テレビ・テレビ愛知他解説者。
  - 広島テレビ制作分（中京テレビも制作協力）の同時ネット（2020年9月17日、2021年3月28日、2022年4月16日）にも出演。
- 福留孝介●（2023年 - ）フジテレビ・関西テレビ・東海テレビ・東海ラジオ・ABCテレビ他解説者。
  - 広島テレビ制作分（中京テレビも制作協力）の同時ネット（2023年9月2日）にも出演。
- 田尾安志（2025年）フジテレビ・関西テレビ他解説者。
  - 2025年6月14日の西武対中日戦（ベルーナドーム）に出演。

#### 広島テレビ
近年は減少傾向にあるものの、2局ネットになる際はビジター側系列局の解説者を招くことが多い。
- 池谷公二郎（1986年 - 1988年、1993年 - 1997年、2002年 - 2003年、2005年 - 。2017年までは●）
- 山本浩二●（1994年 - 2000年、2006年 - ）
- 野村謙二郎●（2006年 - 2009年、2015年 - ）
- 黒田博樹●（2017年 - ）ホームページの放送予定ではゲスト解説扱いだが、放送上は通常の「解説」扱いでクレジットされることがある[110]。

#### 福岡放送
- 若菜嘉晴（2009年 - ）スポーツライブ+解説者。
- 攝津正（2019年 - ）スポーツライブ+解説者。
- 内川聖一●（2023年 - ）
- 松田宣浩（2024年 - ）九州朝日放送・ニッポン放送他解説者。
- 和田毅（2025年 - ）MLB開幕シリーズ第2戦で日本テレビにも出演。

#### 札幌テレビ
鶴岡以外はSTVラジオの中継も兼任。
- 西崎幸広（2007年 - ）
- 白井一幸●（2008年 - 2010年、2013年、2018年 - ）巨人主催での対日本ハムの交流戦では日本テレビ制作分にも出演。
- 稲田直人（2013年 - 2021年、2025年 - 。在札各局、GAORA解説者兼）
- 高木豊（2019年 - ）
- 平野謙（2020年 - ）
- 鶴岡慎也●（2022年 - ）巨人主催での対日本ハムの交流戦や対DeNA戦では日本テレビ制作分にも出演。
- 荒木大輔●（2022年 - ）
- 小笠原道大●（2025年 - ）日本テレビ制作分の衛星波向けにも出演。

#### ミヤギテレビ
- 阿波野秀幸●（2009年 - 2011年、2022年、2024年 - ）
- 笘篠賢治（2010年 - ）J SPORTS・フジテレビONE・文化放送解説者。
- 山村宏樹（2013年 - ）
- 山﨑武司（2014年 - ）東海テレビ解説者。
  - 2014年には日本テレビ制作分の副音声にゲスト出演。
- 広澤克実（2025年 - ）

### 過去の解説
| 日本テレビ - 中澤不二雄（1953年 - ?） - 南村侑広（1958年 - 1963年、1968年 - 1973年） - 中上英雄 - 藤村冨美男 - 戸倉勝城 - 岩本章良 - 白石勝巳 - 楠安夫（1950年代 - 1960年代。1959年頃は日本教育テレビ兼） - 荒巻淳（1966年 - 1967年） - 岩本義行（1967年 - 1968年） - 沼澤康一郎（1964年） - 佐々木信也（1964年 - 1970年代前半頃） - 金田正一（1970年 - 1972年、1981年 - 1989年。一時期ニッポン放送兼） - 村山実（1973年 - 1987年、読売テレビ解説者兼） - 青田昇（1968年 - 1971年、1974年、1984年 - 1986年、RFラジオ日本解説者兼） - 別当薫（1965年 - 1967年、1974年 - 1976年） - 森昌彦（1975年 - 1977年） - 山内一弘（1978年、1982年 - 1983年） - 中村稔（1978年 - 1980年） - 黒江透修（1979年 - 1980年、RFラジオ日本解説者兼） - 広岡達朗（1980年 - 1981年、RFラジオ日本解説者兼） - 国松彰（1980年、RFラジオ日本解説者兼） - 富田勝（1980年代頃） - 土井正三（1981年 - 1985年、1989年 - 1990年、1994年 - 1995年、RFラジオ日本解説者兼） - 須藤豊（1982年、1996年） - 長嶋茂雄（1982年 - 1992年。2002年 - 2003年。スペシャルゲスト解説として出演。読売巨人軍終身名誉監督） - 荒川博（1985年 - 1986年） - 江夏豊（1985年 - 1990年、朝日放送・RFラジオ日本解説者兼） - 堀内恒夫（1986年 - 1992年、1999年 - 2003年、2006年 - 2016年、RFラジオ日本解説者兼） - 池谷公二郎（1986年 - 1988年、1993年 - 1997年、2002年 - 2003年、2005年 - 2017年、広島テレビ・RFラジオ日本解説者兼 - 川藤幸三（1987年 - 1989年、1992年 - 、読売テレビ兼。巨人対阪神戦のみの出演） - 高橋直樹（1987年 - 1992年、RFラジオ日本解説者兼） - 三沢淳（1987年 - 1995年、中京テレビ・東海ラジオ解説者兼） - 松本匡史（1988年、RFラジオ日本解説者兼） - 掛布雅之（1989年 - 2008年、2019年8月18日、2024年7月15日） - 小林誠二（1989年 - 2004年、広島テレビ・RFラジオ日本解説者兼） - 長池徳士（1989年 - 1992年、1996年、1999年 - 2009年、福岡放送・RFラジオ日本・ラジオ関西解説者兼） - 高田繁（1993年 - 1995年、RFラジオ日本解説者兼） - 新浦壽夫（1993年 - 1998年、福岡放送・RFラジオ日本解説者兼。2001年はBS日テレ単独放送の西武対オリックス戦中継に単発出演） - 高橋三千丈（1996年 - 1997年、中京テレビ・東海ラジオ解説者兼） - 宮本和知（1998年。RFラジオ日本解説者兼） - 川又米利（1998年 - 2001年、2005年 - 2008年、中京テレビ・東海ラジオ解説者兼） - 吉村禎章（1999年 - 2001年、2004年 - 2005年、2012年 - 2017年、RFラジオ日本解説者兼） - 武上四郎（2001年 - 2002年） - 水野雄仁（2002年 - 2018年。RFラジオ日本解説者兼） - 石井浩郎（2003年） - 星野仙一（2004年 - 2010年。スポット契約で出演） - 岡田彰布（2009年。読売テレビ・朝日放送・サンテレビ・スカイ・A解説者兼。2013年からは読売テレビ解説者） - 桑田真澄（2010年 - 2020年。NHK BS1のMLB中継ゲスト解説者兼） - 立浪和義（2010年 - 2021年。中京テレビ解説者兼。CBCテレビ・フジテレビ他に本数契約で出演） - 井端弘和（2019年 - 2023年） - 地上波は2021年から出演。 - 石原慶幸（2021年 - 2022年）広島テレビ解説者 - 岡島秀樹（2019年3月18日）NHK BS1のMLB中継・ラジオ日本解説者。 - 長谷川滋利（2019年3月18 - 同月21日） - メジャーリーグのプレシーズン・開幕戦〈副音声含む〉に出演。 - 黒木知宏（2019年6月8日）ゲスト解説 - 過去には札幌テレビ、読売テレビ、ミヤギテレビにも出演。 - 里崎智也（2019年6月9日）ゲスト解説 - 副音声や2021年は『配球王サバイバルナイター』に出演。 - 藤川球児（2021年4月20日）NHKレギュラー解説者。 - 野球愛ベタ惚れナイターに出演。 日本テレビケーブルニュース（NCN・現：日テレNEWS24） - 屋鋪要（RFラジオ日本解説者。NCNの巨人戦トップ&リレー中継に出演） - 関本四十四（RFラジオ日本解説者。NCNの巨人戦トップ&リレー中継に出演） - 橋本清（2003年・TCN・日本テレビ制作日本ハム戦中継に出演） - 藤城和明（2003年・TCN・日本テレビ制作日本ハム戦中継に出演） 日テレジータス - 二岡智宏（2014年 - 2015年） - 2019年7月31日には地上波でゲスト解説。 - 古城茂幸（2015年 - 2017年） - 鈴木尚広（2017年 - 2018年） - 川相昌弘（2019年 - 2021年） - 西村健太朗（2019年）ジャイアンツアカデミーコーチ - 主にファームに出演。 - 荒木雅博（2024年3月22日） 読売テレビ - 藤村富美男●（1958年1月31日、ytv初の専属解説者 として契約。） - 戸倉勝城● - 村山実●（1973年 - 1987年。1979年より広島テレビ兼） - 遠井吾郎 - 並木輝男（1970年代 - 1984年） - 辻佳紀（1977年 - 1989年。ラジオ大阪・KBS京都テレビ兼） - 山尾孝雄（1980年代） - 長崎慶一（1988年 - 1992年） - 水沼四郎（1987年 - 1992年。1991年から広島テレビ兼） - 佐藤道郎（1987年 - 1990年） - 村田辰美（1991年 - 1992年） - 村山真司（村山実の長男・ytvディレクター。1990年 - 1993年に『まるごとバファローズタイム』を担当していた関係で、近鉄戦にコメンテーターとして出演していた時期あり） - 磐城努（1980年代初期。スポーツ報知記者） - 掛布雅之（1989年 - 2008年●、2018年5月10日、2021年9月11日）MBSラジオ解説者 - 金本知憲（2013年 - 2015年、2019年 - 2021年） - 主に対巨人戦で年数回出演。 - 阿波野秀幸（2007年に対横浜戦のデーゲームのみ出演） - 黒木知宏（2012年5月31日、2018年6月8日） - 野村弘樹（2016年4月2日、2017年4月13日）ニッポン放送解説者。 - 岩本勉（2017年） - オリックス戦録画中継に出演。 - 山田久志（2018年）CBCテレビ・CBCラジオ解説者。 - オリックス戦録画中継に出演。 - 狩野恵輔（2018年 - 2019年）毎日放送・サンテレビ・Tigers-ai解説者。 - 副音声に出演。 大阪テレビ（1957年 - 1958年シーズン途中） - 浜崎真二 | 中京テレビ ローカル副音声と差し替え実況・系列局中継派遣のみ。 - 板東英二（1980年代頃。タレントとしては日本テレビおよび系列局の番組にも数多く出演） - 森下整鎮（1980年代頃） - 富田勝（富田将央）●（1980年代頃） - 三沢淳●（1987年 - 1995年。東海ラジオ兼任） - 早川和夫（1994年 - 1996年） - 高橋三千丈●（1996年 - 1997年。東海ラジオ兼任） - 川又米利●（1998年 - 2001年、2005年 - 2011年。2008年まで東海ラジオ兼任） - 宮田征典（2002年 - 2006年。RFラジオ日本兼任） - 立浪和義●（2010年 - 2021年） - 井上一樹（2014年 - 2019年、2023年5月12日） - 森野将彦（2020年 - 2021年） - 大西崇之（2020年 - 2021年） - 中村武志（2022年7月6日） - 藤井淳志（2022年7月6日） 中部日本放送（1957年 - 1959年） - 杉浦清 東海テレビ（1960年 - 1962年） - 国枝利通 福岡放送 - 河野昭修（ライオンズの福岡本拠地時代に出演） - 長池徳士（1989年 - 1992年、1996年、1999年 - 2020年、2009年までは●） - 年度によりダイエー→ソフトバンクが関与しない巨人主催ゲームも担当した他、1991年には広島テレビの広島対ヤクルト戦〈日本テレビ他中心にネット〉にも一度出演。 - 新浦壽夫（1993年 - 1998年。1998年までは●） - 東尾修（2015年 - 2022年）文化放送解説者。 - 2016年からはBS日テレとの同時ネット分にも出演。2017年は日本シリーズ第7戦で日本テレビ主導制作の地上波全国中継に初出演予定だったが、第6戦で終了したため実現せず。 - 松中信彦（2016年 - 2024年） - 2018年は日本テレビ制作の日本シリーズ中継に、2020年9月17日には日本テレビ制作巨人対阪神の『野球脳サバイバルナイター』に出演。 - 多村仁志（2019年） テレビ西日本（1958年 - 1964年9月） - 清原初男 - 野口正明 - 深見安博 広島テレビ 専属の解説者がいなかった期間は、日本テレビ・読売テレビなど系列局からの派遣・応援で対応していた。 - 濃人渉●（1977年 - 1985年。1978年までロッテスカウト兼） - 小林誠二（小林聖始）●（1989年 - 2004年） - 岩本章良●（フジテレビ系列とのクロスネットだった1960年代に担当） - 白石勝巳●（同上） - 小松崎善久（1992年、対中日の二軍戦中継にゲスト出演） - 村山実●（1979年 - 1987年） - 水沼四郎（読売テレビ兼。1991年 - 1992年に甲子園球場からの阪神対広島戦自社制作中継を担当） - 山内泰幸（2005年、現・テレビ新広島解説者。解説者が池谷一人だったため、広島三軍コーチを務める傍らゲスト出演） - 星野仙一（2015年6月6日）対楽天戦に出演。 - 新井貴浩（2019年9月8日）TBSテレビ・RCCテレビ解説者、ゲスト解説。 - 石原慶幸●（2021年 - 2022年） - 広池浩司（広島OB・西武球団本部長。2025年6月7日の対西武戦にゲスト出演） 中国放送（1959年 - 1968年） - 金山次郎 - 津田一男（当時中国新聞記者） 札幌テレビ 岩本以外はSTVラジオの中継を兼任。 - 岩本勉（2006年、本数契約） - 広瀬哲朗（2004年 - 2006年。北海道文化放送兼） - 佐藤義則（2008年） - 大沢啓二（2004年 - 2009年） - 阿波野秀幸（2007年 - 2011年。テレビ東京解説者兼） - 水上善雄（2010年 - 2013年。テレビ東京・GAORA解説者兼） - 片岡篤史（2015年。関西テレビ、フジテレビ解説者兼） - 森本稀哲（2016年 - 2022年） - 千藤三樹男（2017年6月23日） - 武田勝（2017年 - 2019年、2023年） - 金村暁（2023年 - 2024年） ミヤギテレビ 2005年はすべての試合を中畑・水野が、2006年は池谷（対広島戦、HTVでは放送なし）が日本テレビからの派遣で担当。 - 川尻哲郎（2006年 - 2008年） - 駒田徳広（2009年 - ？、BS-TBS・TBSチャンネル・文化放送他） - 黒木知宏（2009年 - 2012年） - 飯田哲也（2014年） - マック鈴木（2015年5月13日）J SPORTSのMLB中継解説者。 - 永井怜（2016年 - 2019年） - 草野大輔（2019年 - 2020年） |

### 実況・リポート担当アナウンサー
巨人戦中継の基本シフトとしては次のとおりである。
- 実況アナウンサー1〜2名
  - 地上波やBS日テレとの同時放送の場合、それらの放送が開始されるタイミングで実況担当者が交代する。交代したアナウンサーは地上波やBSがCM中に、日テレジータス向けの進行役を務める。（なお、日テレジータス・BS日テレ・地上波3波同時放送の場合は、地上波放送開始のタイミングで実況担当者が交代する）
  - 日テレジータスのみの放送の時は実況交代はせず、1名のアナウンサーが担当する
- ベンチサイドリポーター2名（各チーム1名ずつ。関東地区以外のチームは各系列局から派遣されたアナウンサーが担当する場合がある。勝利チームのリポーターは勝利監督インタビューも担当する。ただし、NHK総合テレビまたはBS1で放送される場合は、NHKのアナウンサーが担当する）
- ヒーローインタビュアー1名（ビジターチーム勝利の場合でも日テレアナウンサーが担当する。途中で交代した実況担当者が兼務することが多い。NHK総合テレビまたはNHK BS1で放送される場合は、NHKのアナウンサーが担当する）
  - 東京ドームを含む巨人主管試合後のヒーローインタビューは、ホームチームである巨人が勝利した場合は、場内のホームベースから1塁側付近にインタビュー台とスポンサーの看板パネルを設ける形で、ビジター球団が勝利した場合はインタビュー台は立てるもののスポンサーの看板を設置しない形で行われる。また監督インタビューは巨人側が勝った場合は選手ヒーローインタビュー終了後にニアライブ形式で監督室で収録したもの、ビジター側のそれはヒーローインタビュー前にグラウンドで生放送するもの（いづれもベンチ担当アナウンサーが聞き役をする）が放送される。
- 他球場の経過・結果、及び各種告知を担当するアナウンサー1名（特設スタジオ担当）
- 地上波放送で副音声が放送される場合の副音声実況担当者1名
- ご当地アナウンサー（地方開催時のみに実施、巨人戦前の地元の表情などを系列局のアナウンサーが担当。近年は減少傾向にある）
- イースタン・リーグ中継の場合、日テレジータスでの生放送がある時は解説者と局アナウンサーの2名体制、動画配信コンテンツでの生配信のみ（ジータスは後日録画放送となるパターン）である時はフリーアナウンサー1人のみで放送する。

#### 現在の実況・リポート・インタビュー
日本テレビ
- 村山喜彦（1991年 - 2015年、2019年 - ）
  - 2019年から2軍のみ復帰、2023年から1軍にも復帰。
- 平川健太郎（1996年 - ）
- 町田浩徳（2000年 - ）
- 蛯原哲（2001年 - ）
- 辻岡義堂（2011年 - ）
- 山本健太（2015年 - ）
- 平松修造（2016年 - ）
- 梅澤廉（2017年 - ）
- 伊藤大海（2018年 - ）
- 弘竜太郎（2020年 - ）
- 大町怜央（2020年 - ）
- 北脇太基（2021年 - ）
- 住岡佑樹（2023年 - ）リポート・スコアラーのみ(2025年5月5日巨人vs阪神戦で実況デビュー)

日テレジータス（イースタン）
一部試合はフリーアナウンサーによる一人実況となる。
- 小野塚康之（2019年 - 2023年）元NHK
- 吉田伸男（2019年 - 2020年）元フジテレビ
- 上野智広（2019年 - ）元文化放送
- 林正浩（2020年 - ）元TBSテレビ
- 槇嶋範彦（2021年 - ）元文化放送
- 飯塚治（2021年 - ）元文化放送
- 秋山浩志（2022年 - ）元NHK
- 寺島啓太（2022年 - ）元文化放送
- 阿出川浩之（2022年 - ）
  - プレゲームショーのリポーターも担当。
- 小笠原聖（2024年 - ）元秋田朝日放送

日テレNEWS24・BS日テレ（ロッテ球団制作）
- 清水久嗣（2011年[115] - ）ニッポン放送契約アナウンサー 
  - FOX SPORTSジャパン→TBSニュースバード時代から続投。
- 吉田伸男（2018年[116] - ）
- 南隼人（2019年 - ）リポートのみ
- 生明辰也（2023年 - ）

読売テレビ
- 小澤昭博
  - アナウンス部長のため現在は年数回のみ担当。
- 立田恭三
  - 朝生ワイド す・またん!MCのため、基本的に週末のみ出演。
- 平松翔馬（2017年 - ）
  - 2020年7月31日の阪神対横浜戦でプロ野球実況デビュー。
- 大野晃佳（2021年 - ）
  - 2023年5月12日の阪神対横浜戦でプロ野球実況デビュー。
- 渡邊幹也（2024年 - ）リポートのみ
- 諸國沙代子（2018年 - ）
  - リポートやインタビュー、副音声進行のみ担当。

広島テレビ
- 長野正実
  - アナウンス部長のため現在は年数回のみ担当。
- 森拓磨
  - テレビ派総合キャスター（月〜木曜日担当）ため、基本的に週末カードのみ出演。
- 小野宏樹（2014年 - ）
  - 2017年4月22日の広島対中日戦（ウエスタンリーグ）でプロ野球実況デビュー[117]。
- 澤村優輝（2018年 - ）
  - 2019年7月27日の広島対オリックス戦（ウエスタンリーグ）でプロ野球実況デビュー。
- 木村和美（2025年 - ）リポートのみ

中京テレビ
- 岡田健太郎（2021年 - ）
  - 2022年7月6日の横浜対中日戦でプロ野球実況デビュー。
- 福本義久（2024年 - ）リポートのみ
- 阿部芳美（2024年 - ）リポートのみ

札幌テレビ
- 岡崎和久
- 岡本博憲（2009年 - 2012年、2024年7月 - ）
- 佐藤宏樹（2019年 - ）
- 岡田和樹（2021年 - ）
- 佐々木美波（2024年 - ）リポートのみ

福岡放送
- 須田健太郎（2016年 - ）
  - 2017年7月30日のソフトバンク対日本ハム戦で実況デビュー。
- 元木寛人（2016年 - ）
  - 2019年5月31日のソフトバンク対楽天戦で実況デビュー。
- 澤田泰佑（2020年 - ） 
  - 2023年6月24日のソフトバンク対オリックス戦で野球実況デビュー。
- 石田旭昇（2024年 - ）リポートのみ
- 中谷萌（2021年 - ）
  - リポートやインタビュー、副音声進行のみ担当。

ミヤギテレビ
- 伊藤拓（2005年[118] - ）
  - アナウンス部長のため現在は年数回のみ担当。
- 外賀幸一（2009年? - ）
- 青木秀尚（2021年 - ）
  - 2023年5月27日の楽天対日本ハム戦でプロ野球実況デビュー。
- 岡崎大知（2023年 - ）リポートのみ
- 浅野航平（2024年 - ）
- 瀬藤亮太（2024年 - ）

静岡第一テレビ
- 秋元啓二（2024年 - ）
- 須藤駿介（2024年 - ）リポートのみ
- 伊藤薫平（2024年 - ）
- 髙山基彦（2024年 - ）リポートのみ
- 永見佳織（2024年 - ）リポートのみ

#### 過去の実況・リポート
| 日本テレビ（☆=ラジオ日本出向経験者） - 越智正典（1950年代 - 1970年代） - 佐土一正（1950年代 - ?） - 江本三千年（1953年 - ?） - 大平和夫（1950年代 - ?） - 赤木孝男（長嶋茂雄引退試合、王貞治800号ホームランを実況） - 志生野温夫（1950年代後半 - 1970年代前半頃） - 浅見源司郎（王貞治756号ホームランを実況） - 小川光明（1965年 - 2004年） - 小早川正昭（1960年代? - 1977年頃、後にフリー） - 吉田填一郎（1970年代? - 2003年 ☆） - 山下末則（1980年代? - 2006年） - 今井伊佐男（? - 1999年 ☆） - 白岩裕之（他部署へ異動→現テレビ信州社長） - 小倉淳（後にフリー ☆） - 多昌博志（他部署へ異動） - 船越雅史（1990年代 - 2006年、他部署へ異動） - 鈴木健（野球実況からは引退） - 河村亮 （1994年 - 2022年、在職のまま死去） - 羽鳥慎一（1990年代 - 2002年、後にフリー） - 新谷保志（2002年 - 2015年、他部署へ異動） - 田辺研一郎（2002年 - 2024年5月）日本テレビホールディングスへ異動 - 上重聡（2005年 - 2023年） - 青木源太（2009年 - 2015年） - 佐藤義朗（2010年 - 2022年） - 安藤翔（2012年 - 2023年5月）報道局へ異動 - 山﨑誠（2013年 - 2019年） 読売テレビ - 生田博巳（退社後に生田教室を開設） - 佐藤忠功 - 一丁田修一（1998年まで担当した後に他部署へ異動） - 小城敏（他部署へ異動） - 山本純也（同上） - 牧野誠三（他部署への異動を経てアナウンス職へ復帰したが、野球実況からは異動前に引退） - 野村明大（野球実況からは引退） - 本野大輔（ - 2020年）他部署へ異動 - 尾山憲一（ - 2021年）他部署へ異動 広島テレビ - 川島孝雄 - 小森山国夫 - 脇田義信 - 新宅冨士夫（後に同局福山支社長） - 加藤進（後にフリー） - 藤村直己（野球実況からは引退） - 長島清隆（野球実況から引退後、報道記者・解説委員を歴任） - 宮脇靖知（2007年 - 2019年）情報番組に専念 中京テレビ 主にベンチリポート・副音声実況 - 森兼太郎（後にアナウンススクール講師） - 熊田克隆（後に番組制作会社社長） - 林一郎（他部署へ異動） - 神ひろし（同上） - 田頭泰樹（同上） - 尾原秀三（同上） - 水谷陽介（同上） - 松元真一郎（ニッポン放送→フジテレビ→フリー） - 佐藤啓 - 1990年代は読売テレビの映像を使用した阪神対中日戦などで散発的に実況していた。 - 晩年はリポートを担当。退社後もサブアナなどで携わっている。 - 大藤晋司（ - 2001年6月）テレビ北海道へ移籍 - 金山泉（ - 2008年）毎日放送へ移籍 - 吉田太一（ - 2018年） - 2016年7月19日の広島対中日戦でプロ野球実況デビュー。 - 濱田隼平（2014年 - 2021年） - 2018年8月8日の広島対中日戦でプロ野球実況デビュー。 | 札幌テレビ - 小林裕幸（札幌での巨人戦担当） - 横井健一 - 宮永真幸（報道番組に専念） - 和久井薫（札幌映像プロダクション、元札幌テレビアナウンサー） - 2011年のフリー転身直後から2013年までの約2年間、一時的に番組から降板していた。 - 永井公彦（ - 2019年） - 萩原隆雄（ - 2019年） - 藤井孝太郎（ - 2019年） - 小出朗（ - 2021年） - 神谷誠（2012年 - 2023年） - 工藤聖太（2014年 - 2023年） 福岡放送 - 斉藤恒雄 - 古賀ゆきひと（現在は参議院議員） - 酒井健治（テレビ大阪へ移籍） - 久保俊郎 - 浜崎正樹（ - 2020年）後にフリー - 松井礼明（ - 2015年3月） - 豊原慎二（ - 2022年6月）他部署へ移動 - 福岡竜馬（2003年 - 2024年6月）現スポーツ部長 ミヤギテレビ - 加藤智也（2011年 - 2016年） - 松原稜典（2015年 - 2023年6月） - 中西涼（2019年 - 2021年）リポートのみ 日テレNEWS24（ロッテ球団制作） - 槇嶋範彦（2018年 - 2020年） - 田中大貴（2020年 - 2022年） - 上野智広（2022年）リポートのみ - 望月佑真（2024年4月27日）リポートのみ 大阪テレビ（のちの朝日放送。1957年 - 1958年途中） - 村上守 - 中村鋭一 中部日本放送（後にCBCテレビ。1957年 - 1959年） - 宇井昇 - 田中良一 東海テレビ（1959年 - 1961年） - 下山順一 中国放送（旧：ラジオ中国。1959年 - 1968年） - 田淵清 RKB毎日放送（旧：ラジオ九州。1958年 - 1958年8月27日） - 榎本猛（NETテレビに移籍後も、野球実況を継続） テレビ西日本（1958年8月28日開局 - 1964年9月） - 堀川洋 - 久保歩 |

## スタッフ
- 技術：石坂忠義、渡邊勇二
- ディレクター：遠山秀太郎、松本和将
- プロデューサー：松岡祐樹（2023年6月 -、以前は、ディレクター）、山下剛司（2025年3月 - ）
- チーフプロデューサー：鶴田史隆（2025年3月 - ）
- データ協力：データスタジアム、NPB・BIS
- 技術協力：日テレ・テクニカル・リソーシズ（NiTRo、東京ドーム開催時と広島主催巨人戦の日本テレビでの地上波放送時のみ）、東京ケーブルネットワーク（巨人主管の2軍戦・東京ドーム開催時、春季キャンプ中継、プレ・ポストゲームショーのみ）
- 制作協力：
  - 巨人戦:日テレアックスオン（AX-ON、東京ドーム開催時と日本ハムおよび広島主催巨人戦の日本テレビでの地上波放送時のみ）、オフィスて・ら（東京ドーム開催時と日本ハムおよび広島主催巨人戦の日本テレビでの地上波放送時のみ）および系列各局（巨人主管試合の地方開催、および対阪神戦以外の巨人ビジター扱いとなる試合の開催地地元局）
    - 2022年4月12・13日に行われた巨人軍史上初の沖縄県内での公式戦主管ホームゲームであるDeNA戦（沖縄セルラースタジアム那覇。BS・CSにて放送）は地元局の技術協力のクレジットがなく、通常の東京ドーム開催と同じく日テレ本社と技術会社のスタッフのみで製作を行った[120]。
    - テレビ金沢開局前の石川県立野球場や、石川県営兼六園野球場など石川県での公式戦主管ホームゲームは北日本放送（富山県）が制作協力を担当していた。
    - 宮崎県での試合は、オープン戦を含めて試合時間や現地でのネット状況により、テレビ宮崎（クロスネット局）制作協力の時と、系列外の宮崎放送（TBS系列）制作協力の時とがあった。

  - ロッテ戦:フジ・メディア・テクノロジー（2023年9月まで東京フィルム・メート。フジテレビジョン系の映像技術会社再編による合併のため、同10月以後fmtが承継）
- 製作著作：
  - 巨人戦:日本テレビ（広島対巨人戦やBS日テレで放送のソフトバンク戦は制作協力扱い、日本ハム対巨人戦は札幌テレビと共同製作著作名義）、ytv（2013年現在阪神主催のみ。過去には南海・近鉄・オリックス主催も。関西圏で開催の巨人主催試合は日本テレビ製作著作のため技術協力局扱い）、広島テレビ（広島主催のみ、2010年までは対巨人戦は制作協力扱いだった）、福岡放送（ソフトバンク主催のみ）、札幌テレビ（日本ハム主催のみ。対巨人戦の日本テレビでの地上波放送時は日本テレビとの共同製作著作名義）
  - ロッテ戦:千葉ロッテマリーンズ

歴代のスタッフ
- 技術：上野昭司、古井戸博、飯島章夫、杉本裕治、山本英雄、加藤浩、福王寺貴之、佐治佳一、黒木貴博、神田洋介、伊藤秀雄、山本聡一
- ディレクター：梅垣進、市川浩崇、紀内良彦、矢嶋哲也
- プロデューサー：岩崎晃、若月寿朗、濱崎泰彦（濱崎→2015年6月 - 2017年9月）、鶴田史隆（鶴田→2018年3月30日 - 2019年5月、以前は、ディレクター）、木村拓也（木村→2019年6月 - 2021年9月、以前は、ディレクター）、野中敬義（2022年4月 -2023年5月）、望月浩平（2023年6月 - 2024年）、角田久美子（2018年3月30日 - 2024年）
- チーフクリエイター・プロデューサー：岡田謙吾
- チーフプロデューサー：小湊義房→松本達夫→今村司→高橋知也→今村司→黒岩直樹→岩崎泰治（岩崎→2015年6月 - 2017年5月末、以前は、プロデューサー）→宗田英成（宗田→2017年6月 - 2018年5月末）→木戸弘士（2018年6月 - 2021年9月、以前は、ディレクター）→笈川真（2022年4月 - 2023年5月、2017年6月 - 2021年9月はプロデューサー、以前は、技術）→佐々木聡史（2023年6月 - 2024年、2022年4月 - 2023年5月までプロデューサー）

※その他、系列局の技術スタッフ、ディレクター、プロデューサーが携わる。

## 主な出来事

### 2004年以前
天覧試合
1959年6月25日、日本プロ野球として史上初（かつ2024年現在唯一）の天覧試合として「巨人対阪神」が行われ、この模様が、NHK総合テレビジョンとの並列で、全国12放送局 に中継された。当時プロ野球中継は20時から始まるのが通例であったが、この日は特別に試合開始の19時から放送を開始し、ニッカウヰスキーの1社協賛として放送された。当日の朝日新聞（東京版） には「晴れの天覧ナイター!ニッカウヰスキーが全国テレビ中継で、今夜の巨人対阪神戦を皆様にお送りします」「この番組は日興証券、高級時計のタカノ、日本ビクターのご好意《原文ママ》により、ニッカがお送りします。雨天中止の場合には上記スポンサーの番組が放送されます」と、ニッカ以外に当該時間帯にレギュラー番組を協賛するスポンサーへの配慮も掲載されていた。なお『ご好意』という表現については、後年のフジテレビ系列『ミュージックフェア』に於けるプロ野球中継延長差し替え時に『スポンサー（ここでは一社提供元の塩野義製薬）のご厚意により』との断り書きが流行、以降他局でも野球やプロレスなどのスポーツ中継延長時に『ご厚意』の表記で定着する。

王756号における顛末
1977年9月3日の巨人対ヤクルト戦（後楽園球場）は巨人・王貞治のプロ通算本塁打756号の世界新記録がかかっており、全国民が注目した。当時の中継の放送時間は19:30〜であった。ところが、3回裏、王の756号本塁打が達成された19:10、その時間、日本テレビ系列では『そっくりショー（第4期）』（読売テレビ制作、19:00-19:30）を放送しており、記録達成の瞬間を見られなかった視聴者からの苦情が日本テレビなどに殺到。物議を醸す結果となった。
- なお、この当時の実況映像は、生中継が開始された19時30分から冒頭約10分で録画中継され、その後の王の関連ドキュメンタリーなどで見ることができるほか、その当時の放送のほぼ完全ノーカット版が、日テレジータスの巨人軍90周年「あなたが選ぶ巨人軍ベストゲーム」の第17回（初回2024年5月27日放送）として紹介され、試合終了後に行われた王のスピーチや記念表彰式も完全放送された。当時の実況は浅見源司郎アナウンサー。
- この模様はその後の『NNNスポーツニュース』、更には『全日本プロレス中継』を急遽繰り下げて行った特番でも放送された。
- 皮肉にもその前日の9月2日では、『歌まね合戦スターに挑戦!!』と『カックラキン大放送!!』を中止して19:00-20:00の予定で放送したが、それでも756号が出ないので、急遽『太陽にほえろ!』を中止し（『太陽にほえろ!』が野球で中止になるのはこれが初）20:54までの予定で放送し続けたが、とうとうその日は756号が出ない結果となった。

江川卓の初登板
1979年6月2日、江川卓が巨人対阪神戦（後楽園球場）でプロ初登板を行った。
当初は19時から実況中継する予定になっていたが、それに先駆け『NNN JUST NEWS』の開始当初である18時30分から数分間、録画中継にてその立ち上がりの模様が紹介された。

1982年10月での編成の結果
10月になっても巨人と中日がデットヒートを繰り広げていた1982年では、10月3日放送予定の『決定版!スターが挑戦!!びっくり日本新記録』（19:00 - 20:54。読売テレビ制作）と、翌4日放送予定の『勝抜きドンドン歌合戦』（19:30 - 20:00）と『ザ・トップテン』（20:00 - 20:54）を、それぞれ巨人対大洋戦（後楽園球場）に差し替えた。この内『トップテン』は公開場所の渋谷公会堂で番組を収録し、翌5日の16:00にノンスポンサーで差し替え放送を行い、『ドンドン』は翌週の11日に延期したが、『日本新記録』は10日開始の生放送情報番組『久米宏のTVスクランブル』（日曜20:00）との兼ね合いもあってすぐには延期できず、放送はずっと後になり、1983年1月2日の18:30 - 20:54に内容を再編集した正月特番として放送した。ところが競技の中の一つ「人力いかだコンテスト」の中に、日本テレビで1982年秋に開始したテレビアニメ『忍者マン一平』・『ときめきトゥナイト』・『一ッ星家のウルトラ婆さん』（読売テレビ制作）の宣伝を兼ねたいかだ「一ッ星! ときめき忍者号」が出場したのに、放送された時は『一平』は既に1982年12月27日で放送を打ち切られ、『ウルトラ婆さん』もあと2回で放送を打ち切られる（1983年1月15日終了）事が決まっていたため、番宣としては全く役に立たない結果となってしまった。

早朝の録画ナイター（関西ローカル）
1987年8月29日に行われた阪神対中日（甲子園）の土曜ナイターは読売テレビが関西ローカルで放映権を持っていたが、当時、世界陸上競技大会ローマ大会が行われ、通常録画ナイターを行う深夜1時台から2時台はそれを優先せざるを得なかったため、競技終了後の8月30日日曜日の早朝4:45から6:00に「モーニングナイター」として放送したことがあった。（当時は24時間放送は24時間テレビ開催日と年末年始以外はめったになかった。また中継は途中のCMを一切挟まなかった）

ドーム球場初の試合中止の対応
1990年8月10日に行われる予定だった巨人対中日戦（東京ドーム）は、中日選手が東京へ移動する際の手段として使われる東海道新幹線が豪雨による浸水で不通となり、移動が出来なくなり試合中止となるドーム球場で初めてのアクシデントに見舞われた。その為予定していた19時からの中継は30分で切り上げ、東京ドームからは当日の選手らの表情やペナントレースの行方などを伝え、19:30からはドキュメンタリー映画を急遽編成した。
他に1996年9月22日の巨人対中日、2001年8月22日の巨人対横浜、並びに2002年10月1日の巨人-ヤクルト（全て会場:東京ドーム）も台風接近による観客の安全を考慮して中止したことがあり、その時は台風情報を折込みながら東京ドームから特集を放送した。

2000年セ・リーグ優勝時の対応
2000年9月24日放送の巨人対中日21回戦では、9回表まで中日が4点をリードし0-4としていたが、9回裏に巨人が中日の先発前田幸長をようやく攻略し、無死満塁の場面を作った。ここで中日は前田を諦めて抑えの守護神ギャラードを投入したが、マルティネスが三振に倒れた後、江藤智（同点満塁）・二岡智宏（サヨナラ優勝決定）の2者連続ホームランで巨人が4点差をひっくり返して勝利（5x-4）し、1996年以来4年ぶりのリーグ優勝を決めた。これにより、中継自体は90分延長の22時24分まで放送し、その後『NNNニューススポット・あすの天気』を挟み、22時30分〜23時には「優勝祝賀会」を生中継した。そのため、本来21時から放送する予定だったスペシャルドラマ『サイコメトラーEIJIスペシャル・殺人シェフ』が予定より2時間遅れて23時開始となり、本来23時（通常は22時）から放送する予定だった『おしゃれカンケイ』『進ぬ!電波少年』『ダウンタウンのガキの使いやあらへんで!!』（およびそれ以降の）レギュラー番組が予定より2時間（通常より3時間）遅れてそれぞれ翌25日（月曜日）の1時・1時30分・1時56分開始となった。

FIFAワールドカップ放送に伴う二転三転の試合日延期
2002年6月11日に巨人対ヤクルト戦の試合を予定していたが、日本テレビでは『2002 FIFAワールドカップ 1次リーグ・カメルーン対ドイツ戦』編成の為10月1日の同一カードに振り替え。しかし当日は季節外れの台風の為中止。10月10日に延期されたが予定通り試合が行われた。

FIFAワールドカップ放送で薄暮&デーゲーム開催
同じく2002年6月15日に甲子園球場で阪神対巨人戦があったが、その後日本テレビ系列では『2002FIFAワールドカップ 決勝トーナメント・デンマーク対イングランド戦』が20:30にキックオフされるため、試合開始時刻が17:00に変更された。番組は18:10-20:04（延長なし）に放送。そのため『TVおじゃマンボウ』を休止し、その後の『NNNニュースプラス1・サタデー』『モグモグGOMBO』を50分繰上げた。
更に同年6月23日から25日に開かれた対広島戦（札幌ドーム）も6月25日に日本テレビ系で準決勝・ドイツ対韓国の試合中継を行うことを考慮し、3日間とも14時からのデーゲームとして行った。また、この年の6月23日に放送された『タマノイ酢よみうりオープン』（読売テレビ制作）の最終日は1998年以来の生中継になった。
北海道シリーズでは2000年まで使われた札幌市円山球場や旭川スタルヒン球場などに於ける主催試合を平日ながら（これらはナイター設備がないため）デーゲームで行っていたが、2001年に札幌ドームが竣工してからは原則ナイターで行われている（ただし、2008年・2009年は旭川での平日デーゲームを開催した）。

SMAP MIJナイター
2003年6月25日、巨人対横浜戦を『スーパーテレビ情報最前線 MIJ SMAP×JAPAN』の番宣として『SMAP MIJナイター』と称した特別企画が組まれ東京ドームにメンバーが招かれた。

### 2005年以降

#### 開幕カード
2005年
2005年3月26日、この年発足した東北楽天ゴールデンイーグルスの開幕戦・対千葉ロッテマリーンズ戦（千葉マリンスタジアム）を日本テレビ・ミヤギテレビ・テレビ信州との3局ネットで放送。日本テレビがパリーグ開幕戦を中継するのは極めて異例。
2009年
4月3日からの巨人対広島開幕3連戦（東京ドーム）を地上波全国ネットで中継。3日は開幕3連戦で史上初めて地上波・BS日テレ・日テレジータスの3波が揃って試合開始から生中継を行う。
2010年
3月21日の日本ハム対ソフトバンク戦（札幌ドーム）を福岡放送で生中継。
3月26日-28日は全国放送で巨人対ヤクルト戦（東京ドーム）を生中継。
2011年
4月12日は1952年のフランチャイズ制度導入後では史上初となる、地方球場での巨人主管開幕戦「巨人対ヤクルト」（ユーピーアールスタジアム（宇部市野球場））を地上波で17時50分から20時54分（最大延長21時24分）に生中継。なお当初予定していたBS日テレでは放送休止となった。BS日テレでの最初の放送は同じカードの4月13日の試合（会場・北九州市民球場　BS日テレ・日テレジータス完全中継。地上波は19時から20:54）となるが、開幕戦で予定していた3D中継は見送られた（その後も延期のメドが立たないまま、2011年度の3D中継は実施されず終いとなった。詳細は後述参照）。なお、札幌テレビは両日ともに日本ハム対西武戦（札幌ドーム）に差し替え。
2012年
3月30日 - 4月1日　開幕カードである巨人対ヤクルト（東京ドーム）を地上波と日テレジータスで生中継（BS日テレは放送なし）。31日・4月1日は地上波・BS日テレ・日テレジータスの3波同時放送。
2013年
3月29日　開幕カードである巨人対広島（東京ドーム）を放送。ただし、札幌テレビは西武対日本ハム（西武ドーム）、ミヤギテレビ、福岡放送はソフトバンク対楽天（福岡ヤフオク!ドーム）に差し替え。
2014年
3月28日　開幕カードである巨人対阪神（東京ドーム）を放送。ただし、札幌テレビは日本ハム対オリックス（札幌ドーム）、ミヤギテレビは西武対楽天（西武ドーム）に差し替え。
2015年
3月27日からの巨人対DeNA開幕3連戦（東京ドーム）を放送。第1戦は17時50分から20時54分（最大延長21時24分）の放送枠で中継し（日テレジータスとの同時放送でBS日テレは放送なし）、ローカル中継はこの試合で延長オプションが行使された場合のみ延長して中継する。
札幌テレビとミヤギテレビ（別制作）は第1戦を日本ハム対楽天（札幌ドーム）に、読売テレビは第1戦、第2戦を阪神対中日（京セラドーム大阪）に、広島テレビは第1戦、第3戦を広島対ヤクルト（MAZDA Zoom-Zoom スタジアム広島）に、福岡放送は第1戦をソフトバンク対ロッテ（福岡ヤフオク!ドーム）に差し替え。
2016年
3月25日からの巨人対ヤクルト（東京ドーム）3連戦を放送。第1戦の中継形態は前年と同様である。系列局では以下のカードに差し替えた局がある他、クロスネット局のテレビ宮崎は第1戦を途中からの飛び乗りで中継する。BS日テレ最初の中継は翌26日の同カードを地上波とは実況・解説を別に用意して放送。
- 阪神対中日（京セラドーム大阪）：読売テレビ、中京テレビ（25日、26日。読売テレビ制作）
- 広島対DeNA（マツダスタジアム）：広島テレビ（25日、27日）
- 楽天対ソフトバンク（コボスタ宮城）：ミヤギテレビ、福岡放送（3月25日。両局とも自社制作。16時試合開始のためローカルニュースを差し替えて放送した）
- ロッテ対日本ハム（QVCマリンフィールド）：札幌テレビ（25日）

2017年
3月31日からの巨人対中日（東京ドーム）3連戦を放送。系列局では以下のカードに差し替えた局がある他、クロスネット局のテレビ宮崎は第1戦を途中からの飛び乗りで中継する。BS日テレ最初の中継は翌4月1日の同カードを地上波とは実況・解説を別に用意して放送。
- 広島対阪神（マツダスタジアム）：広島テレビ、読売テレビ（31日、4月1日、実況・解説は両局で異なった）
- 日本ハム対西武（札幌ドーム）：札幌テレビ（3月31日）
- オリックス対楽天（京セラドーム大阪）：ミヤギテレビ（31日、4月2日）

2018年
3月30日からの巨人対阪神（東京ドーム）3連戦を放送。系列局では以下のカードに差し替えた局がある他、クロスネット局のテレビ宮崎は第1戦を途中からの飛び乗りで中継する。BS日テレ最初の中継は翌31日の同カードを地上波とは実況・解説を別に用意して放送。
- 広島対中日（マツダスタジアム）：広島テレビ、中京テレビ（30日、31日、3月30日は実況・解説は両局で異なり、翌31日は2局ネットで放送）
- 日本ハム対西武（札幌ドーム）：札幌テレビ（3月30日）
- ロッテ対楽天（ZOZOマリンスタジアム）：ミヤギテレビ（30日）

2019年
3月29日の広島対巨人（マツダスタジアム）の開幕戦を地上波全国ネット・日テレジータスで中継<解説・山本浩二、江川卓、高橋由伸。実況・森拓磨（広島テレビ）。副音声は亀梨和也、徳井義実（チュートリアル）、桝太一（日本テレビアナウンサー）>。なお、系列局では以下のカードに差し替えた。
- 阪神対ヤクルト（京セラドーム大阪）：読売テレビ
- 日本ハム対オリックス（札幌ドーム）：札幌テレビ
- ロッテ対楽天（ZOZOマリンスタジアム）：ミヤギテレビ
- ソフトバンク対西武（福岡ヤフオク!ドーム）：福岡放送

2020年
6月19日からの巨人対阪神の開幕3連戦を地上波・BS日テレ・日テレジータスで放送。第1戦を地上波全国ネット（クロスネット局のテレビ宮崎は途中飛び乗り）<解説:高橋由伸、実況:田辺研一郎>、第2戦（14:00開始）は14時台は関東ローカル（中京テレビ・読売テレビ・四国放送でも同時ネット）、15時・16時は全国ネット（クロスネット局のテレビ大分でも同時ネット）、第3戦は関東ローカル（山梨放送・福井放送・静岡第一テレビ・中京テレビ・読売テレビ・山口放送・四国放送・長崎国際テレビ・熊本県民テレビでも同時ネット）で各々放送。BS日テレは20日・21日のみ完全生中継で各々放送。なお、系列局では6月19日・20日は以下のカードに差し替え。
- DeNA対広島（横浜スタジアム）：広島テレビ
- 西武対日本ハム（メットライフドーム）：札幌テレビ

2021年
3月26日からの巨人対DeNA（東京ドーム）3連戦を地上波・BS日テレ・日テレジータスで放送。系列局では以下のカードに差し替える局がある他、クロスネット局のテレビ宮崎は第1戦を途中からの飛び乗りで中継する。なお、新型コロナウイルス感染症拡大防止対策の一環で試合開始時刻が17:45に繰り上げられたため、日本テレビほか一部の系列局（秋田放送など）では17:45～17:50の「news every.」枠でトップナイターを編成する。BS日テレ最初の中継は翌27日の同カードを地上波とは別制作で放送。
- 広島対中日（マツダスタジアム）：広島テレビ、中京テレビ（26日、28日）（2局ネット）
- 楽天対日本ハム（楽天生命パーク宮城）：ミヤギテレビ（26日・27日）、札幌テレビ（26日 - 28日）（いずれも別制作）
- ソフトバンク対ロッテ（福岡ペイペイドーム）：福岡放送（26日）

2022年
3月25日からの巨人対中日（東京ドーム）3連戦を地上波・BS日テレ・日テレジータスで放送。系列局では以下のカードを差し替え局がある他、クロスネット局のテレビ宮崎は第1戦を途中から飛び乗りで中継する。BS日テレ最初の中継は翌26日の同カードを別制作で放送（25日も地上波で21:22打ち切り後、142Chを使ったリレー放送を実施）。
- 阪神対ヤクルト（京セラドーム大阪）: 読売テレビ（25日・26日）
- DeNA対広島（横浜スタジアム）: 広島テレビ（25日・26日）
- 楽天対ロッテ（楽天生命パーク宮城）: ミヤギテレビ（25日・26日）
- ソフトバンク対日本ハム（福岡ペイペイドーム）: 札幌テレビ（25日 - 27日）

2023年
3月31日からの巨人対中日（東京ドーム）3連戦を地上波・BS日テレ・日テレジータスで放送。
2024年
3月29日からの巨人対阪神（東京ドーム）3連戦を地上波・BS日テレ・日テレジータスで放送。
2025年
3月28日からの巨人対ヤクルト（東京ドーム）3連戦を地上波・BS日テレ・日テレジータスで放送。
- 系列局の広島テレビ・読売テレビは3月28・30日に広島対阪神（マツダスタジアム）を放送。両日共に読売テレビから人員派遣があり、28日は解説者・実況アナウンサーの配置で副音声を制作（広島テレビがJ SPORTS向けを兼ねる主音声を制作・読売テレビのみ主・副音声の配置が逆転するが、地上波では両局で相互の音声の視聴が可能）、30日は解説者・ベンチレポートアナウンサーを配置しネット受けで放送する（読売テレビでは巨人戦中継枠外をサブチャンネルで放送するマルチ編成を実施）。

#### ポストシーズン
2006年
日本シリーズは巨人が優勝できなかった（セ・リーグは中日ドラゴンズ優勝）こともあり、テレビ東京系列（第4戦、テレビ北海道制作協力）を含む民放各局が挙って中継する中で、日本テレビ系列だけが日本シリーズの放映権を獲得出来なかった（2007年も同様）。
2007年
クライマックス・セ - 10月18日と20日の第1戦・第3戦を地上波で中継。中日の3連勝でシリーズが終了したため、第4戦（21日）は放送されず。第3戦は落合博満監督のインタビューが行われている途中（21:23ごろ）で放送を終了した（日テレジータスは完全中継）。
クライマックス・パ - 10月13日に札幌テレビのローカルで「クライマックスシリーズ・パ」第2ステージを中継（日本テレビでの中継は無し）。ソフトバンクが第2ステージに進出した場合に福岡放送での放送権を持っていたが、進出できなかったため、放送無し。
2008年
10月18日に読売テレビ・中京テレビローカルで京セラドーム大阪のセ・リーグクライマックスシリーズ1stステージ第1戦（阪神対中日）を19:00から20:54まで生中継。
10月22日から10月25日（10月23日を除く）はセ・リーグクライマックスシリーズ2ndステージ（巨人対中日）を全国ネットで30分延長（優勝決定試合は試合終了まで）対応で中継したが、札幌テレビでは10月22日はパ・リーグクライマックスシリーズ2ndステージ第4戦（西武対日本ハム戦）の試合に差し替えた。当初は10月26日も組まれる予定だったが、1位チームの1勝と第2戦での引き分けで最上位チームが1勝に加え4勝になった為、放送がなくなった。なお、巨人が日本シリーズ進出が決定した10月25日の第4戦は久々に20%の高視聴率を叩き出した。
11月1日及び11月8日と11月9日の日本シリーズ・巨人対西武戦の中継を実施。なお、土曜日は10月25日のセ・リーグクライマックスシリーズと11月1日・8日の日本シリーズと3週連続で日本テレビが中継した。
2009年
10月21日〜26日、セ・リーグクライマックスシリーズ第2ステージ、巨人対中日戦（東京ドーム）を19:00〜20:54（最大延長は21:24まで。日本シリーズ進出決定戦がある場合は試合終了まで延長）まで放送。巨人が4勝1敗（リーグ優勝チームに与えられる1勝のアドバンテージを含む）で日本シリーズ進出を決めたため、第5、6戦の放送がなくなった。なお、札幌テレビとミヤギテレビは10月21日、22日のみパ・リーグクライマックスシリーズ第2ステージ、日本ハム対楽天戦（札幌ドーム）を放送した。
11月3日〜5日、日本シリーズ、巨人対日本ハム・第3〜5戦（東京ドーム）を全国ネットで17:50〜試合終了まで完全生中継を行った。
2010年
10月17日、福岡放送でパ・リーグクライマックスシリーズファイナルステージ第4戦・ソフトバンク対ロッテ戦（福岡Yahoo!JAPANドーム）を生中継。
2012年
10月17日〜22日、セ・リーグクライマックスシリーズ・ファイナルステージ、巨人対中日戦（東京ドーム）をCSで試合開始30分前から終了まで完全中継。日本テレビ系列地上波で19:00〜20:54（日本シリーズ進出決定戦がある場合は試合終了まで延長）まで放送。BS日テレは第1戦、第3戦はトップ&リレー、第4戦以降は進出決定戦で地上波の延長オプションがあったためトップ中継（第2戦はNHK BS1が放送したため放送なし）。第6戦までシリーズが縺れた末、巨人が4勝3敗（リーグ優勝チームに与えられる1勝のアドバンテージを含む）で日本シリーズ進出を決めた。なお、札幌テレビと福岡放送は10月18日、19日のみパ・リーグクライマックスシリーズ・ファイナルステージ、日本ハム対ソフトバンク戦（札幌ドーム）を放送した。
10月27日、28日、11月3日、日本シリーズ、巨人対日本ハム・第1、2、6戦（東京ドーム）を地上波全国ネットおよびCSの2波同時放送で18:05〜試合終了まで完全生中継を実施した。
2013年
10月16日〜18日、セ・リーグクライマックスシリーズ・ファイナルステージ、巨人対広島戦（東京ドーム）をCSで試合開始30分前から終了まで完全中継。日本テレビ系列地上波で19:00〜20:54（日本シリーズ進出決定戦がある場合は試合終了まで延長）まで放送。BS日テレは第1戦はトップ&リレー、第3戦以降は進出決定戦で地上波の延長オプションがあったためトップ中継（第2戦はNHK BS1が放送したため放送なし）。結果的に巨人が4連勝（リーグ優勝チームに与えられる1勝のアドバンテージを含む）で日本シリーズ進出を決めたため、第4戦以降の放送がなくなった。読売テレビ、広島テレビは10月12日、セ・リーグクライマックスシリーズ・ファーストステージ、阪神対広島戦（阪神甲子園球場）を、ミヤギテレビは10月18日、21日にパ・リーグクライマックスシリーズ・ファイナルステージ、楽天対ロッテ戦（クリネックススタジアム宮城）を放送した。
10月29日、30日、31日、日本シリーズ、巨人対楽天・第3、4、5戦（東京ドーム）を地上波全国ネットおよびCSの2波同時放送で18:05〜試合終了まで完全生中継を実施。
2014年
10月15日〜18日、セ・リーグクライマックスシリーズ・ファイナルステージ、巨人対阪神戦（東京ドーム）をCSで試合開始30分前から終了まで完全中継。日本テレビ系列地上波で19:00〜20:54（第2戦は中継なし。日本シリーズ進出決定戦がある場合は試合終了まで延長）まで放送。BS日テレは第1戦と第3戦はトップ&リレー、第4戦は以降進出決定戦で地上波の延長オプションがあったためトップ中継（第2戦はNHK BS1が放送したため放送なし）。結果的に阪神が4連勝（リーグ優勝チームの巨人には1勝のアドバンテージが与えられていたが、1勝も挙げることなく敗退）で日本シリーズ進出を決めたため、第5戦以降の放送がなくなった。読売テレビ、広島テレビは10月11日、セ・リーグクライマックスシリーズ・ファーストステージ、阪神対広島戦（阪神甲子園球場）を、福岡放送と札幌テレビは10月16日、17日にパ・リーグクライマックスシリーズ・ファイナルステージ、ソフトバンク対日本ハム戦（福岡 ヤフオク!ドーム）を放送した。
2015年
10月10日〜12日、セ・リーグクライマックスシリーズ・ファーストステージ、巨人対阪神戦（東京ドーム）をCSで試合開始15分前（第1、3戦のみ。第2戦は30分前）から終了まで完全中継。日本テレビ系列地上波で第1戦は15:00〜17:00、第3戦は14:55 - 16:53（2試合とも全国ネット。放送時間の延長なし。読売テレビのみ第1戦は14:00 - 15:00に先行放送。第2戦は15:00 - 17:00（最大30分延長））に放送した。BS日テレは第1戦と第3戦はトップ&リレー（第2戦はNHK BS1が放映権を持っているため放送なし）で放送した。
札幌テレビは10月12日にパ・リーグクライマックスシリーズ・ファーストステージ、日本ハム対千葉ロッテ戦（札幌ドーム）をクライマックス・セの巨人対阪神第3戦を差し替えて放送した。
福岡放送は10月15日にパ・リーグクライマックスシリーズ・ファイナルステージ、福岡ソフトバンク対千葉ロッテ戦（ヤフオクドーム）第2戦を放送。
この年はヤクルトとソフトバンクが日本シリーズに進出したが、日本テレビ系列では日本シリーズの放映権を獲得できなかった。
2016年
10月8日〜10日、セ・リーグクライマックスシリーズ・ファーストステージをCSで全試合、地上波全国ネットでは第1・3戦を中継。BSでは第1・3戦のトップ&リレー中継を実施した。
ローカル中継では、広島テレビが10月14日・15日のセ・リーグクライマックスシリーズ・ファイナルステージ第3・4戦、札幌テレビが10月16日のパ・リーグクライマックスシリーズ・ファイナルステージ第5戦、福岡放送が10月9日の同ファーストステージ第2戦と10月16日のファイナルステージ第5戦を、それぞれ自社制作で放送した。
日本シリーズはセ・リーグは広島東洋カープ、パ・リーグは北海道日本ハムファイターズが進出し、第6戦（10月29日 マツダスタジアム）を日本テレビ製作著作（広島テレビ、札幌テレビ、日テレアックスオン制作協力）で地上波全国ネット（テレビ宮崎除く）・日テレジータスで試合終了まで中継し、実況・解説はいずれも広島テレビと札幌テレビとフリーの本数契約から動員した（野村・山本〈浩〉は日本テレビとも契約あり）が、制作スタッフは日本テレビを中心に広島テレビ・札幌テレビ・日テレアックスオンなどが共同で動員した。
2017年
10月16日の『パ・リーグクライマックスシリーズ・ファーストステージ「西武対楽天」』（メットライフドーム）をミヤギテレビで放送。
10月17日の『セ・リーグクライマックスシリーズ・ファーストステージ「阪神対DeNA」』を読売テレビで当日深夜に録画中継 で放送。
10月18日の『セ・リーグクライマックスシリーズ・ファイナルステージ・「広島対DeNA」』を広島テレビ、『パ・リーグクライマックスシリーズ・ファイナルステージ「ソフトバンク対楽天」』を福岡放送・ミヤギテレビで放送（実況・解説は各局で異なった）。
2018年
10月14日、札幌テレビは自社制作でパ・リーグクライマックスシリーズ・ファーストステージ第2戦、ソフトバンク対日本ハム（福岡ヤフオク!ドーム）を札幌テレビローカルで放送。
10月18・19日、セ・リーグクライマックスシリーズ・ファイナルステージ第2・3戦、広島対巨人（マツダスタジアム）を広島テレビ（広島県ローカル）・BS日テレ・日テレジータスで同時放送。両日とも制作著作は広島テレビだったが、日本テレビが制作協力として参加した。
日本シリーズはセ・リーグは広島東洋カープ、パ・リーグは福岡ソフトバンクホークスが進出し、第4戦（10月31日 福岡 ヤフオク!ドーム）を2016年同様日本テレビ製作著作（広島テレビ、福岡放送、日テレアックスオン制作協力、福岡放送、日テレ・テクニカル・リソーシズ、クロステレビビジョン技術協力）で地上波全国ネット（テレビ大分は19:00から、テレビ宮崎除く）と日テレジータスで試合終了まで中継し、実況・解説はいずれも広島テレビと福岡放送から動員した（野村は日本テレビとも契約あり）が、制作スタッフは日本テレビを中心に広島テレビ・福岡放送・日テレアックスオンなどが共同で動員した。
2019年
10月5日、ミヤギテレビ・福岡放送でパ・リーグクライマックスシリーズ・ファーストステージ第1戦、ソフトバンク対楽天（福岡ヤフオク!ドーム）を放送（両局とも自社の出演者により別制作）。
10月9日〜11日、セ・リーグクライマックスシリーズ・ファーストステージ、巨人対阪神（東京ドーム）をCS日テレジータスで完全生中継。地上波では第1戦・第3戦を19:00 - 20:54（第3戦のみ22:44まで延長放送）に日本テレビ系列全国ネットで放送（第2戦は19:00 - 20:54に読売テレビ・BS日テレ・日テレジータスで放送）。BS日テレは第1戦と第3戦はトップ&リレー（第3戦はトップ中継のみ）、第2戦を完全生中継で放送。
10月10日、福岡放送でパ・リーグクライマックスシリーズ・ファイナルステージ第2戦、11日に第3戦、西武対ソフトバンク（メットライフドーム）を放送（終了後、日本テレビ系列で放送していた「セ・リーグクライマックスシリーズファイナルステージ・巨人×阪神 第4戦」を22:44まで放送）。
日本シリーズは読売ジャイアンツと福岡ソフトバンクホークスの対戦となり、第3戦（10月22日）、第4戦（10月23日）を日本テレビ制作の地上波全国ネットと日テレジータスで試合終了まで放送。
2020年
11月14日、福岡放送でパ・リーグクライマックスシリーズ第1戦、ソフトバンク対ロッテ（福岡PayPayドーム）を放送。
日本シリーズは読売ジャイアンツと福岡ソフトバンクホークスの対戦となり、第1戦（11月21日）、第2戦（11月22日）を日本テレビ制作の地上波全国ネットと日テレジータスで試合終了まで放送。
2021年
11月6日・7日に読売テレビでセ・リーグクライマックスシリーズ第1戦、阪神対巨人（甲子園）を放送（日本テレビ系列での放送はなし。BS放送は両日ともにNHK BS1が自社制作で、CS放送は6日はスカイAが、7日はGAORAが何れもTigers-ai制作分を各々放送）。
パ・リーグクライマックスシリーズロッテ対楽天（ZOZOマリン）の全試合を日テレNEWS24で、7日の第2戦をミヤギテレビ（日テレNEWS24とは別制作で放送）で各々放送。
巨人がセ・リーグのクライマックスシリーズでヤクルト（リーグ優勝チーム）とのファイナルステージに敗れたこと などから、日本テレビ系列は日本の民放テレビネットワークで唯一、ヤクルトとオリックスによる日本シリーズの放映権を獲得できなかった。
2023年
10月20日（金曜日）に、セ・リーグクライマックスシリーズ・ファイナルステージ第3戦（甲子園球場の阪神対広島ナイトゲーム）の中継を読売テレビが制作。試合途中の18:15から、広島テレビとの2局ネットで試合終了まで放送した（広島テレビでは他競技の中継などによる要員の都合上、別制作を見送った）。
このステージでは、「リーグ優勝チーム」として1勝分のアドバンテージを与えられていた阪神が、10月18日（水曜日）の第1戦から2連勝。第3戦にも勝利すれば、2014年以来9年振りの日本シリーズ進出が決まることになっていた。第3戦の放送権を保有していた読売テレビでは、第3戦の試合展開に応じて、通常は21:00以降に編成している『金曜ロードショー』（日本テレビ制作の全国ネット番組）を差し替えたうえで中継を延長する可能性があることを番組表などで告知していた。
第3戦が阪神のリードで進みながら21:00までに決着しなかったため、読売テレビと広島テレビでは、『金曜ロードショー』の放送を休止したうえで第3戦の中継を延長。結局は阪神がリードを保ったまま勝利したため、試合が21:41に終了してからも、岡田彰布（阪神監督）に対する「クライマックスシリーズ優勝監督インタビュー」や阪神の同シリーズ優勝セレモニーを2局ネットで放送した。ビデオリサーチの調査によれば、読売テレビの放送対象地域である関西地区の平均視聴率は、個人で8.3%、世帯で14.3%。さらに、試合終了の時点で瞬間最高視聴率を記録した（個人で13.2%、世帯で22.4%）。
当日の『金曜ロードショー』では、地上波テレビとしては初めて、『余命10年』（2022年公開の実写映画）を23:20まで放送していた。一方の読売テレビでは、阪神戦の中継を終えてからも、阪神のセ・リーグ優勝記念特別番組（優勝が決まった9月14日の深夜＝15日の未明に関西ローカルで生放送）のダイジェスト映像を23:20まで放送。広島テレビでは、この映像を広島の攻撃シーンが中心のイニングリプレイ（読売テレビからの裏送り）映像に差し替えることによって23:20までの放送枠を消化した。なお、広島テレビでは10月28日（土曜日＝日本シリーズ第1戦開催日）の午後、読売テレビでは11月18日（日本シリーズ終了翌週の土曜日）の午後に『余命10年』のローカル向け振り替え放送を実施。
9月14日（木曜日）には、阪神がセ・リーグ優勝へのマジックナンバー1で巨人とのナイトゲーム（甲子園）に臨んでいた。読売テレビでは、阪神の優勝がこの試合で決まらなかった場合に備えて、広島テレビが広島ローカル向けの放送を前提に制作する翌15日（金曜日）の広島対阪神戦（マツダスタジアムでのナイトゲーム）中継（18:15 - 21:00）を放送することを13日に急遽決定（同時ネットか別制作かは不明）。他の在阪地上波テレビ局が15日の広島戦中継を放送しないことを受けての決定だった が、実際には阪神の優勝が14日（巨人戦での勝利）で決まったため、広島戦の中継については当初の予定に沿って広島ローカルで放送された（読売テレビでは通常編成で対応）。
日本シリーズの開催に際しては、阪神に加えてオリックス・バファローズが進出したことを受けて、日本テレビ系列が第4戦（甲子園球場でのナイトゲーム）の放映権を獲得。日本テレビ系列による日本シリーズ放映権の獲得は、前述した2020年以来3年振りで、両球団の地元局である読売テレビでは11月1日（水曜日）に第4戦の生中継を全国ネット向けに実施した。ただし、2020年までの日本テレビ系列における日本シリーズ中継と違って、日テレジータスでは放送されなかった。
第4戦中継の平均視聴率は、関西地区で世帯27.7%／個人で17.5%、日本テレビの放送対象地域（関東地区）で世帯11・7%／個人6・8%。第3戦まで地上波の他系列で放送されていた中継（第1戦は関西テレビ〈制作協力扱い〉とフジテレビ・第2戦はテレビ大阪〈ノンクレジット扱いながら協力〉とテレビ東京・第3戦は毎日放送とTBSテレビが共同で制作）を上回ったほか、第3戦まで1勝2敗だった阪神が9回裏に大山悠輔のサヨナラ安打で勝利を決めた22:17には、関西地区で瞬間最高視聴率を記録した（世帯で40.6%、個人で26.4%）。ただし、編成上の事情から、ヒーローインタビューが始まる前に中継が終了。第1戦から第3戦まで（勝利監督インタビューとヒーローインタビューを含む）「完全生中継」を実施してきたNHK BS1も、第4戦については当初から中継を予定していなかったため、テレビでは両方のインタビューがリアルタイムで一切放送されなかった。ただし、インターネットでサイマル配信を実施していたHuluでは、インタビュー動画を読売テレビからの裏送りで流している。

#### その他
オールスターゲーム
2007年7月20日は、第1戦を東京ドームから中継。副音声では、日テレ系情報番組の出演者が番組を進行した（副音声は日テレジータスでも実施。そのため、この時地上デジタル未開局で地上アナログによる音声多重放送の行われていなかった札幌テレビの道央圏以外の地域でも聴くことができた）。地上波・日テレジータスともに試合終了まで完全生中継をおこなった。
2009年7月24日、18:20（テレビ宮崎は19:00から飛び乗り）から20:54（試合終了まで延長のため21:34）まで全国ネットでマツダオールスターゲーム2009第1戦（札幌ドーム）を放送。なお日本テレビ系でのオールスターゲーム中継はこの年を最後に行われていない。
日米野球
2006年11月2日の巨人対大リーグの親善試合及び3日の開幕戦（いずれも東京ドーム）、7日の第4戦（京セラドーム大阪）、8日の最終戦（福岡Yahoo!JAPANドーム）を中継。
2014年11月11日の日本プロ野球80周年記念試合・阪神・巨人連合軍対大リーグ選抜（甲子園）及び12日の第1戦（京セラドーム大阪）、14日、15日の第2、3戦（いずれも東京ドーム）を中継。
2018年11月8日の巨人対大リーグのエキシビジョンゲーム及び9日の第1戦（いずれも東京ドーム）、13日の第4戦（MAZDA Zoom-Zoom スタジアム広島）を中継。
アジアシリーズ
2006年11月9日に東京ドームで行われた第1戦、北海道日本ハムファイターズ対サムスンライオンズ（韓国）を中継。この試合が2006年の日本テレビ系での最後の野球中継となった。
2007年のアジアシリーズは例年通り、日本テレビ・TBSテレビ・テレビ朝日での放送。日本テレビが放送したのは中国戦（11月10日）と決勝戦（11日）で、10日の試合では中京テレビ開局以降としては初めて中日ドラゴンズがホームユニフォーム着用して行う単独チームとしての中日戦の中継が放送されることとなった。
メジャーリーグ中継
2008年に4年ぶりに開催されるメジャーリーグ・ベースボール（MLB）の公式戦開幕シリーズ「08リコーMLB公式戦 ボストン・レッドソックス対オークランド・アスレティックス」（3月25日・3月26日）に先駆けて、3月22日・3月23日に東京ドームで行われた巨人と阪神とのオープン戦を生中継。（変則ダブルヘッダーで、第1試合が日中の阪神戦、第2試合がゴールデンタイム枠で行われる巨人戦）
2012年3月28日・29日、東京ドームで行った大リーグ開幕戦「マリナーズ対アスレチックス」を中継。
なお、日本テレビは民放キー局で唯一、放映権料の高騰を理由として、2009年にMLBの放映権と映像使用契約の更新をしなかった。そのため、日本開催分以外の通常の公式戦については中継はおろか、日本テレビ系列のニュース・情報番組でもMLB関連の映像を使用することは出来ず、現地の新聞社や通信社などから提供を受けた写真（静止画）のみで経過を伝えていたが、先述の2018年11月13日の日米野球第4戦において放送された50秒間のオープニングでは、前田健太に限ってMLBのロゴと「ⒸMLB2018」のスーパーが書かれている映像を使用していたことが確認できる。13年ぶりに使用契約を結んだ2023年シーズンからは映像の使用が可能となった。
日テレ開局記念ナイター（開局記念シリーズ）
- 2014年まで平年8月中旬か下旬に行われいた巨人主催試合の1シリーズ・3連戦は、1953年8月29日「巨人対阪神戦」で日本テレビ第1回目のプロ野球中継の開始、およびその前日の8月28日の日テレ開局記念日にちなんだ「日本テレビ開局記念シリーズ」が行われていた。
  - 2007年8月7-9日の巨人対阪神戦は「日本テレビ開局記念　GIANTS PRIDE　キッズシリーズ」と題して3戦とも日テレ系列で放送。24時間テレビの宣伝も兼ねて7日は滝沢秀明、8日はタカアンドトシ、9日は萩本欽一がそれぞれゲストに登場する。なお、3戦ともに地上波で放送されるのは、4月3〜5日の東京ドーム開幕戦中日戦以来。なお札幌テレビは9日については先述の通り差し替え放送（日本ハム対楽天戦）を行った。
  - 2010年8月20・21・22日に日本テレビ開局記念シリーズとして全国放送された巨人対阪神戦（東京ドーム）は地上波・BS・CSの従来からの放送に加え、スカチャン3D（スカパー!HD）によるハイビジョン立体映像放送（スカパー!HDの専用受信機と3Dに対応した受信モニター・眼鏡必要）が実施された（20日を除く）。会場には3D撮影のためのカメラ・中継車を配する他、カメラマンを含む技術スタッフも通常の1.5倍相当の人員を動員する[144]。また、8月20日は副音声のゲストとして、中山秀征（『DON!』）、テリー伊藤（『スッキリ!!』）、羽鳥慎一（『ズームイン!!SUPER』）が出演。翌8月21日はテーマソングを歌ういきものがかりがゲスト出演（試合前の始球式にも登場）した。

※本来であれば、2011年3月25日の巨人対横浜の開幕戦でもBS日テレで、パナソニック協賛「3DVIERAプロ野球開幕戦スペシャル」と題し、BS初となる3D映像での実況中継を実施（17:50-最大21:24まで。21:24以後試合が続いている場合は、地上波の中継最大延長終了後の21:24-21:54に通常画像で中継　地上波・CSは実況は同じであるが映像は通常画像で放送）の予定だったが、東日本大震災の影響によるプロ野球開幕の延期のため実施されず、その後の延期もされなかった。なおこの開幕戦延期に伴い、同日の放送は通常のBS日テレの中継カードが中止になったときの「プロ野球特別番組」ではなく『それいけ!アンパンマンくらぶ』（-19:00まで）と映画『折り梅』（19:00-21:00）が代替放送されたが、3Dではなく通常画質での放送だった[145]。
この企画は日テレ全社・全チャンネル（BS・CS・地デジ）をあげた「3D開発プロジェクト」の一環で、3D中継は巨人戦のブランディング戦略の一環として野球中継の新しい可能性を探る試みを予定していたが[146] 事実上頓挫。2012年度以後も、この3D中継の企画はなされておらず[147]、3Dテレビ自体もメーカーが相次いで販売・製造から撤退し、市場から消滅する傾向から事実上幻の企画となってしまった。
しかしながら、この試みは2012年度「国際3Dアワード」（アメリカ合衆国）のコンクールに出品され、審査員特別賞を受けた。「カメラ位置など、野球の新しい魅力を表現するうえで秀逸だった」ことが表彰の理由とされている[148]
  - 2013年8月29日の試合は「プロ野球中継放送開始60周年記念メモリアルナイター」として開催し、シーズン開始から募集してきた「ベストナイン国民投票」の集計発表（プレゼンターは亀梨・上重）、および長嶋茂雄・王貞治のロングインタビューなどを交えながら放送が行われた。
尚、地上波・衛星波（BS日テレ・日テレG+）で出演者が異なった。地上波（BSリレー） 解説:江川卓・山本浩二 実況:河村亮アナウンサー 、日テレG+（BSトップ） 解説:篠塚和典 実況:佐藤義朗アナウンサー
  - 2014年8月28日も「日本テレビ開局記念ナイタースペシャル」と題し、「日本人の人生を変えたプロ野球名勝負トップ10」をテーマに、視聴者投票による名勝負ベスト10を発表したほか、副音声ゲストとして、長島三奈（テレビ朝日退職・フリー転向後他局初出演）、王理恵ら、巨人軍の歴代の名選手に関係する親族らが多数出演した[149] が、広島テレビでは広島対ヤクルト戦に差し替え、試合や中継番組も広島テレビが開局50周年を迎えた2012年に開始した「“平和へのひと筆”プロジェクト Piece for Peace HIROSHIMA」とのタイアップ企画を織り込んだ「Piece for Peace GAME」として実施された。ミヤギテレビも楽天対西武戦へ差し替えた。

#### その他の演出
- 2007年6月8日の巨人対楽天戦では、V9復刻ナイターと題して6回裏限定でV9当時（1960年代）の野球中継をBGMから字幕スーパーにいたるまで忠実に再現されていた（ただし、リプレイ時の演出は通常のものだった）。これは、巨人軍5000勝記念企画としてV9当時のユニフォームを着用して試合を行ったことにあやかったもの（6月10日からの対日本ハム2連戦でも7回裏限定で実施）。なお、この日は広島テレビと福岡放送は広島対ソフトバンク戦（両局とも同内容で放送し、福岡放送からもリポーターを派遣。J SPORTS同時）に、読売テレビは阪神対オリックス戦にそれぞれ差し替えていた。
- 2013年5月5日の巨人対広島戦は、長嶋茂雄と松井秀喜の国民栄誉賞表彰式、長嶋のスピーチ、松井の引退セレモニー、両名と原辰徳監督、安倍晋三内閣総理大臣による始球式の模様を『長嶋茂雄&松井秀喜W国民栄誉賞!独占生中継スペシャル』として、12:45 - 15:00にローカル枠にて東京ドームから地上波独占生中継。15:00 - 16:55は全国ネットで試合を生中継（副音声実施）。また、広島テレビでは全国ネット分に加えて14:00 - 15:00をローカル枠で、BS日テレでは14:00 - 16:54（最大17:24）で、日テレジータスは13:30から無料放送で試合終了まで生中継する。前半のローカル枠全編ネット局は、日本テレビ・テレビ岩手・福島中央テレビ・山梨放送・テレビ新潟・テレビ信州・北日本放送・テレビ金沢・福井放送・中京テレビ・静岡第一テレビ・読売テレビ・広島テレビ・山口放送・長崎国際テレビ・くまもと県民テレビ、一部中継は、ミヤギテレビ（楽天戦中継に挿入）・福岡放送（ソフトバンク戦中継に挿入）。当初は、テレビ岩手・福島中央テレビ・福井放送のみの放送だったが、当日、ほとんどの日本テレビ系列で同時ネットで放送している、読売テレビ制作の『たかじんのそこまで言って委員会』が休止[150] となるため、ネット局が急増した。また、この日の日テレジータスの放送は、通常試合開始30分前からだが、先述の式典の模様を放送した為、通常より15分早い13:15[151] からの放送となり、深夜のリピート放送は、先述の式典の模様から放送した為、通常より30分長い23:30 - 6日4:00まで4時間半の放送となった。
- 2019年10月11日クライマックスシリーズの巨人対阪神戦は、19:00 - 22:24に全国ネット分として。史上最長の100分延長となった。
- 2022年4月10日、オリックス戦で千葉ロッテの佐々木朗希（会場：ZOZOマリン）が完全試合を達成したが、このテレビ中継は無料BS・地上波では一切放送されず、千葉ロッテ球団製作による日テレNEWS24のみの独占生放送（解説：有藤通世、実況：吉田伸男　制作委託：東京フィルム・メート）であった。これを受け、同25日（当日はNPBの試合が組まれていなかった）の17時-20時に日テレジータスでその生中継の映像をそのままノーカットで再放送された[152]

## その他
- 『劇空間プロ野球』期には、毎年趣向を凝らしたポスターや番宣CMが作られていた。1992年頃は巨人の星の星一徹を起用したり（実写版CMでは一徹役を“リアル星一徹”と称されていた俳優の高松英郎が演じた）、1996年〜1997年頃は当時人気絶頂のSMAPをジャイアンツの選手や長嶋茂雄監督と共演させたりした。
- 巨人軍創立60周年を迎えた1994年、「劇空間プロ野球」のポスターやCMには、長嶋茂雄（当時巨人監督）の選手時代の引退セレモニーの写真に大きく×を付けその下に「巨人を棄てる」という刺激的なコピーと長嶋からの「過去60年の栄光に捉われずまっさらな新球団の様な気持ちで取り組む、60年目の節目を迎えたジャイアンツにご期待ください」旨の内容のメッセージが書かれたデザインが発表された。しかし一部の巨人ファンや別所毅彦等の大物OB、渡邉恒雄ら読売グループ内部から「巨人軍を馬鹿にしている」「長嶋が許してもわしらが許さん」「過去の栄光は何だったのか、ということになる」などと日テレ側に抗議があり、CMはわずか3日でお蔵入りとなった。

### 番組で行われた企画
※過去に開催されたものも含む
- 三塁打クイズ（タイトル通り中継内で三塁打を打つであろう選手を当てる。巨人に限らずセ・リーグの打者であれば対象となり、応募は1シーズン有効であった。クイズ実施後最初に三塁打を打った打者は福王昭仁であったが、その時点での福王への応募者はひとりもいなかった）
- 8時の男（宮田征典の異称「8時半の男」のパロディで、8時の時点で巨人の攻撃なら打席に立つ打者、守備ならマウンドに立つ投手を当てるクイズ）
- ラッキー7携帯クイズ
- 夏休みプレゼントクイズ「私は誰だ」（読売新聞紙面とのメディアミックス企画）
- ファミリーキャッチボール - ウェイバックマシン（2007年5月1日アーカイブ分）（週末の東京ドーム巨人ホームゲーム開催日に実施。参加者は事前に視聴者公募）
- 副音声での実況（クリス・ペプラー、亀梨和也など）※地上波のみ実施（札幌テレビ放送アナログ波の道央圏以外の地域とCS放送日テレジータス〔2007年7月20日のオールスターゲーム中継では実施〕、1996年から2000年まで放送されていたCS★日テレは除く）投球や打撃、選手の動作、審判のジャッジ等に効果音を交え、FM放送を聴いている雰囲気を出していた。また、以前は中京テレビのみ独自にドラゴンズ応援放送を副音声で実施したことがあった。
- 7時のダイジェスト（2005年度より。中継に入る前の6時台の試合の流れを実況ダイジェストで振り返る）
- 7時半のナイター速報（2005年度より。他球場で開かれる試合の途中経過、あるいはデーゲームの結果）。なお2006年まではこの時に札幌テレビでは「Live F」（ライブ・ファイターズ）と題して日本ハムの情報を同局スタジオから伝えていた。更に試合情報を伝えた後に日本ハムの試合展開に動きがあった場合はその都度字幕スーパーで速報を入れていたり、再度スタジオから試合情報を伝えていたが、2007年以降は行われていない。
- 8時のMLB（2005年度より。その日の大リーグ日本人選手の活躍ぶりを振り返る）
- 松井秀喜ホームランカード（巨人入団の1993年からホームランを打つたびに希望者（会員制）に実費プレゼント。番組で告知されることはほとんど無くなったが、企画はメジャーリーグに移籍した後も続けられていた。）
- GWGカード（ジャイアンツ・ウィニングゲーム・カード。2009年以降の公式戦において、巨人が勝利した試合<ホーム・ビジターを問わず>の記録をトレーディングカード形式で発行する。表面はその日の試合におけるヒーローの選手1名のプレー写真、裏面は公式記録を掲載。日テレッス携帯サイトで会員制申し込み。お届けは月間単位）
- 2009年度からBSでは試合ごとに視聴すれば巨人公式ファンクラブのポイントサービス「G-Po」へのポイント（その日の試合で最低1イニングでも視聴していれば1ポイントが加算される。10ポイントで50G-Poのボーナスポイントに交換できる。）を還元するサービス（G-Po会員限定）、CSでは東京ドーム観戦ツアーご招待付きプレゼントクイズが行われる。
  - CSでのクイズは、試合中に4-5問程度、その日の試合の対戦チームなどについて出題するが、そのうちの1問がプレゼントクイズとなる。出題後すぐに放送&ウェブで回答がわかるようになっているが、プレゼントクイズについてはウェブではその回答を隠してある。視聴者はテレビの中継を見て回答を調べ、それをウェブの申し込みフォームに入力して応募する。プレゼント問題でない場合は「なお、この問題はプレゼントクイズではありません。ご了承ください」というアナウンスがある[153]
  - 2011年はクイズ形式ではなく、各試合ごとに発表されるキーワードを発表して、それを応募した人から抽選でプレゼントを行っている。
- 東京ドームで行われるデーゲームについては「一瞬の技にこだわるデーゲーム」と銘打って、毎回ある野球の技術に関するテーマを決めて、それに沿った映像を交えながら解説を加える企画を実施する。
- あの人が選ぶジャイアンツベストゲーム2015
  - 2015年度のシーズンオフ企画として、日テレジータスとしては初となる公式戦アンコール放送を実施。ここでは江川卓、徳光和夫、塙宣之（ナイツ）の3人が、それぞれ2015年度シーズンの公式戦で印象に残った試合を各人3試合ずつ、合計9試合を厳選してその試合と、試合終了後の「先出し!!ポストゲームショー」を含めてアンコール放送する[154]。
- 野球脳サバイバルナイター
  - 2020年8月20日[155] と9月17日[156] の「巨人対阪神」と、8月20日の「巨人対DeNA」[157] で行われた企画。ルールはバッターに1球目が投じられる前に打者ごとに結果を5択（アウト、四球、犠打・犠飛、ヒット、ホームラン）から予想し、的中するとポイントが加算され、5回以降1イニング毎にポイントが低い解説者から1人ずつ脱落していき、試合終了まで残り且つポイントが高い者が最強の解説者となる。第2回からは一般視聴者も参加可能となっている。
  - 8月20日[158] は以下の人物が参加した。
  - 参戦者：山本浩二、江川卓、中畑清、高橋由伸、赤星憲広、伊沢拓司、羽鳥慎一
  - 司会：田辺研一郎
  - 第1回最強の解説者は高橋由伸。
  - 9月17日[159] は以下の人物が参加した。
  - 参戦者：江川卓、高橋由伸、赤星憲広、山本昌、川上憲伸、松中信彦、亀梨和也。
  - 司会：上重聡
  - 第2回最強の解説者は江川卓。
  - 8月20日[160] は以下の人物が参加した。
  - 参戦者：赤星憲広、井端弘和、江川卓、高橋由伸、中畑清、亀梨和也、松原ゆい（ロングアイランド）
  - 司会：上重聡
  - 第3回最強の解説者は松原ゆい（ロングアイランド）。
- 配球王サバイバルナイター
  - 2021年4月15日の「巨人対中日」で行われた企画[161][162]。1球ごとにバッターに投げる球種を4択または5択（主にストレート、スライダー、カーブなど）から予想し、的中するとポイントが加算され、5回以降1イニング毎にポイントが低い解説者から1人ずつ脱落していき、試合終了まで残り且つポイントが高い者が最強の配球王となる。以下の人物が参加した。
  - 参戦者：江川卓、谷繁元信、川上憲伸、里崎智也、石原慶幸、亀梨和也。
  - 司会：上重聡
  - 最強の配球王は里崎智也。
- 野球愛♥ベタ惚れナイター
  - 2021年4月20日の「巨人対阪神」で行われた企画[163][164]。両球団を愛するOB、タレントなどが集結し徹底的に応援する。参加者は亀梨和也の他に、以下の人物が出演した。
  - OB：清水隆行・藤川球児
  - 芸能人ゲスト：遠藤章造（ココリコ）、小杉竜一（ブラックマヨネーズ）、松原ゆい（ロングアイランド）
  - アナウンサー：平松翔馬・佐藤佳奈（何れも読売テレビアナウンサー）、辻岡義堂

#### ベストナイン国民投票
2013年でプロ野球中継60年を迎えた記念として、ベストナインを国民の投票で決める企画。投票結果は2013年8月29日に中継内で発表された。
- 投票結果

| 守備位置     | 選手名         | 得票数 |
| ------------ | -------------- | ------ |
| 先発         | ダルビッシュ有 | 6975   |
| 中継ぎ・抑え | 佐々木主浩     | 11460  |
| 捕手         | 阿部慎之助     | 17909  |
| 一塁手       | 王貞治         | 25143  |
| 二塁手       | 篠塚和典       | 7894   |
| 三塁手       | 長嶋茂雄       | 23239  |
| 遊撃手       | 坂本勇人       | 12395  |
| 外野手       | イチロー       | 27721  |
| 外野手       | 松井秀喜       | 20585  |
| 外野手       | 福本豊         | 7345   |
| DH           | 門田博光       | 6828   |

- 先発

| 順位 | 選手名         | 得票数 |
| ---- | -------------- | ------ |
| 1    | ダルビッシュ有 | 6975   |
| 2    | 金田正一       | 4008 ★ |
| 3    | 江川卓         | 3616 ★ |
| 4    | 内海哲也       | 2945 ★ |
| 5    | 斎藤雅樹       | 2786 ★ |
| 6    | 田中将大       | 2328   |
| 7    | 桑田真澄       | 2126 ★ |
| 8    | 野茂英雄       | 2071   |
| 9    | 村山実         | 1831   |
| 10   | 稲尾和久       | 1822   |

- 中継ぎ・抑え

| 順位 | 選手名     | 得票数 |
| ---- | ---------- | ------ |
| 1    | 佐々木主浩 | 11460  |
| 2    | 山口鉄也   | 8895 ★ |
| 3    | 藤川球児   | 5298   |
| 4    | 江夏豊     | 4046   |
| 5    | 岩瀬仁紀   | 3399   |
| 6    | 浅尾拓也   | 3030   |
| 7    | 上原浩治   | 1279 ★ |
| 8    | 津田恒美   | 1110   |
| 9    | 高津臣吾   | 1043   |
| 10   | 稲尾和久   | 536    |

- 捕手

| 順位 | 選手名     | 得票数  |
| ---- | ---------- | ------- |
| 1    | 阿部慎之助 | 17099 ★ |
| 2    | 野村克也   | 11801   |
| 3    | 古田敦也   | 8622    |
| 4    | 城島健司   | 2157    |
| 5    | 土井垣武   | 1440    |
| 6    | 谷繁元信   | 1279    |
| 7    | 田淵幸一   | 1021    |
| 8    | 森祇晶     | 654 ★   |
| 9    | 伊東勤     | 602     |
| 10   | 矢野燿大   | 594     |

- 一塁手

| 順位 | 選手名               | 得票数  |
| ---- | -------------------- | ------- |
| 1    | 王貞治               | 25143 ★ |
| 2    | 清原和博             | 3905 ★  |
| 3    | ランディ・バース     | 3040    |
| 4    | 落合博満             | 1947 ★  |
| 5    | 小笠原道大           | 1530 ★  |
| 6    | トニ・ブランコ       | 1427    |
| 7    | 稲葉篤紀             | 916     |
| 8    | 飯田徳治             | 848     |
| 9    | 新井貴浩             | 607     |
| 10   | アレックス・カブレラ | 596     |

- 二塁手

| 順位 | 選手名           | 得票数 |
| ---- | ---------------- | ------ |
| 1    | 篠塚和典         | 7894 ★ |
| 2    | 落合博満         | 5543 ★ |
| 3    | 髙木守道         | 3841   |
| 4    | ロバート・ローズ | 3500   |
| 5    | 井口資仁         | 2345   |
| 6    | 荒木雅博         | 2070   |
| 7    | 仁志敏久         | 1969 ★ |
| 8    | 西岡剛           | 1742   |
| 9    | 辻発彦           | 1672   |
| 10   | 立浪和義         | 1345   |

- 三塁手

| 順位 | 選手名     | 得票数  |
| ---- | ---------- | ------- |
| 1    | 長嶋茂雄   | 23239 ★ |
| 2    | 村田修一   | 4348 ★  |
| 3    | 原辰徳     | 2410 ★  |
| 4    | 掛布雅之   | 1972    |
| 5    | 落合博満   | 1743 ★  |
| 6    | 中村紀洋   | 1625    |
| 7    | 中西太     | 1367    |
| 8    | 松田宣浩   | 1351    |
| 9    | 小笠原道大 | 1204 ★  |
| 10   | 小久保裕紀 | 1112    |

   ★
- 遊撃手

| 順位 | 選手名     | 得票数  |
| ---- | ---------- | ------- |
| 1    | 坂本勇人   | 12395 ★ |
| 2    | 松井稼頭央 | 9423    |
| 3    | 鳥谷敬     | 4109    |
| 4    | 井端弘和   | 2943    |
| 5    | 吉田義男   | 2849    |
| 6    | 川相昌弘   | 1728 ★  |
| 7    | 木塚忠助   | 1516    |
| 8    | 高橋慶彦   | 1442    |
| 9    | 石井琢朗   | 1256    |
| 10   | 中島裕之   | 1219    |

- 外野手

| 順位 | 選手名   | 得票数  |
| ---- | -------- | ------- |
| 1    | イチロー | 27721   |
| 2    | 松井秀喜 | 20585 ★ |
| 3    | 福本豊   | 7345    |
| 4    | 長野久義 | 7314 ★  |
| 5    | 秋山幸二 | 7076    |
| 6    | 山本浩二 | 5723    |
| 7    | 張本勲   | 5624 ★  |
| 8    | 糸井嘉男 | 5513    |
| 9    | 高橋由伸 | 5103 ★  |
| 10   | 青木宣親 | 4123    |

- DH

| 順位 | 選手名                   | 得票数 |
| ---- | ------------------------ | ------ |
| 1    | 門田博光                 | 6823   |
| 2    | オレステス・デストラーデ | 3325   |
| 3    | 松中信彦                 | 3153   |
| 4    | アレックス・カブレラ     | 2780   |
| 5    | タフィ・ローズ           | 2750 ★ |
| 6    | ラルフ・ブライアント     | 2730   |
| 7    | 落合博満                 | 1914 ★ |
| 8    | 山﨑武司                 | 1859   |
| 9    | 張本勲                   | 1639 ★ |
| 10   | ランディ・バース         | 1541   |

★は巨人在籍選手

#### ボリュメトリックビデオ中継
2022年4月29・30・5月1日（29日のみナイター、他デーゲーム）の阪神戦にて、ボリュメトリックビデオという映像技術を生かした世界初の実況を試みた（29日は地上波全国放送と・BSリレー中継、30・1日はBSと地上波の関東・関西ブロックネット。また3日間ともCS完全生中継対象）。
これは、キヤノンが開発した映像技術で、複数のカメラで撮影された動画をデータ化して、360度様々な空間・角度からの視点で映像を3Dで再現するというもの。このボリュメトリックビデオ用のカメラを実に80台以上設置して、実際のリアルタイムから3秒程度で様々な角度からプレーを映し出すことができるというもの。なお全編は有料会員制の動画配信コンテンツサイト「GIANTS TV」「hulu」にも提供されている。
2023年シーズンは東京ドームに当撮影機材を設置し、巨人主催試合でリプレイ映像やハイライト映像として中継などに活用される。（あくまでも中継等に使われる技術であり、審判技術に取り入れられるわけではなく、現状では視聴者が楽しむためのものとして使用される。）

### 派生企画
一部終了したものもある
- 「巨人軍春季キャンプ中継20○○（西暦）」 - 2月の巨人軍キャンプ開催日、連日日中に生中継、深夜に再放送。サンマリンスタジアム宮崎、沖縄セルラースタジアム那覇を舞台に行われる巨人軍の春季キャンプ・およびその期間中に行われる紅白戦、オープン戦を含む練習試合の模様をノーカットで紹介する。
- 「ジャイアンツ・イースタンリーグ20○○（西暦）」 - イースタン・リーグ（2軍）の試合の中から、読売ジャイアンツ球場や東京ドームで開催の巨人軍主管の試合を随時放送する。原則生中継であるが、1軍の試合と開催日時が重複した場合はNEARLIVE方式（撮って出し）で当日録画中継する。
  - 原則、解説者と日テレアナウンサーが付く1軍戦と同じ方式の試合中継であるが、巨人軍の1軍主管試合と同日開催である場合は解説者なし、フリーアナウンサー（一部日テレアナウンサー）の実況のみで放送される場合もある。
- 「ジャイアンツビンテージ」 - 日テレに保存されている映像資料のうち、V9（1965年から1973年）を中心にして日テレ開局前期の実況映像を紹介する。
- 「ジャイアンツタイムマシーン」 - 1980年代から1990年代を中心にした実況映像を年度別に取り上げる。2011年には、セントラル・リーグの参加他5球団との対戦カード別名勝負集（各2回）を制作した。
- 「ジャイアンツベストセレクション」 - 巨人軍に所属していたかつての名選手を取り上げて、その選手の印象に残る場面を集めて送る
  - 「松井秀喜のメモリアル」 - 1993年から2002年に読売巨人軍に在籍していた松井秀喜の雄姿を取り上げ、それらの日テレ保存アーカイブを2時間づつ3部構成で製作したもの
- 「ジャイアンツフラッシュバック」 - 主に年末年始に放送される。当該年度巨人主管試合から、好ゲームを選び、それを共通のテーマ（例・サヨナラゲーム特集、活躍した若手選手特集など）にまとめて再構成して送る
- 「ジャイアンツプレミアム」 - 上述各番組を更にコンパクトに30分にまとめた新番組（2010年開始）。毎回あるテーマに沿った名勝負・名場面の特集（例・優勝決定戦特集、大記録達成試合集など）を送る。試合後のフィラー扱いの番組で年度ごとに編集した「GIANTS in 東京ドーム」の派生編ともいえる。
- 「ジャイアンツ名場面カウントダウン」 - 日本テレビプロ野球解説者（一部広島テレビ・読売テレビ解説者含む）が毎回1名ずつ登場し、巨人軍の歴代の試合からの名勝負の数々を選び、ベスト10カウントダウン形式で取り上げる。
- 「GIANTS in 東京ドーム」 - 東京ドーム開場以降の名場面を放送。2014年までは、日テレジータスの放送時間が余っている場合に放送されることが多い。2015-2019年までは「ジャイアンツポストゲーム」を放送した都合で、「東京ドーム巨人主催試合以外」のみで放送していたが、2020年からポストゲームが休止しているため、ほぼ元に戻っている。
- 「巨人軍設立90周年記念・あなたが選ぶ巨人軍ベストゲーム」 - 2024年に巨人軍設立90周年を迎えるにあたり、日本テレビに保存されている巨人戦の中継映像の中からピックアップし、視聴者のファン投票で第1弾・第2弾に分けて選出し、上位のカードをノーカット放送する[169]

以上の番組は2009年まで従来の4:3サイズで制作されているが、2010年の録画再放送後の「GIANTS in 東京ドーム」は標準画質でもレターボックス16:9であるため、超額縁状態となる。なお、2015年度からは東京ドームでの主管試合開催日で試合が早く終了した場合は、後述の新番組「ポストゲームショー」を実質前倒して展開する「先出し!ポストゲーム」を放送することが多くなるため、「GIANTS in 東京ドーム」の放送は事実上地方球場での主管試合か、阪神・広島とのビジターゲーム及び巨人2軍主催試合に限られる（いずれも試合中止になった場合も含む）が、2020年以降は新型コロナウイルス感染拡大の影響で、「ポストゲームショー」（「先出し!!」含む）が休止となる為、巨人の東京ドーム1軍主催試合開催日も放送する。
- 「巨人練習中「直生」」（当該項目参照）
- 「速報!!デジナマ巨人」（当該項目参照）
- 「ジャイアンツ プレ&ポストゲームショー」（2015年3月27日開始。当該項目参照）
- 「ジャイアンツ広場」- 読売新聞映像部制作（「読売新聞ニュース&カルチャータイム」枠で随時放送）。巨人選手の素顔や、ファーム情報、野球普及活動やファンサービスなどについての情報を届ける。
- 「われらG党」 - 読売新聞映像部制作で2011年3月から1年間放送。その日の巨人戦試合速報や選手・OBインタビュー、野球普及活動、トピックスを織り込んだオムニバス形式の番組で、毎週月曜を除く22時台（生中継実施日は試合展開によりずれる恐れあり）に放送された。このうち「なるほど野Q塾」と「あしたのG」は枠解消後もそれぞれ「ジャイアンツ野Q塾」「月間あしたのG〜イースタン・セレクション〜」として単独番組で放送されている。
- 「徳光和夫の週刊ジャイアンツ」 - 2012年4月開始。原則試合のない月曜日に生放送するジャイアンツ情報の番組である。

以上は日テレジータスで放送。
- 「GIANTS ストリーム」 - 読売ジャイアンツ公式ホームページで1週間分のジャイアンツ主催試合をオンデマンド配信。
- 「読売ジャイアンツ球団創設90周年記念ライブビューイング」[170] - 2024年5月3日の対阪神戦での「長嶋茂雄メモリアルデー」、同28日のソフトバンク戦での「王貞治メモリアルデー」のいづれも東京ドームで主管する2試合を「球団創設90周年記念特別試合」[171] として開催するにあたり、当日の試合を映画館でモニター上映するライブビューイングを開催する。当日の日テレ系の中継映像を基に、オリジナルの解説・実況を交えて展開する。なお後者のカードの地上波のテレビ放映は広島地区のみ広島対オリックス戦に差し替えられた（北海道と近畿地区はそれぞれ阪神対日本ハムに差し替えられる予定だったが、雨天中止となり後者のカードがそのまま放送された）。

### テレビゲーム
日本テレビの野球中継とタイアップをした野球ゲームが数作発売されている。

#### 『劇空間プロ野球』時代
もともと、2000年3月30日にスクウェア（後のスクウェア・エニックス）から「劇空間プロ野球 AT THE END OF THE CENTURY 1999」というタイトルでPlayStation 2用ソフトとして発売される予定だった。新ハードであったPlayStation 2の性能を生かした当時としてはハイレベルなグラフィックや、前年新人王を獲得した松坂大輔（当時：西武ライオンズ）が登場することもあって、発売前から注目されていた。
しかし、ソフトの開発が遅れ、発売の延期が決定。前年にコナミ（後のコナミデジタルエンタテインメント）が日本野球機構（以下NPB）から「NPBが保有する知的財産権を野球ゲームにおいて独占的に使用する権利」を取得していたため（権利期間は2000年4月から2003年3月まで）、スクウェアはコナミからサブライセンスを取得しなければならなくなった。しかしコナミが権利を保有する4月1日以降もソフトの宣伝活動を続けたため、NPBの知的財産権を侵害する結果となった。NPBとの問題解決は6月1日まで長引いてしまい、コナミとのサブライセンス契約に至っては7月28日にようやく締結することとなった。ソフトの発売もペナントレースが終盤に差し掛かった9月7日にまでずれ込んだ。選手データは開発時点（1999年シーズン終了時）のままであったため、「2000年シーズン終盤に1999年シーズン終了時のデータの野球ゲームを発売する」という事態になってしまった。これら一連の騒動は大きな話題となった。
こうしたトラブルがあったが前評判は高く、出荷本数は60万本を超えるなど売り上げは好調だった。ゲーム内容については試合のバランスやゲームモードの少なさへの批判が多い。
2002年に同じくスクウェアから発売した「日米間プロ野球 FINAL LEAGUE」があるが、本作とは別物であり、プロ野球中継との関係もない。
PlayStation 2
- 劇空間プロ野球 AT THE END OF THE CENTURY 1999 - 2000年9月7日

実況
- 今井伊佐男

解説
- 江川卓
- 山本浩二
- 掛布雅之

#### 『THE BASEBALL （西暦） バトルボールパーク宣言』時代
2002年にコナミが、ナムコ（後のバンダイナムコゲームス）とフジテレビのタイアップで「熱チュー!プロ野球2002」を発売することを発表したのを受けて、前年暮に発売していた「プロ野球JAPAN2001」の続編「日本プロ野球2002」として発売する予定だった作品を急遽、日本テレビの野球中継とタイアップする形でタイトル変更し、発売された。なお、「プロ野球JAPAN2001」は実況・解説に日本テレビのアナウンサー・解説者を起用していた。
2004年にタイアップを解消し、プロ野球スピリッツ2004を発売する（一部システムは本作を踏襲している）。
PlayStation 2
- THE BASEBALL 2002 バトルボールパーク宣言 - 2002年3月28日
- THE BASEBALL 2003 バトルボールパーク宣言 パーフェクトプレープロ野球 - 2003年3月20日
- THE BASEBALL 2003 バトルボールパーク宣言 パーフェクトプレープロ野球 秋季号 - 2003年9月4日

Xbox
- THE BASEBALL 2002 バトルボールパーク宣言 - 2002年7月11日

ゲームキューブ
- THE BASEBALL 2003 バトルボールパーク宣言 パーフェクトプレープロ野球 - 2003年3月20日

※ゲームキューブ版は、PlayStation 2版との同時発売であり、内容も同一。
声の出演
2002年版はプロ野球JAPAN2001、2003年版はTHE BASEBALL 2003 バトルボールパーク宣言 パーフェクトプレープロ野球を参照。
プロデューサー
- 赤田勲 - 2002
- 奥谷友春 - 2003

## 脚註
1. ↑  ただし、テレビ放送黎明期には、巨人戦以外のカード（セ・パ問わず）も放送していた。（ex:1956年5月13日の「国鉄対広島」（川崎球場）や後述の「阪急対西鉄」（西宮球場）など・出典:「大衆ともに25年沿革史（日テレ社史）に記載のタイムテーブル」）
2. ↑  沖縄県での開催時は、同県で発行されていないため主催から外れている。
3. ↑  読売ジャイアンツの運営会社の『株式会社 読売巨人軍』自体は直接主催に名を連ねず、読売新聞社・報知新聞社・日本テレビに主催・興行関係を一任している。
4. ↑  ポストシーズンは原則全試合全国生中継。
5. ↑  中継カードによっては対戦球団の地元局や、その他系列局への個別の番組購入によるネットもある。
6. ↑  （参考例）2015年読売巨人軍主催ゲーム中継について（日本テレビプレスリリース）
7. ↑  中日ドラゴンズをお膝元に持つ中京テレビについては、他系列と異なり差し替え放送は行われていない。これは、中日主催ゲームの放映権が同局にないためである。ただし、1989 - 1990年頃には読売テレビが制作した阪神対中日戦において、実況を同局側で差し替えて放送したことがある。
8. ↑  ただし、この場合でも、日テレジータスやBS日テレ、もしくは隣県の系列局のいずれかを受信すれば巨人戦を視聴することができる。
9. ↑  広島テレビは4局化後、特別番組枠を中心に通常番組を後日遅れネットとした上での差し替えを多く行い、時には『鳥人間コンテスト選手権大会』『全日本仮装大賞』などの看板番組を差し替えて後日の遅れネットとすることもあった。2021年現在も、平日ナイターでの通常番組差し替えを行うことがある。
10. ↑  その場合は、BS日テレでは、トップ&リレー中継を行う。
11. ↑  ただし、巨人のリーグ優勝がかかった試合は試合終了まで放送。
12. ↑  震災により中止となった2011年3月25日 - 3月27日は別番組を編成。
13. ↑  BS日テレ「Dramatic Baseball」公式サイト
14. 1 2  生中継がない場合はNEARLIVE方式となる。試合時間が4時間を超えた場合は、一部を編集・カットした上で4時間以内に収まるように放送する。ただし、週末についてはロードレース世界選手権（MotoGP）の中継と重複した場合に限り、月曜の時間帯（放送日による）に変更する。編成の都合により、翌日の午前に放送する場合もある。
15. ↑  2008年7月21日や2009年7月10日及び2010年9月20日の対阪神戦（読売テレビ制作）や、2009年8月13日の対広島戦（広島テレビ制作）などが該当する。
16. ↑  1960年代後期では月曜と日曜に限り、19時台から開始していた。また1970年には水曜と日曜の19時に1時間番組（前者は『ヒットで突っ走れ!』、後者は『コント55号の日曜特別号』→『コント55号と世界のサーカス』）がある関係上、19:00から開始、土曜は19:30 - 20:30に『なんでもやりまショー』がある関係上、19:30から開始していた。さらに翌1971年の水曜19時台は、『全国テキに歌ァ!!』と『いじわるばあさん』（アニメ第1作。読売テレビ制作）の2体制になっていたが、中継は引き続き19:00から開始していた。
17. ↑  1992年度などは、10分単位。
18. ↑  巨人戦中継 消化試合は9時打ち切り - ウェイバックマシン（2004年11月18日アーカイブ分） - スポーツニッポン（2003年7月15日）
19. ↑  そのうち、21時24分以降の30分については『クライマックスバトル』の題がつけられており、2002年度はアサヒビールがスポンサーにつき、『アサヒビール　クライマックスバトル』、2003年度についてはカーコンビニ倶楽部とマツダが持ち回りでスポンサーにつき、『カーコンビニ倶楽部　クライマックスバトル』および『MAZDA　クライマックスバトル』の題をそれぞれつけて放送され、クライマックスバトル突入時及びそれ以後の得点時（巨人・相手問わず）、イニング間のCM明け時、試合終了時および21時54分時点においても試合が続いており試合終了まで中継できなかった場合の中継終了時には画面右上にアサヒビール（2002年度）、カーコンビニ倶楽部及びMAZDA（2003年度）のロゴが挿入されていた。2004年度についてはスポンサー名なしの『クライマックスバトル』として放送された。
20. ↑  月曜は公開生放送の『NTV紅白歌のベストテン』や『ザ・トップテン』、金曜は『三菱ダイヤモンドアワー』→『太陽にほえろ!』が優先された。
21. ↑  NHKで放送される場合に限り、ヒーローインタビューはNHKのアナウンサーが担当することがある（インタビューの担当者がNHKのアナウンサーの場合は、担当者を表すテロップが表示されない）。
22. ↑  この場合、17:00 - 17:45まで、142チャンネルでは、チャンネルロゴ入り薄灰色の背景に「リモコンの青ボタンを押して141チャンネルをご覧ください BS日テレ」と表示される。
23. ↑  東京ドームで行われた過去のゲームの中から、1 - 2年ごとに各選手の傑作シーンを選抜してまとめたもの。
24. 1 2  但し、2017年7月10日（月）の「巨人vsヤクルト」戦の様に、試合がかなり早く終了した場合は、「先出し!ポストゲームショー」開始を16時59分又は17時04分（デーゲーム）・20時59分（ナイトゲーム）にし、そこまでは過去のホームランセレクション（主に地上波・BSでも放送の場合）、GIANTS in 東京ドーム（日テレジータス単独放送の場合・2017年以降）を放送する場合もある。ただし、試合終了時間によっては、「先出し…」は放送せず、「ポストゲームショー」放送までホームランセレクションで穴埋めすることもある。2020年と2021年は新型コロナウイルス感染拡大の影響で、「（先出し）ポストゲームショー」が休止となっている為、2014年以前の体制を採る。
25. ↑  日本テレビでも放送する場合は、阪神（過去には南海・近鉄・阪急〔対巨人のオープン戦のみ〕〜オリックス）戦が読売テレビ制作著作となる他は、原則として地元球団を擁する放送局が制作協力、日本テレビが制作著作となる。一方、阪神戦以外の対巨人のビジターゲームで、日テレジータスやBS日テレでの放送があっても、地上波放送が地元局のみの場合は、地元局が制作著作、日本テレビは制作協力となる。ただし、2011年からの広島戦デーゲームでは、日本テレビを含む一部地域ネットの中継でも広島テレビ制作著作となる（但しネット局への配信とスコア表示〈配球図も表示〉など一部技術面は日本テレビが担当）。
26. ↑  月曜日は2007年7月16日のみテレビ大阪に放映権を譲渡した。また、2006年度は8月25日（金曜日）にも中継を行った（翌日に『24時間テレビ』が放送されるため、毎日放送と日程を交換したことによる）。
27. ↑  朝日放送テレビが水曜日・日曜日の阪神主催試合の放映権を独占しているために基本的に中継することができないが、朝日放送（旧）の中継本数調整や予備日復活開催等の絡みで放映権を譲渡された場合に限り、対巨人戦の全国ネットを含めて中継したことがある他、曜日に制限のないビジターゲームで乗り込み自社制作を行うことがある。また過去に関西圏でのパ・リーグ（主に近鉄・南海）の試合を中継していた頃は土曜・日曜のデーゲームを中心に行っていた。
28. ↑  金曜日19時台がローカルセールスとなってからの中継も比較的多い。1990年代までは土曜ナイターの中継も多かったが、19時台に『I LOVE みんなのどうぶつ園』、20時台に『世界一受けたい授業』が編成されてからは、両番組の差し替えを避けているため、デーゲーム中継が中心となっている（代わってナイター時はテレビ新広島・広島ホームテレビが担当することが多い）。2022年1月現在は他局との間で放送日を固定していないため、他曜日で放送される場合もある。
29. ↑  1980〜90年代は、開幕カードのデーゲーム等を広島テレビ主管で共同制作し、日本テレビ等一部系列局で放送することがあった。また阪神主催時は、読売テレビが録画中継で広島テレビが実況差し替えの生中継（広島からのオフチューブではなく現地派遣）となることもあった。2010年10月には阪神の優勝争いに絡み、読売テレビへ同時ネットする可能性を想定して、広島テレビ制作中継に川藤幸三を派遣していたが、放送時点で優勝の可能性が消滅したため、広島テレビとJ SPORTSのみの放送となった。また、2023年9月には阪神のリーグ優勝に絡み、14日の対巨人戦で決まらなかった場合は、15日に急遽自社製作により生中継を予定していたが、14日にリーグ優勝が決まったため中継はされず、広島テレビのみの放送となった。
30. ↑  2019年以降は、何れもローカルバラエティ番組である土曜日の『土曜はダメよ!』、日曜日の『そこまで言って委員会NP』を優先する兼ね合いでネット受けで放送出来ない試合がある。
31. ↑  宮城県では東日本放送が、無料BS放送ではBS朝日（いずれもテレビ朝日系列）が各々放送。
32. ↑  セCS第3戦は読売テレビがサブチャンネルで生放送　マルチ編成での野球中継は同局初（『日刊スポーツ』2022年10月9日付記事）
33. ↑  これは、広島テレビが『そこまで言って委員会NP』のネット受けを返上する一方、中京テレビでは同番組の放送を優先するために起きた措置である。
34. ↑  平山雅（中京テレビアナウンサー）のツイート（hirayama_miyabiの2021年4月20日のツイート- X（旧Twitter））より。中継前の準備の様子を投稿している。
35. ↑  当初は完全自社乗り込みまたは実況と解説はオフチューブでリポーターのみの乗り込みも想定していたのが、TBSテレビ（TBSチャンネル）やテレビ神奈川だけでなくNHK BS1も中継することによるテレビ用放送ブース確保の問題（テレビ神奈川は自社スタジオでのオフチューブで実況）と新型コロナウイルスの神奈川県内での感染拡大によるまん延防止等重点措置が横浜スタジアムがある横浜市に発令されたために、名古屋からの完全オフチューブに方針転換した可能性がある。
36. ↑  関東地区ではテレビ神奈川（独立局）が、BS放送はNHK BS1でいずれも放送。
37. ↑  ミヤギテレビ技術協力で自社制作にて中継を行った時期もあった。
38. ↑  2016年は札幌テレビ側が自社制作番組と関連した独自企画を実施したため（ゲスト：折茂武彦〔レバンガ北海道〕、解説：稲田直人、実況：神谷誠、リポーター：岡崎和久）、読売テレビが自社の出演者による別制作を実施したが、解説者は札幌テレビからも派遣した（解説：西崎幸広・川藤幸三、実況：尾山憲一）。
39. ↑  衛星波については、CSではGAORAが日本ハム球団制作で、BS放送では静岡放送技術協力によりBS-TBSがTBSテレビ制作で中継している。
40. ↑  広島主催試合の全国ネット中継は2005年9月4日の対巨人戦を最後に途絶えたが、2016年10月29日に『日本シリーズ第6戦 広島対日本ハム』を全国ネットで放送し、約11年ぶりに広島主催試合の全国ネット中継が復活した。さらに3年後の2019年3月29日にはマツダスタジアムでの対巨人との開幕戦も全国ネットで放送された。
41. ↑  このうち、西日本放送の本社がある香川県では瀬戸内海を越えた岡山県との結びつきが強い一方で、岡山県では広島県との結びつきが強く広島ファンが一定数いる笠岡市などの県西部と（広島県でも福山市など県東部の備後地域は安芸地域よりも阪神・巨人など他球団ファンの比率が高い）、阪神ファンが多い倉敷市・岡山市・備前市などの県中部から東部（特に県東部は兵庫県との結びつきが強い）との地域性の違いが生じることに対しての通常の全国ネット中継と異なる配慮が必要なことや、日本テレビ主導制作による東京ドームの巨人主催試合のデーゲーム中継が2014年以降はローカルセールス枠での放送（関東ローカルまたは日本テレビ以外のビジター側地元局等とのブロックネットで放送。開幕カードやクライマックスシリーズは原則として全国ネットでの放送となる）に転換したことで、前述の地域性の違い（南海放送・高知放送も含めて）及び2000年代以降の野球中継の視聴率の低下や再放送・遅れネット番組の放送枠確保の兼ね合いも考慮して、2010年代以降は日本テレビまたは読売テレビ主導制作によるナイター中継（読売テレビ主導制作はデーゲーム中継で放送した年度がある）での同一実況の全国ネット（前者は東京ドームの巨人主催試合とマツダスタジアムでの広島主催の対巨人開幕戦および日本シリーズ中継〈対巨人開幕戦は名目上広島テレビ主導制作となる〉、後者は阪神甲子園球場での阪神主催の対巨人戦と日本シリーズ中継）となる試合以外の個別の番組購入による放送の可否を随時判断している事情がある（巨人主催については、一部の日本テレビ系列局が広島・阪神が関与しない試合を含めて個別でネット受けする場合があるため）。
42. ↑  2015年5月5日は、日本テレビ・広島テレビ・山口放送・日本海テレビでは平日午後のワイドショー・『情報ライブ ミヤネ屋』（読売テレビ制作、13:55 - 15:50）を14：55に飛び降りて、広島対巨人戦を放送したが、それ以外の日本テレビ系列局で放送が出来なかったのは『ミヤネ屋』が2014年9月29日から全編ネットワークセールス枠に移行した関係で、スポンサーや放送枠などの調整が難しかったためである。
43. ↑  ナイターでも年度により差し替えを行うが、いずれも実況差し替えだけでなくほとんどの映像を別制作することが多い（阪神選手を中心とした内容とするため）。
44. ↑  読売テレビが録画で広島テレビが生中継となる場合に、それぞれ別々の実況で放送された。
45. ↑  実況のみ自社差し替えだった2013年クライマックスシリーズを除いて、制作協力に読売テレビがクレジットされ、スコア表示も差し替えの上、主催試合と同様に『鯉党応援スタジアム』を実施した（いずれも実況はオフチューブではなく現地に派遣）。
46. ↑  ATHlete_ytvの2018年8月9日のツイート- X（旧Twitter）
47. ↑  ATHlete_ytvの2018年8月16日のツイート- X（旧Twitter）
48. ↑  但し、CS放送ではTigers-ai制作分をスカイAで放送したため、実質上は視聴が出来た。また、前日には前年までナイターでの対阪神戦ビジターゲームの放送実績がなかった広島ホームテレビ（テレビ朝日系列）が、朝日放送テレビ・サンテレビ制作協力で実況を差し替えて放送した。
49. ↑  広島テレビ側からアナウンサー（広島ベンチリポート担当あるいは副音声ゲスト）や解説者が派遣されていないことから（解説：岡田彰布・赤星憲広、実況：平松翔馬、ベンチリポート：尾山憲一〈阪神・広島の両サイド兼任〉）、当初は自社乗り込みでの別制作（解説は石原慶幸が巨人対中日戦地上波全国中継の『配球王サバイバルナイター』に出演で、山本浩二が関東圏在住のため、池谷公二郎・野村謙二郎・ゲスト扱いの黒田博樹のいずれかを想定。実況とリポートは『テレビ派』非出演のアナウンサーか同番組の出演シフト変更を想定）を予定していたのが、兵庫県での新型コロナウイルス変異株の感染拡大によるまん延防止等重点措置が阪神甲子園球場がある西宮市に発令されたことに加え、読売テレビ・広島テレビ双方の機材や素材回線などの運用の都合で広島からのオフチューブへの制作体制の変更もできなかったために、読売テレビからのネット受けに方針転換した可能性がある（前日の広島ホームテレビは朝日放送テレビからの映像提供による広島からのオフチューブでの別制作を実施）。また裏送りとなる18時台でも副音声（上述のあすりーとチャンネル連動企画。出演：トクサン・アニキ・諸國沙代子）を実施していた。
50. ↑  火曜日ホームゲームについては、これまで広島ホームテレビとテレビ新広島での中継本数が多かったが、2022年は広島ホームテレビでの中継本数が減少した一方、広島テレビでの中継本数が増加している。なお、中国放送は、広島対巨人戦をTBSテレビ（BS-TBS向け）と共同で放送権を獲得した時と（実況はそれぞれ別制作）、8月6日前後の「ピースナイター」を除いて原則として火曜日には中継していない。
51. ↑  12日（水曜日）は朝日放送テレビ・BS朝日・広島ホームテレビがそれぞれ別制作で放送した。13日（木曜日）はNHK大阪放送局（関西2府4県ブロックネット）とNHK広島放送局（広島県ローカル）が別制作で放送予定だったが雨天中止となり、NHK広島放送局では急遽野球中継への出演予定者による座談会を『お好みワイドひろしま』の中で放送した。
52. ↑  一例として2016・2017年はタイトルコールに本番組のテーマ曲が流れ、映像は企業ロゴ・対戦カードと広島東洋カープの選手複数の静止画。
53. ↑  2016年は福岡放送にネットした対ソフトバンク戦が該当。同日広島テレビではオープニングに「広島銀行プレゼンツ」の冠が付いていた。また2024年9月7日に中京テレビにネットした対中日戦では、広島テレビでは『完全カープ主義』のオープニングキャッチと「広島信用金庫Presents 広島 vs 中日」のタイトルを流した間に、中京テレビでは裏送りされた場内映像に「DRAMATIC BASEBALL 2024 広島×中日」のタイトルをテロップで挿入して送り出した。
54. ↑  1980年代末期から2000年代初期には週末午後のローカル枠で年数回生中継や録画中継を行い、広島テレビの場合、中日との試合では中京テレビにもネットすることがあり、同局の解説者だった森下整鎮が派遣されたり、元中日の小松崎善久（当時会社員）がゲスト出演したことがあった。この時期は他3局でも2軍戦中継が行われていた。
55. ↑  11日は実況（伊藤拓）・解説（山本浩二・山崎武司）・リポート（小野宏樹〈広島テレビ〉・加藤智也〈ミヤギテレビ〉）と中継映像は両局で同時ネットだったが、オープニングムービー・スコアやスタッフクレジットなどの表示類は両局で別々だった。12日は宮城県ではNHK総合テレビが東北地方で放送した。
56. ↑  2024年現在、同配信のアーカイブは全編そのまま公開されている 。
57. ↑  DeNA主催時の2022年度以降は、制作協力としてTBSアクト（年度によっては横浜DeNAベイスターズも併記）がクレジットされている（TBSアクトについては、2024年までは愛称の『TACT』表記だったが、2025年は系列外ながらフルネームの『TBS ACT』で表記された。いずれもTBSグループの統一コーポレートロゴを使用）。
58. ↑  1969年4月に中京テレビが開局してからも、番組編成と、UHFがまだ黎明期であり、UHFを視聴できない世帯が大多数であったことから、視聴者保護の観点で双方とも日テレ・NETのクロスネットとしていた（ニュースについては、NET=ANNは双方加盟、日本テレビ=NNS/NNNについては名古屋テレビ放送のみの加盟であり、特に夕方の枠は名古屋地区でNNNが放送できなかった）という事情があるため
59. ↑  読売新聞・大阪版、中国新聞、1966年3月5日・6日、テレビ・ラジオ欄。両日に西鉄対巨人のオープン戦をTNC制作で放送した（5日＝解説：佐々木信也（日本テレビ）・野口正明（テレビ西日本）実況：赤木孝男（日本テレビ）、6日＝解説：佐々木信也（日本テレビ）・実況：堀川洋（テレビ西日本））。
60. ↑  試合自体は山口放送開局記念試合（2016年は開局60周年、2022年は開局65周年）としてソフトバンク球団と読売新聞西部本社の主催、山口放送の共催で山口銀行の特別協賛にて行われた。また山口放送ではラジオ中継を自社制作した。
61. ↑  江川卓など巨人OBを解説に起用するケースが多い他、対阪神戦では阪神OBの掛布雅之を起用した。
62. ↑  出典：四国新聞、1965年2月28日、番組欄。
63. 1 2  ただし、延長放送を行わない局向けにニュース番組生放送で制作され、日テレから裏送りされていた時期もあった。日テレを含む延長放送実施局では、前述の裏送り番組を同時録画し、延長時の時間帯で放送したが、大事件が起こった際には改めて生放送することがあった。
64. ↑  このため、全国送出の「延長告知」を表示せず、秋田放送などでは「ナイターの延長放送はありません」という字幕を自社送出で放送したことがある。日テレ（アール・エフ・ラジオ日本）や青森放送などの一部のラテ兼営局では、その後に自社のラジオ局に誘導する旨の表示が出た。
65. ↑  出典 - 『メディアの誕生 BS日テレの731日』 ISBN 4901488015
66. ↑  出典 - “視聴率”BS、CS牽引 多様化する視聴者の嗜好反映 ｢その他｣好調 (2/2ページ) - MSN産経ニュース
67. ↑  特別編成/マルチ編成で「深層NEWS」を午後10時に固定、BS日テレ会見から（2013年9月6日　日経ITpro 2013年10月11日閲覧）
68. ↑  放送では「リモコンの赤ボタンを押して142を選んでください」とのみ説明しているが、矢印キー、テンキー、EPGからも選局可能。ただし、試合が延長終了時刻よりも早く終了した場合は次の141・143の定時番組開始まで142が休止となるので「リモコンの青ボタンを押して141をご覧ください」と表示される。
69. ↑  2Kでマルチ編成実施時には、実況アナウンサーが、「（BS日テレ）4Kでご覧の方は、リモコンのBSボタンの後に4（BS日テレのリモコンキーID番号）を押して、リモコンの赤ボタンを押して下さい。」とアナウンスする。
70. ↑  地上波側で亀梨和也・専属解説者以外の解説者が出演したり、副音声・視聴者プレゼント等の独自企画を実施するための配慮である（この場合、地上波で中継する時間帯は両チームのベンチリポーターは不在となり、稀にスコア表示も地上波と衛星波で別々に行うことがある）。
71. ↑  2020年6月23日から10月23日までのナイターと同年6月20日から11月1日までのデーゲームでは地上波と衛星波で実況・解説が同一だった（地上波同時放送。地上波が主音声と副音声のクロストークを行う間は衛星波は映像を差し替えて別のアナウンサーが実況。但し、地上波と衛星波での同時放送で不可能な放送内容〈地上波中継の放送席に日本テレビ専属ではない解説者あるいは亀梨和也が出演する場合や地上波のナイター中継が『野球脳サバイバルナイター』となった場合<2020年8月20日・9月17日が該当>〉が含まれる場合はナイターは2019年の、デーゲームは2014年から2019年までの放送体制に変更となった）。
72. ↑  “読売がDAZNと｢包括提携｣に至った両者の思惑 今季から巨人がDAZN放映されるだけではない”.   東洋経済新報（2019年3月28日作成）. 2019年4月28日閲覧。
73. ↑  2008年までは原則としてトップ&リレー中継で、完全中継は地上波全国中継がないときのみに限られていた。
74. ↑  2020年8月4日の阪神対巨人戦（読売テレビ制作）が該当（日テレジータスが編成上の都合で放送出来ないため、スカイAでTigers-ai制作分を放送）。なお、2021年10月8日の広島対巨人戦（広島テレビ制作）も日テレジータスおよびBS日テレが編成上の都合で放送出来ないため、J SPORTSへの振り替えを行った（地上波同時放送）。なお、当該中継は日テレジータスおよびBS日テレでの放送時と異なり、日本テレビの関与（チーフプロデューサー・プロデューサー・ディレクターの派遣など）がなく、通常のローカル放送と同様に広島テレビの単独制作となり、広島テレビでは18時台を洋服の青山の冠スポンサー番組として放送した。
75. ↑  2019年4月2日までは、地上波が中継を開始する19時を境に実況アナウンサーのみを入れ替える形式だった（実質上は「トップ中継」、地上波放送開始後は、中継終了まで同一人物が担当）。
76. ↑  巨人が出場するクライマックスシリーズ中継に限り、地上波が放送を開始する時間を境にアナウンサーを入れ替える2019年4月2日までの中継方式となった。
77. ↑  2020年6月23日から10月23日までのナイター、同年6月20日から11月1日までの
デーゲームでは試合開始から試合終了まで実況アナウンサー・解説者が出演する形式（地上波同時放送〈地上波中継がなく、BS単独放送も同様だが、BSがCM中に実況を担当するアナウンサーが1名つく〉）に変更となった。但し、前述の通り、地上波と衛星波での同時放送で不可能な放送内容（地上波中継の放送席に日本テレビ専属ではない解説者あるいは亀梨和也が出演する場合や地上波のナイター中継が『野球脳サバイバルナイター』となった場合〈2020年8月20日・9月17日が該当〉）が含まれる場合はナイターは2019年の、デーゲームは2014年から2019年までの放送体制に変更となった。
78. ↑  J SPORTSでの巨人戦以外の広島主催試合は原則として地上波中継を同時放送するが、2009年のみ中国放送制作分も同様にテレビ新広島/TSSプロダクション仕様のスコア表示を使用し（この関係で中国放送・広島テレビ制作分にもTSSプロダクションが制作協力としてクレジットされた）、広島ホームテレビ制作分は引き続き自社仕様を使用していた。
79. ↑  広島ホームテレビ制作分は2016年途中引き続き自社スコア表示を使用したが、同年途中からJ SPORTSのスコア表示に差し替えている。中国放送・テレビ新広島制作分はTSSプロダクションが別途J SPORTS仕様のスコア表示を用意して差し替えているが、J SPORTS制作時同様テイクシステムズが担当することもある。
80. ↑  NOTTVでは、「NOTTVプロ野球」としてNOTTV 2でサイマル放送。中継カード名には日テレジータスからの配信を示す<日テレG+>のクレジットが入っている。
81. ↑  “ロッテ佐々木朗希の完全試合、異例の再放送へ CS日テレで25日”. 毎日新聞 (2022年4月13日). 2022年4月16日閲覧。
82. ↑  “平成・令和の完全試合が連続で！槙原寛己氏・佐々木朗希の投球を日テレジータスが放送”. スポーツニッポン (2022年4月15日). 2022年4月16日閲覧。
83. ↑  その場合も、試合の終了時間によっては、「先出しポストゲームショー」は放送する。
84. ↑  但し、対外試合（練習試合・オープン戦）がある場合は再放送せずに、再放送の時間は別番組差し替え
85. ↑  2012年度プロ野球における福岡ソフトバンクホークス主催試合のCS放送占放映権について - シーエス日本 2011年11月14日
86. ↑  CS日本との共同制作扱い。なお福岡放送も技術協力という形で制作に参加する。実際には球団と、制作協力にクレジットされている九州東通（2011年までのJ SPORTSのソフトバンク戦にも関与していた）が制作に大きく関与している。
87. ↑  「2013シーズン 東北楽天ゴールデンイーグルス主催試合放送決定」のお知らせ（2013年1月28日　日テレプラスリリース。同3月23日閲覧）
88. ↑  【ロッテ】日テレNEWS24で石垣島キャンプを生中継 -ベースボールキング（フロムワン）、2020年1月26日、12時20分。
89. ↑  “日本テレビが巨人戦を台湾で生中継”. デイリースポーツ. (2012年6月7日) 2012年7月30日閲覧。
90. ↑  “北米での巨人戦の放送について”. 読売ジャイアンツ. (2013年2月13日) 2013年2月17日閲覧。
91. ↑  “日テレ　米国内でも有料で視聴可能に　3年A組、マツコ会議、巨人戦…”.   スポーツニッポン（2019年5月27日作成）. 2019年5月27日閲覧。
92. ↑  “北米で巨人戦復活！日テレが米最大手衛星放送で配信”.   日刊スポーツ（2019年5月27日作成）. 2019年5月29日閲覧。
93. ↑  出典：同日付の朝日新聞夕刊（東京版）。解説：別当薫、実況：大平アナ。雨傘として『百万ドルの饗宴』を編成。
94. ↑  日本テレビ放送網株式会社社史編纂室 編『大衆とともに25年 沿革史』日本テレビ放送網、1978年8月28日、449頁。NDLJP:11954641/240。昭和36年5月第2週のタイムテーブルより。（9日・10日両日20:40-21:30に「近鉄対東映」（日生球場）の中継が組まれていたのが確認できる。）
95. ↑  日本テレビ放送網株式会社社史編纂室 編『大衆とともに25年 沿革史』日本テレビ放送網、1978年8月28日、447頁。NDLJP:11954641/239。昭和36年5月第1週のタイムテーブルより。（1日に「阪急対西鉄」・7日に「阪急対大毎」（どちらも西宮球場）の中継が組まれていたのが確認できる。）
96. ↑  解説：岡田彰布、実況：本野大輔。ミヤギテレビは別出演者を起用し（解説：マック鈴木、実況：外賀幸一 （MMT））、巨人戦を差し替えて生放送した
97. ↑  『昭和二万日の全記録第10巻「テレビ時代の幕開け」』（1990年2月、講談社発行 ISBN 406194360X）44ページより参照。
98. ↑  〇の中には、放送される曜日名が入っていた（例：火曜日…火、日曜日…日）。なお1982年頃まで、本来生中継が無い月曜日や金曜日に生中継を放送する時は、『月曜（金曜）スペシャルナイター』と、『スペシャル』を付け加えた。
99. ↑  ちなみに1996年の日本シリーズ（巨人×オリックス））のオープニング画像はU2の楽曲「約束の地」（Where The Streets Have No Name）のイントロが使用された。
100. ↑  より正確には、マウンドにある投手板の前縁の中央から本塁（五角形の先端）までの距離。公認野球規則1.07より。
101. ↑  日本シリーズ第6戦では「LOVE 2000」と併用。
102. ↑  日本シリーズ第6戦では「BLACK OR WHITE? version 3」と併用。
103. ↑  メンバーの亀梨和也はベースボールスペシャルサポーターとして不定期で副音声実況に出演。
104. 1 2  特にytv、HTVの専属解説者は歴代を通して、地元向け・地元球団担当の解説だけでなく、巨人戦の全国放送（地元球団相手とは必ずしも限らない）を頻繁に担当するケースが多く、特に村山、赤星、山本浩、野村謙、2017年までの池谷に多い。事例：2011年5月5日の巨人対阪神戦は、両チームのOBではない山本浩二（広島OB）と立浪和義（中日OB）が担当。同年7月16日の巨人対ヤクルト戦は、山本と赤星（阪神OB）が担当。2012年以後は山本、赤星、池谷、野村謙、石原がBS・CSのみの中継にソロで担当する場合もある。
105. ↑  例外として中京テレビがローカル先行放送を行う場合に川又米利が出演する場合もあった（その後の全国中継に出演しない日でも、先行放送のみに出演することもあった）。
106. ↑  2010年のみゲスト解説者
107. ↑  2014年3月28日、2015年3月27日、2016年3月25日、2018年8月8日、2019年8月29日、2023年5月3日、2024年5月3日にスペシャル解説として出演。
108. ↑  特に、中京テレビが対中日戦で、自社の実況による別制作と解説者・リポーターを派遣しての同時ネットを各1回ずつ行うことが多い。
109. ↑  日本テレビ・日テレジータス・BS日テレに同時ネットされる対巨人戦の場合、日本テレビとの契約のある山本・野村・黒田が優先的に担当する
110. ↑  日本テレビ制作分では通常の「解説」扱い。
111. ↑  2014年以降は参議院議員活動との関係上BS・CS向け中継の土・日曜日限定で出演していた。
112. ↑  『民間放送十年史』（日本民間放送連盟・1961年発行）517頁「第2部各社史録 読売テレビ年表」にその記載あり。
113. ↑  参考：第10部発信、視聴者へ （1）在阪局の才能 ※神戸新聞公式ホームページ連載記事『新兵庫人 輝く』2010年1月11日掲載分より。
114. ↑  この時は谷繁元信（ラジオではニッポン放送専属。テレビではフジテレビを中心に出演）も出演予定だった。谷繁の日本テレビおよび同系列局制作中継への出演は2021年4月15日の日本テレビ制作巨人対中日戦『配球王サバイバルナイター』地上波全国中継が初めてだった。
115. ↑  https://maxcasting.jp/wp-content/themes/type-TN20/images/profile/P_anaM_201_shimizu_hisashi.pdf
116. ↑  https://maxcasting.jp/wp-content/themes/type-TN20/images/profile/P_anaM_005_yoshida_nobuo.pdf
117. ↑  https://www.htv.jp/sp/announcer/ono/80.html
118. ↑  ”株式会社宮城テレビ放送”. “「感謝 四十九日が過ぎて。」伊藤 拓 Taku Ito｜こちら、アナウンスルーム｜MMT ミヤギテレビ”. MMT ミヤギテレビ. 2023年10月22日閲覧。
119. ↑  “Instagram”. www.instagram.com. 2024年11月22日閲覧。
120. ↑  沖縄県には2022年現在も日テレ系地上波系列局が存在しない（番組販売の購入により主に沖縄テレビ放送を中心に既存の他系列3局で日テレ系番組を放送している）
121. ↑  当時のネット局=日本テレビ、札幌テレビ、北日本放送、読売テレビ、西日本放送、四国放送テレビ、南海テレビ、ラジオ高知テレビ局、日本海テレビ、テレビ西日本、長崎放送テレビ、ラジオ南日本テレビ局
122. ↑  ニッカは20:00 - 21:00にレギュラー番組『ニッカ木曜ワイドアワー』を提供しており、そのまま提供枠がスライドした。
123. ↑  その広告
124. ↑  19:00は日興證券提供『ニコニコ漫画劇場』（海外アニメ枠）、19:30はタカノ・ビクター提供『ビクター歌のパレード』。
125. ↑  1959年6月25日朝日新聞（東京版）8面
126. ↑  「あなたが選ぶ巨人ベストゲーム 第17弾」まさに「国民的行事」。王貞治 世界新記録756号1977年9月3日ヤクルト戦をCS放送日テレジータスにて5月27日(月)午後9時より放送!!
127. ↑  4日放送分が19:30からの90分枠だったのは、19:00のアニメ『忍者マン一平』がこの日に開始するため。
128. ↑  旭川は2013年に照明を設置しナイターが可能になった
129. ↑  日本ハムの本拠地域の北海道地区では北海道テレビ放送（テレビ朝日系列）で放送。
130. ↑  ソフトバンクの本拠地域の福岡地区では、25日はテレビ西日本（フジテレビ系列）、26日はRKB毎日放送（TBS系列）、27日は九州朝日放送（テレビ朝日系列）で各々放送。関東地区では、26日はTBSテレビが、27日はテレビ朝日（BS朝日にも同時ネット。地上波のみ副音声あり）がそれぞれRKB毎日放送・九州朝日放送とは別制作で放送。無料BS放送では25日・26日はBSよしもとがソフトバンク球団からの映像供給による自社制作で、27日はBS朝日がテレビ朝日との同時ネットで放送。
131. ↑  元々は10月16日に開催かつ生中継での放送予定だったが、予備日は編成の都合で生中継を見送った。
132. ↑  “「CSファーストS・阪神VS巨人」生中継決定、読売テレビ来月6、7日”. デイリースポーツ. (2021年10月28日) 2021年10月28日閲覧。
133. ↑  “読売テレビ、CS阪神―巨人戦を2日連続生放送　11・6＆7日”. 日刊スポーツ. (2021年10月28日) 2021年10月28日閲覧。
134. ↑  “ヤクルト高津監督「念願かない」神宮の夜空5回舞う「すごく幸せな気持ち」”.   日刊スポーツ (2021年11月12日). 2021年11月14日閲覧。
135. 1 2  “【阪神】読売テレビが完全中継　余波で「金ロー『余命10年』」休止…関西振り替え放送は「調整中」”. スポーツ報知. (2023年10月20日) 2023年10月21日閲覧。
136. ↑  “阪神日本シリーズ決定瞬間視聴率22.4%　20日読売テレビ「金曜ロードショー」休止し5時間5分放送”. 日刊スポーツ. (2023年10月23日) 2023年10月24日閲覧。
137. ↑  “【阪神】読売テレビが15日広島戦の緊急放送を決定　関西地上波放送なしの危機から虎党に朗報”. 日刊スポーツ. (2023年9月13日) 2023年10月21日閲覧。
138. ↑  日本テレビ放送網株式会社. “日本テレビ系野球中継「DRAMATIC BASEBALL 2023 」は、プロ野球日本一決定戦 『SMBC 日本シリーズ 2023 第4戦 阪神×オリックス』を全国ネット完全生中継でお送りします！”. 日本テレビ. 2023年10月26日閲覧。
139. ↑  “DRAMATIC BASEBALL|読売テレビ”. DRAMATIC BASEBALL|読売テレビ. 2023年10月26日閲覧。
140. ↑  “日本シリーズ第4戦　関西地区の視聴率27・7%　瞬間最高は阪神劇的サヨナラ勝ちの場面40・6%”. スポーツニッポン. (2023年11月2日) 2023年11月4日閲覧。
141. ↑  “日テレ、メジャーリーガー切り捨て…映像配信受けず”. 夕刊フジ (2009年4月7日). 2009年4月10日時点のオリジナルよりアーカイブ。2022年8月15日閲覧。
142. ↑  “各社「大谷翔平」で特需も… 「日テレ」が動画を放送できない事情”. 週刊新潮 (2018年6月6日). 2022年8月15日閲覧。
143. ↑  “【日米野球】第4戦 3年ぶりのマツダスタジアムのマウンドへ前田健太 1回表 2018.11.13”.   YouTube (2018年11月13日). 2025年7月13日閲覧。
144. ↑  スポーツ報知・2010年8月13日付
145. ↑  テレビ番組表の記録・2011年03月25日のテレビ番組表（全国・BS1）
146. ↑  BS初！プロ野球巨人戦3D中継実施！（2011年3月7日　2013年3月31日閲覧）
147. ↑  2017年5月13日時点
148. ↑  日テレの野球中継、国際3Dアワードで受賞（日テレNEWS24 2012年2月2日　2014年7月2日閲覧）
149. ↑  日本テレビ開局記念ナイタースペシャル プロ野球中継｢巨人×阪神｣
150. ↑  当初、読売テレビ等一部系列局は『たかじんのそこまで言って委員会』を前日（5月4日）に前倒しして、広島テレビでは5月11日に遅れネットとして引退セレモニー、さらにそのまま野球中継そのものをキー局である日本テレビより早く14:00から放送予定としていたが、やしきたかじんの体調不良で番組そのものが休止となった。
151. ↑  この日の試合開始は14:00から
152. ↑  ４月１０日(日)「令和の怪物」佐々木朗希が一試合１９奪三振、日本記録を更新した１３者連続三振、そして史上最年少で達成した完全試合の模様をＣＳ放送日テレジータスにて緊急放送！
153. ↑  2010年は有料会員制の巨人軍選手のカルトクイズ「ジャイアンツグランプリ2010」とコラボレーションして展開していた。
154. ↑  あの人が選ぶジャイアンツベストゲーム2015
155. ↑  日本テレビ放送網株式会社. “最強の解説者は誰だ!?「野球脳サバイバルナイター」”. 日本テレビ. 2020年10月16日閲覧。
156. ↑  日本テレビ放送網株式会社. “亀梨和也 緊急参戦決定!!9/17(木) 19時～巨人vs阪神『野球脳サバイバルナイター』第2戦”. 日本テレビ. 2020年10月16日閲覧。
157. ↑  日本テレビ放送網株式会社. “「野球脳サバイバルナイター」 グランドチャンピオンシップ 「最強の野球好き芸能人」が解説陣に挑む!”. 日本テレビ. 2021年8月13日閲覧。
158. ↑  BS日テレ（トップ&リレー）・日テレジータスでは地上波向けとは別の出演者（解説：桑田真澄、実況：平松修造）で放送された。
159. ↑  BS日テレ（トップ&リレー）・日テレジータスでは地上波向けとは別の出演者（解説：篠塚和典、実況：蛯原哲）で放送された。
160. ↑  BS日テレ（トップ&リレー）・日テレジータスでは地上波向けとは別の出演者（解説：村田真一、実況：町田浩徳）で放送された。
161. ↑  日本テレビ放送網株式会社. “4月15日（木）よる7時『配球王サバイバルナイター』開幕!”. 日本テレビ. 2021年4月14日閲覧。
162. ↑  BS日テレ（トップ&リレー）・日テレジータスでは地上波向けとは別の出演者（解説：村田真一、実況：平川健太郎）で放送された。
163. ↑  ntv_baseballの2021年4月20日のツイート- X（旧Twitter）
164. ↑  BS日テレ（トップ&リレー）・日テレジータスでは地上波向けとは別の出演者（解説：篠塚和典、赤星憲広、実況：河村亮）で放送された。
165. ↑  Dramatic Game 1844 プロ野球中継60年 ベストナイン国民投票 最終結果発表
166. ↑  巨人戦中継で「ボリュメトリックビデオ（３D空間の再構成）」を導入
167. ↑  参考動画・2022年4月29日「巨人対阪神戦」1－2回のボリュメトリックビデオ映像
168. ↑  “東京ドームにボリュメトリックビデオシステムを導入”.   読売巨人軍 (2023年3月23日). 2023年3月24日閲覧。
169. ↑  あなたが選ぶ巨人軍ベストゲーム
170. ↑  読売ジャイアンツ 球団創設90周年記念特別試合ライブ・ビューイング
171. ↑  球団創設90周年記念特別試合　5月3日「長嶋茂雄DAY」、5月28日「王貞治DAY」開催決定